# 防地雷反伏擊車

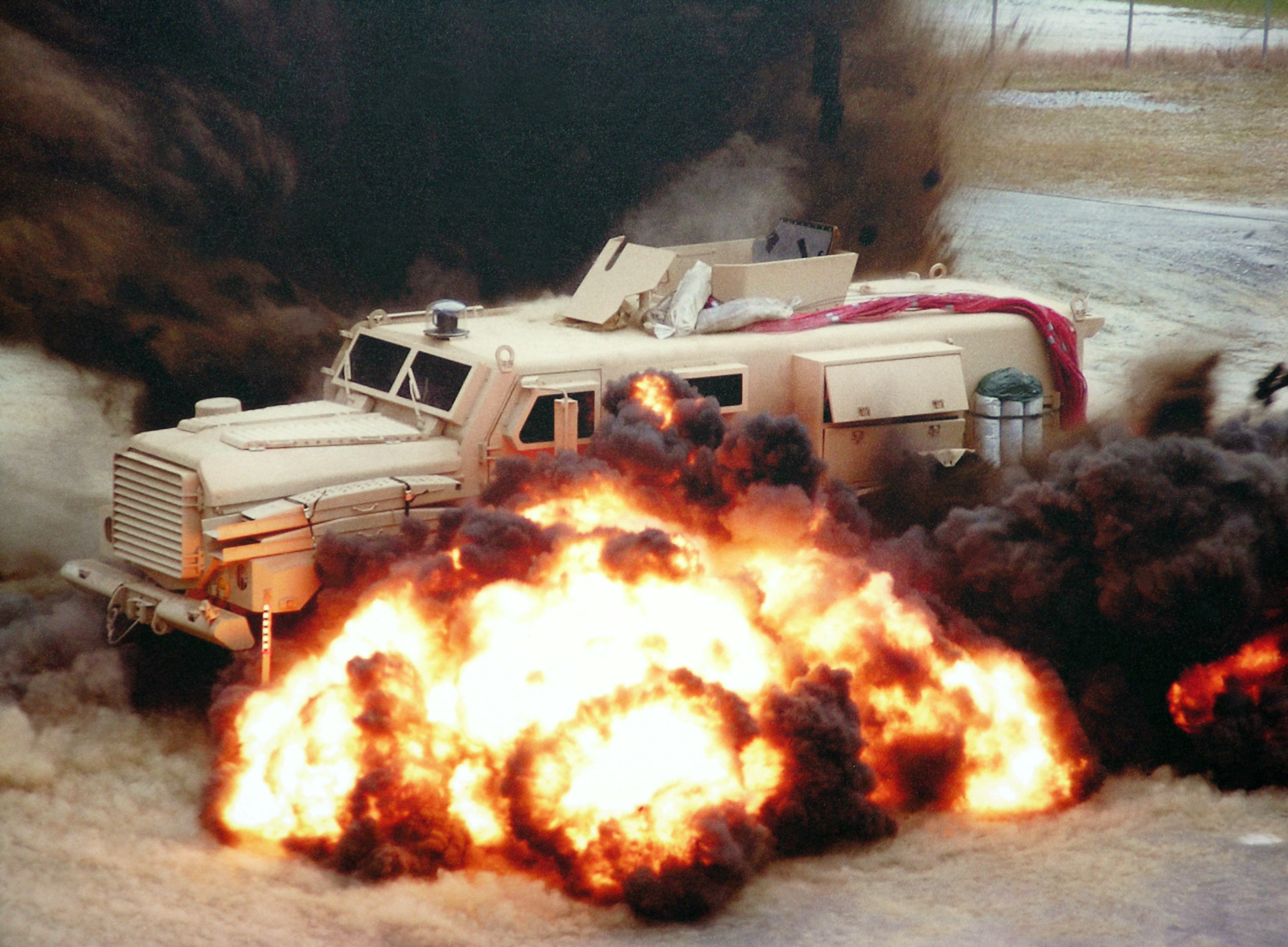
美國海軍陸戰隊的水牛地雷防護車於2007年1月進行一場防雷測試

防地雷反伏擊車（英語：Mine-Resistant Ambush Protection，簡稱：MRAP）是美國軍隊提出的一種戰術車輛類型，專門用於抵禦簡易爆炸裝置 (IED) 及地雷的攻擊以及埋伏。

## 歷史
专为抵御地雷而设计的轻型装甲车于1970年代由羅德西亞軍隊首次引入，并由南非制造商进一步开发，从 1974 年开始使用河马装甲运兵车。 南非國防軍的第一步則是使用了波斯瓦克，这是一种烏尼莫克，在底盘上装有一个浅的导水槽，以保护船员。然后是第一代专用车辆，河马和其他各种轻型车辆。它们基本上是通過在卡車底盤車身加裝V型形狀。下一代則是以Buffel为代表，这是一种烏尼莫克底盘，带有防雷驾驶室和安装在其上的防雷乘员舱。这些早期的车辆完全具備防雷能力，但底盘超载并且在越野时不是很灵活。卡斯皮爾地雷防護車是在 1980 年之后为南非國防軍开发的； 这是美国 MRAP 计划的灵感来源，也是该计划部分车辆的基础。
隨後，美國由於大量的治安戰需求，在此基礎上開發出了自己的防地雷反伏擊車。其他國家諸如中國、英國和俄羅斯等國也研發出了自己的具備防地雷反伏擊能力的戰術車輛。

## 圖集

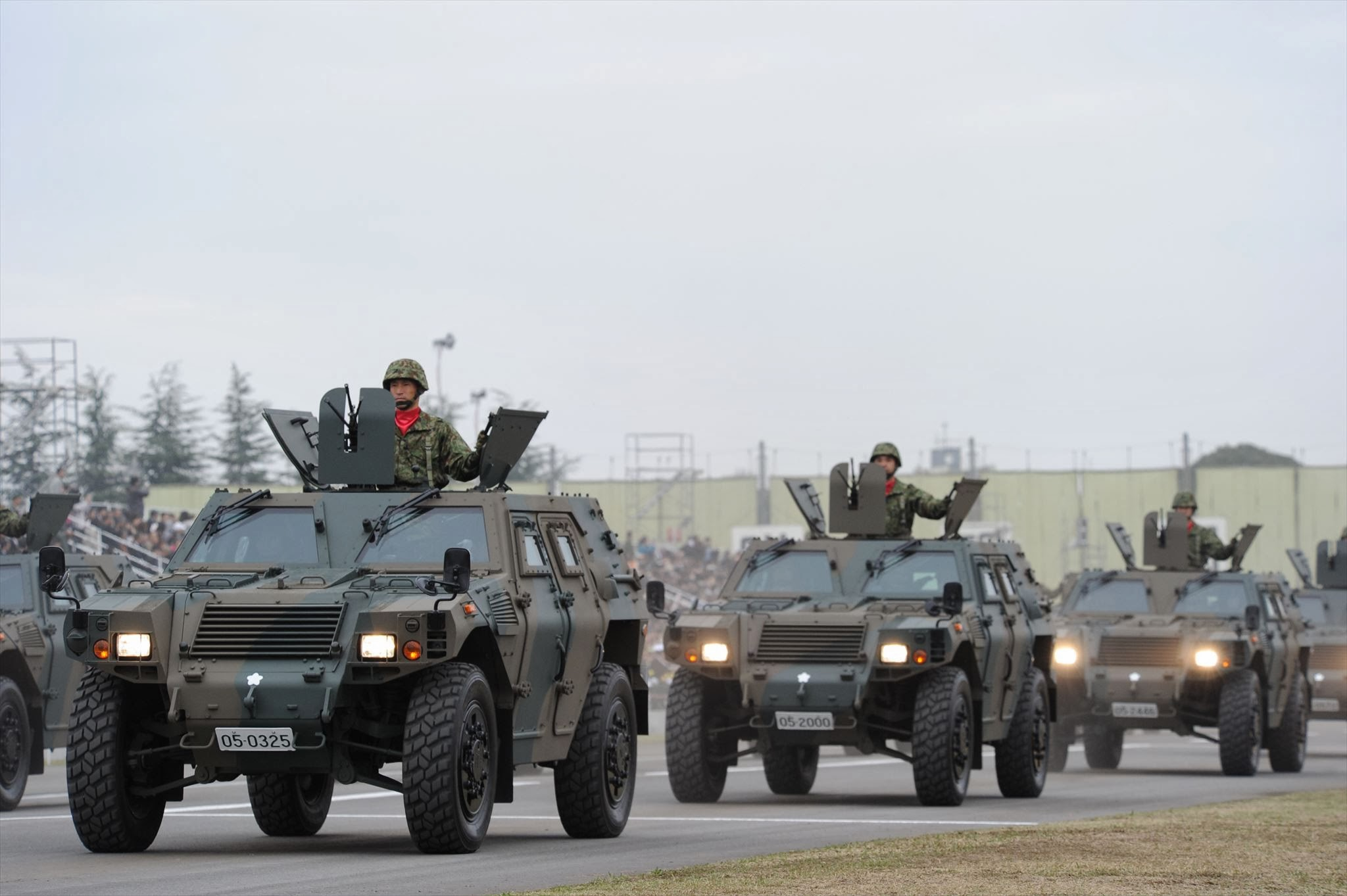
JPN 輕裝機動
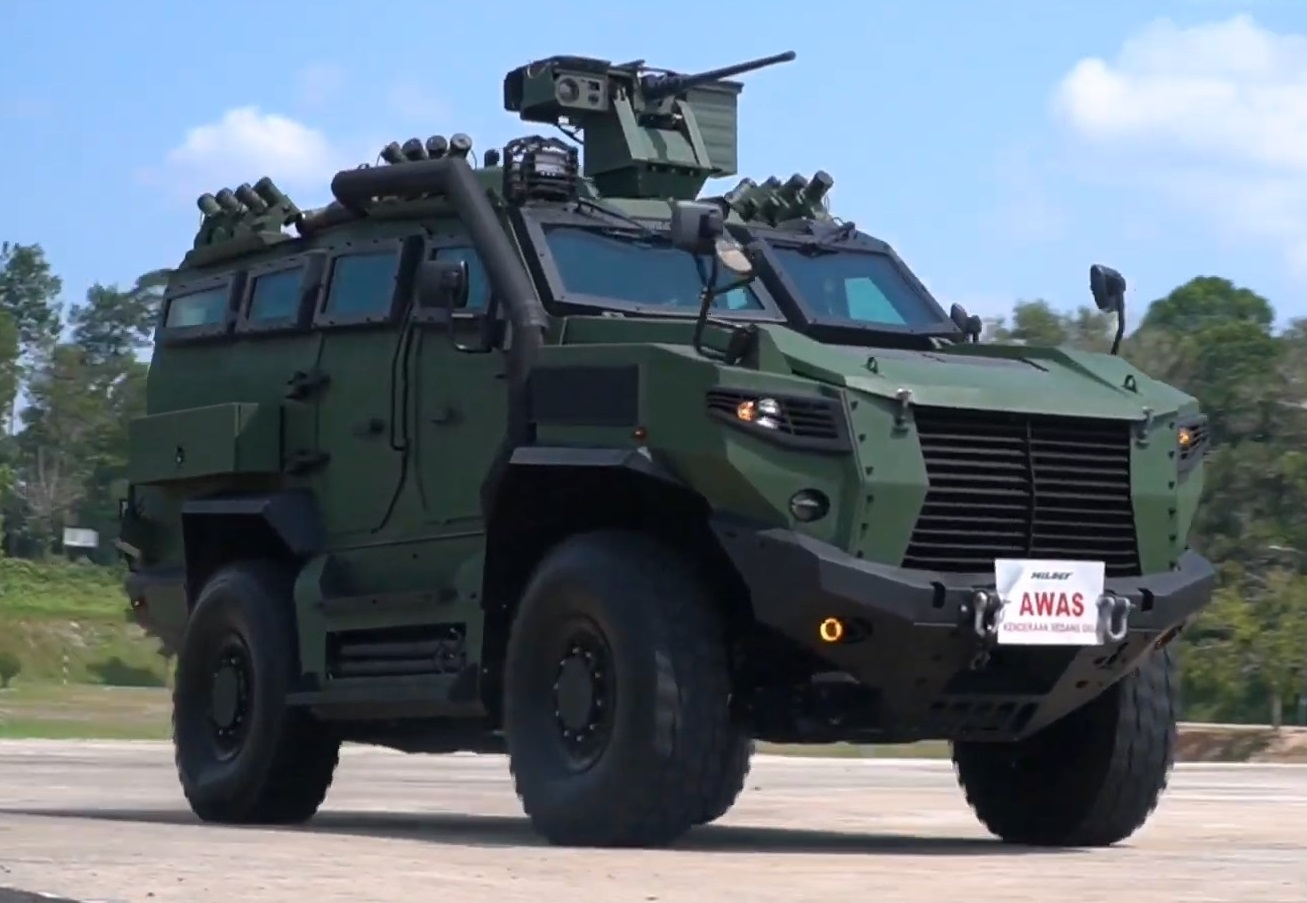
MYS 狼蛛
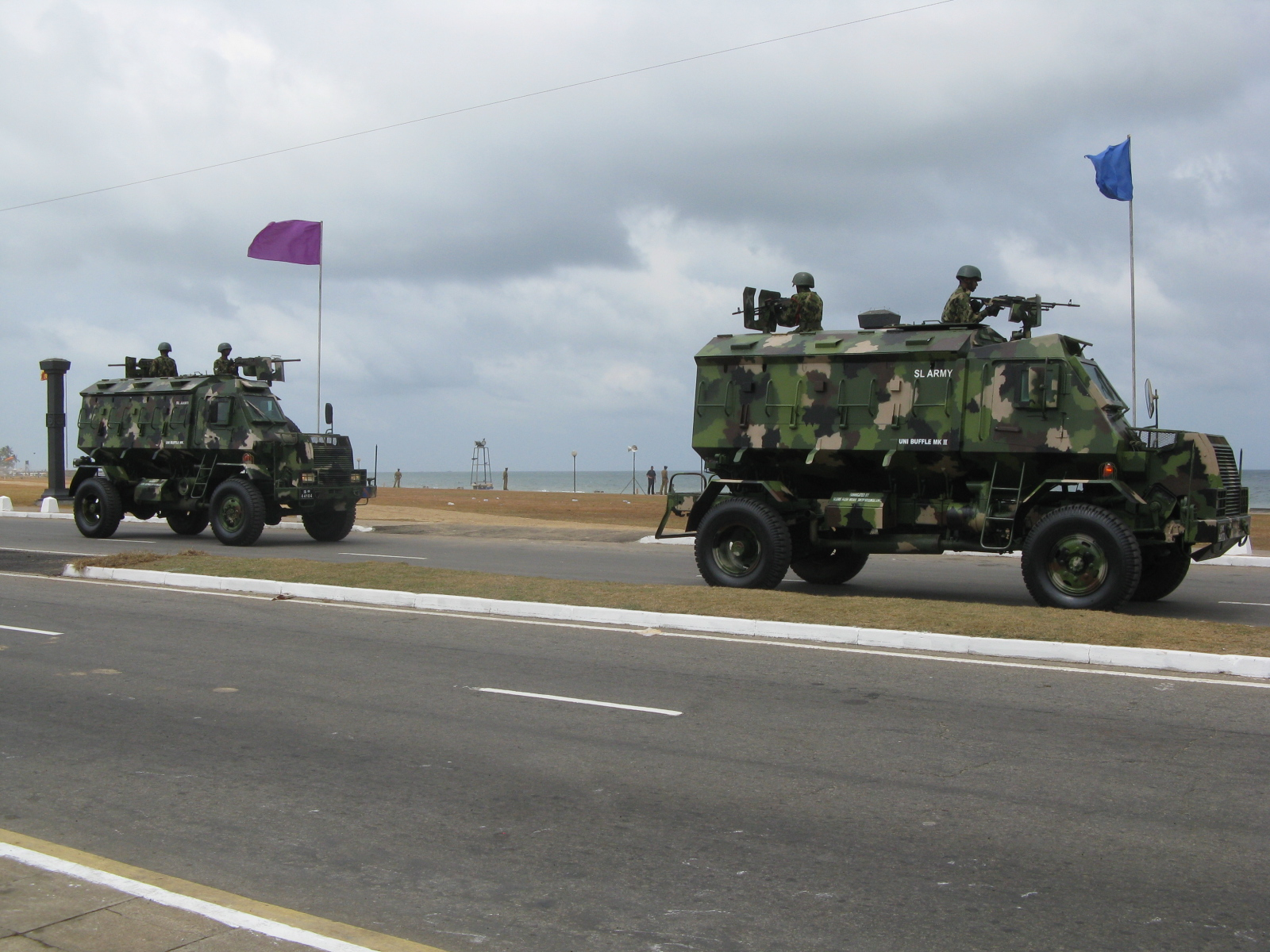
Sri Lanka Unibuffel
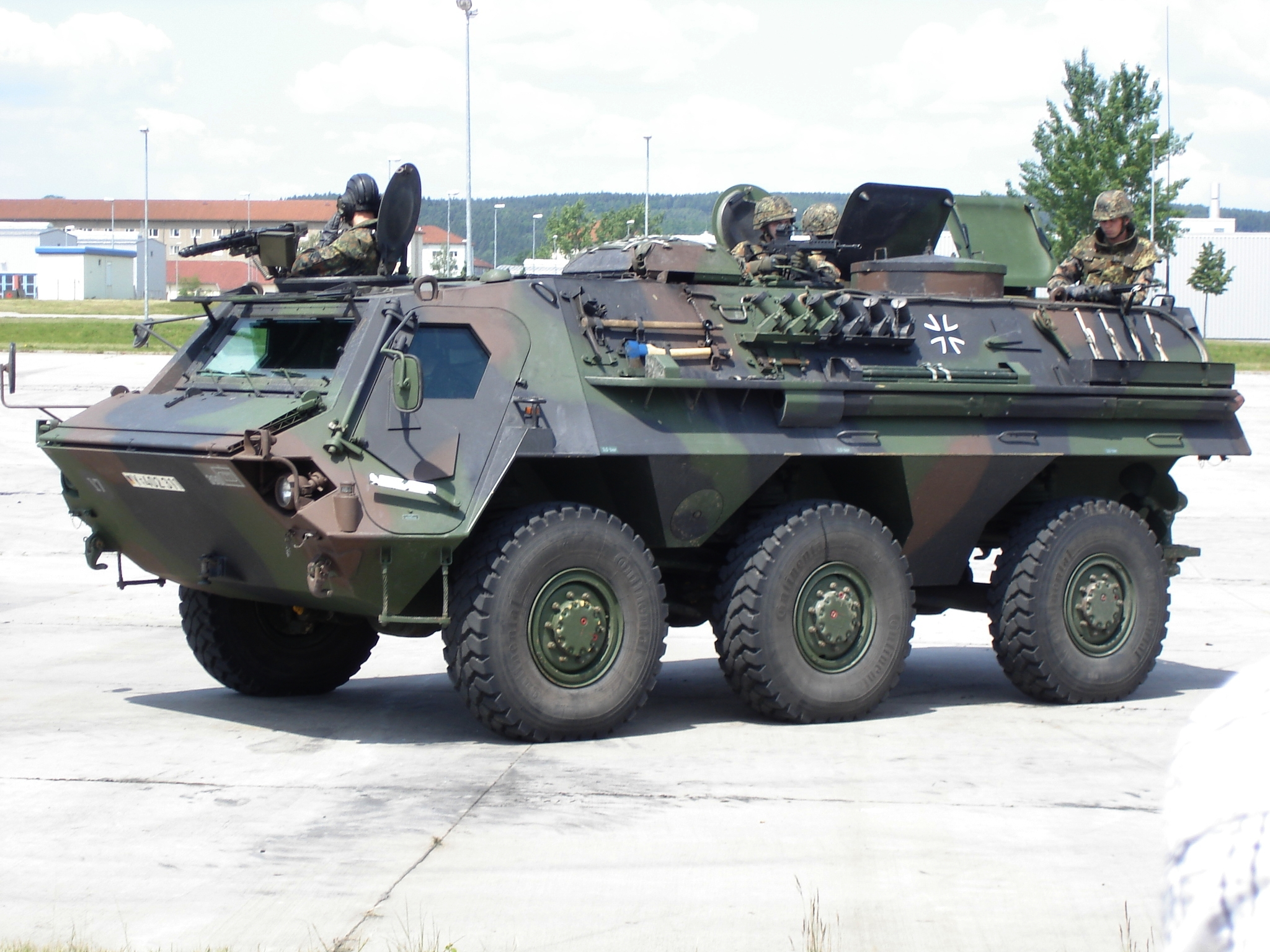
GER 狐式
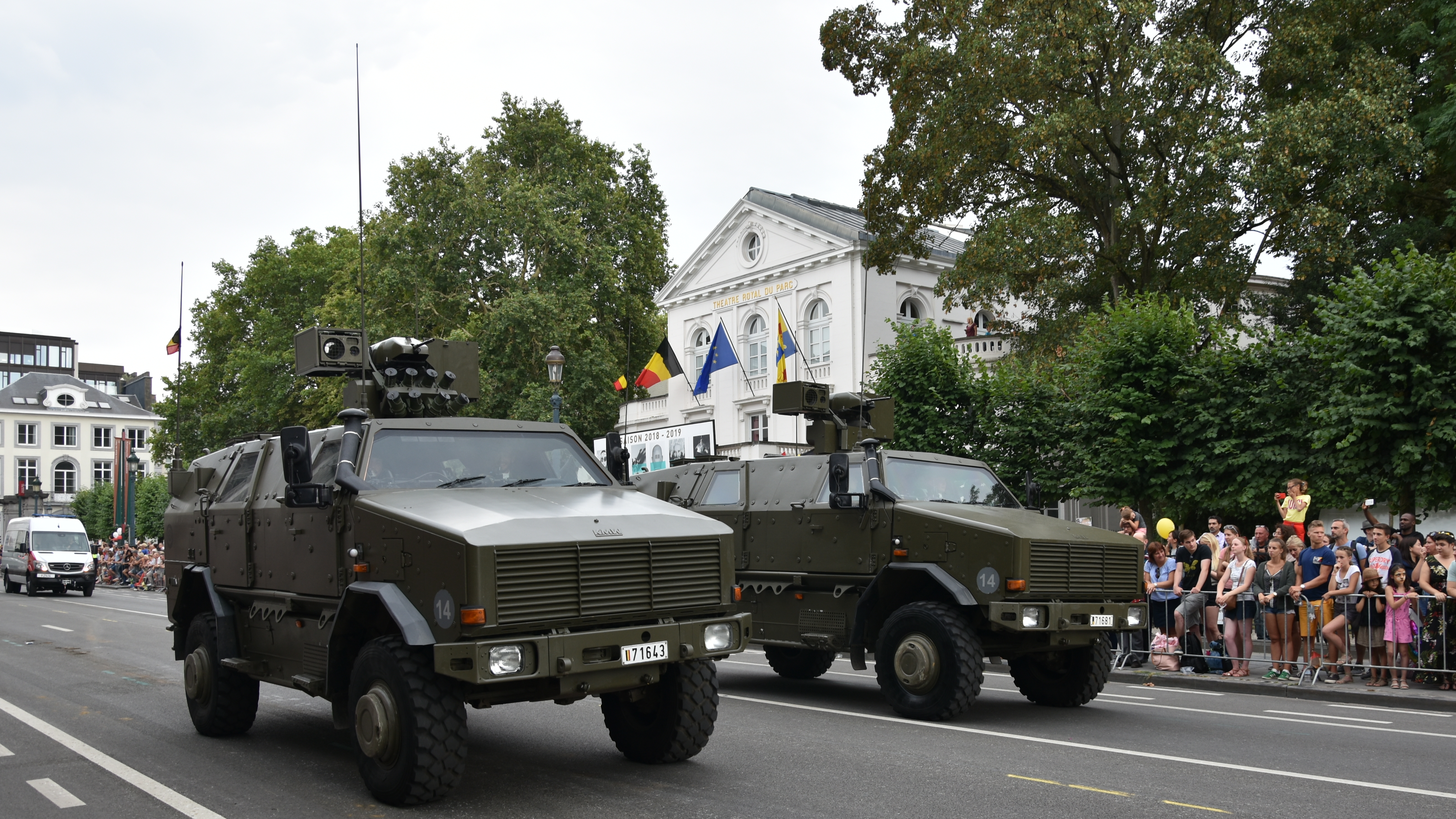
GER 野犬
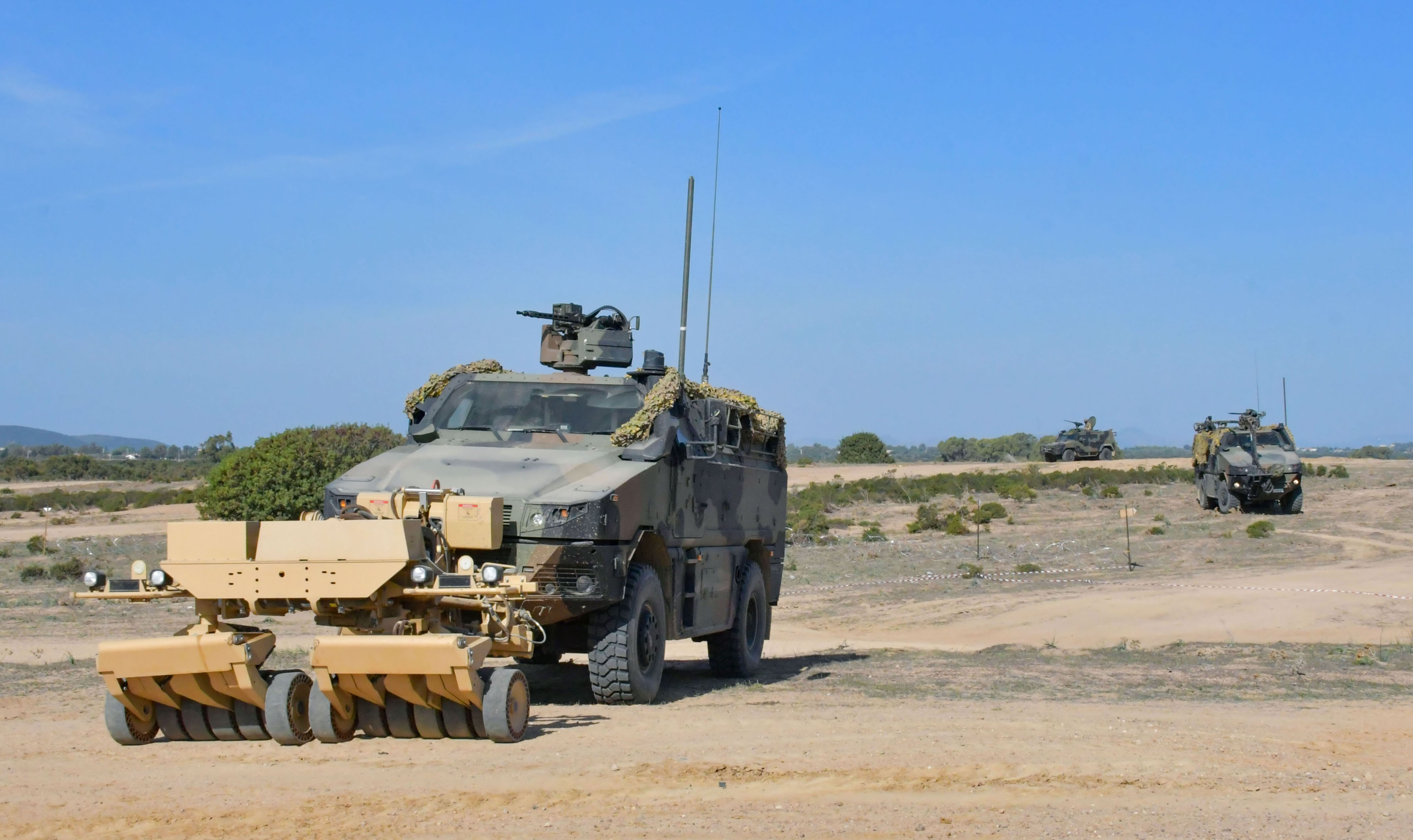
GER GFF4
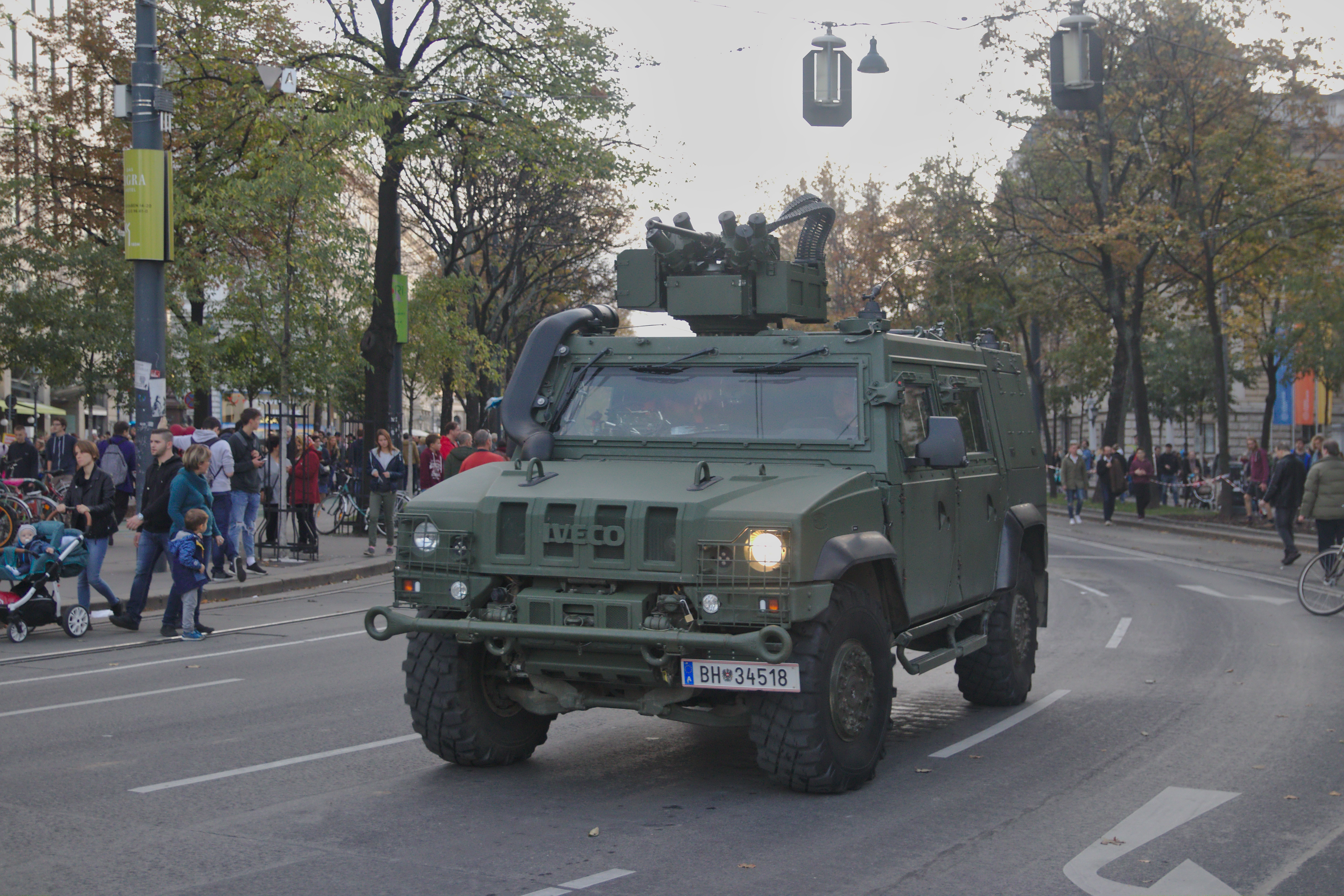
ITA LMV
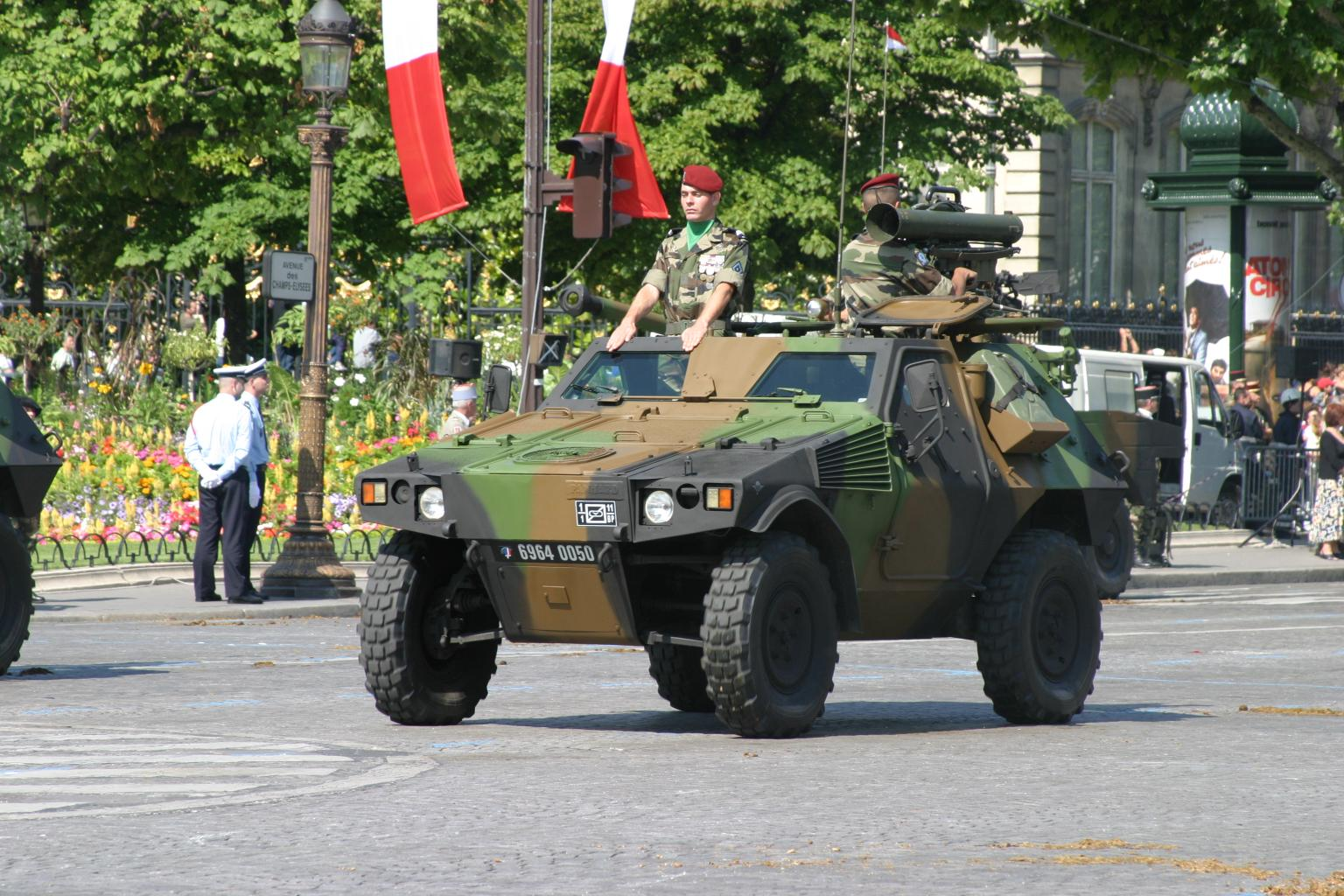
FRA VBL
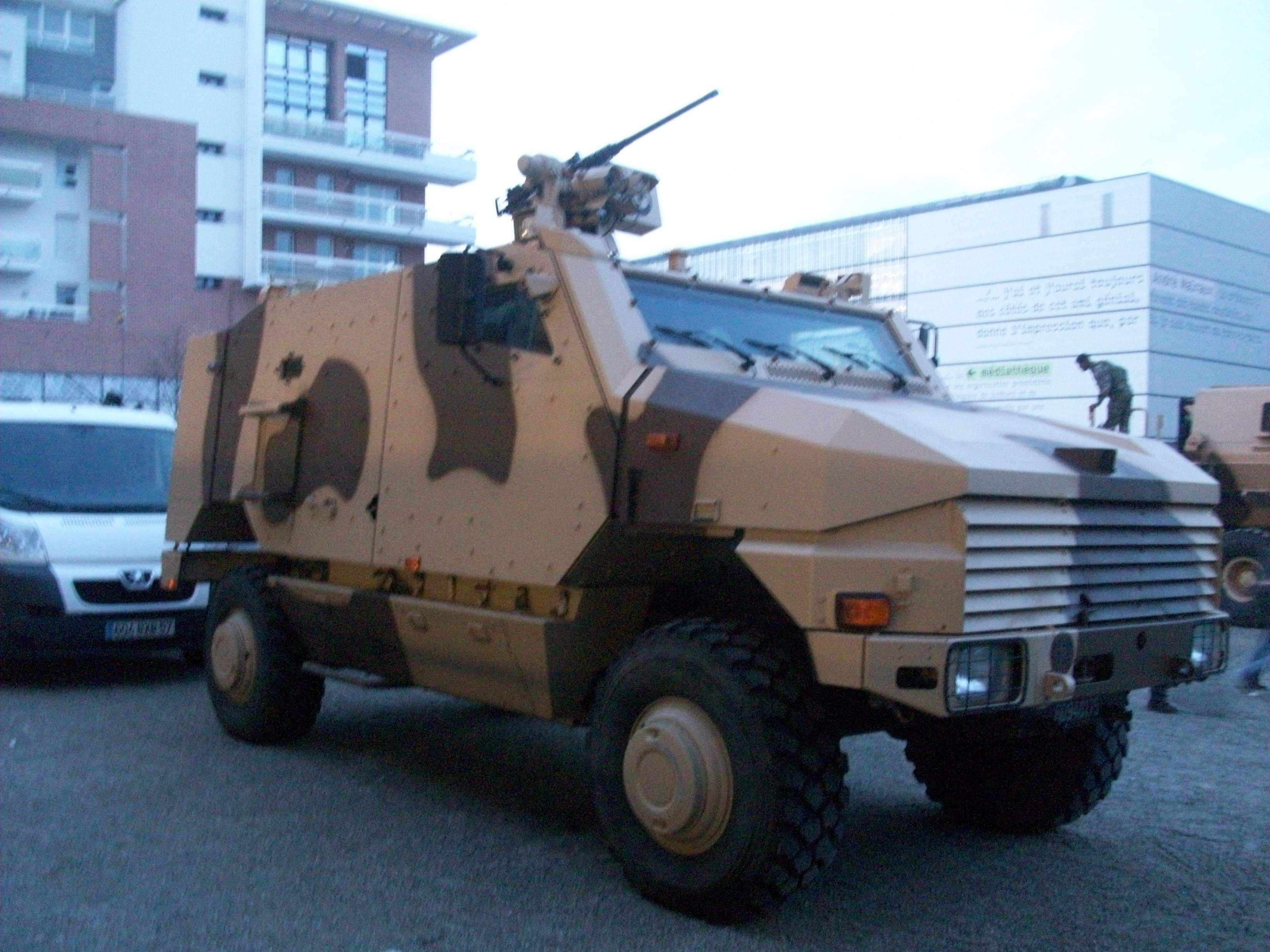
FRA Nexter 阿拉維斯
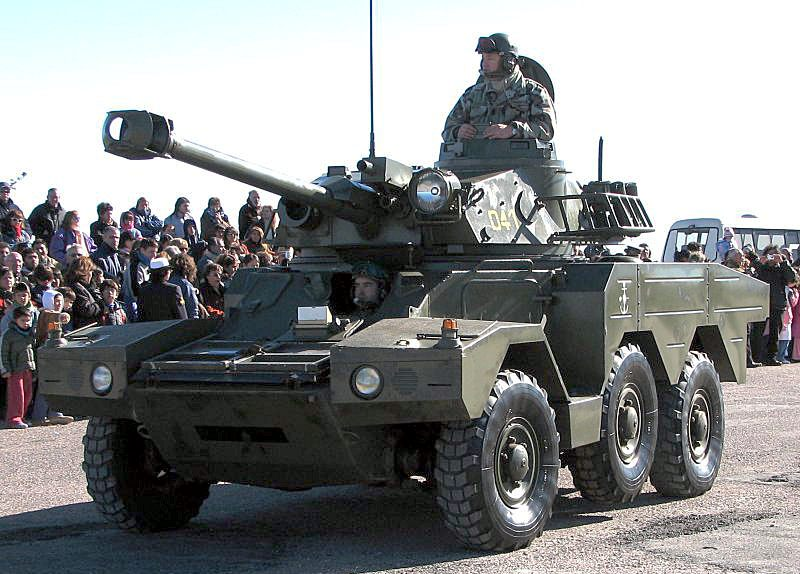
FRA 潘哈德ERC
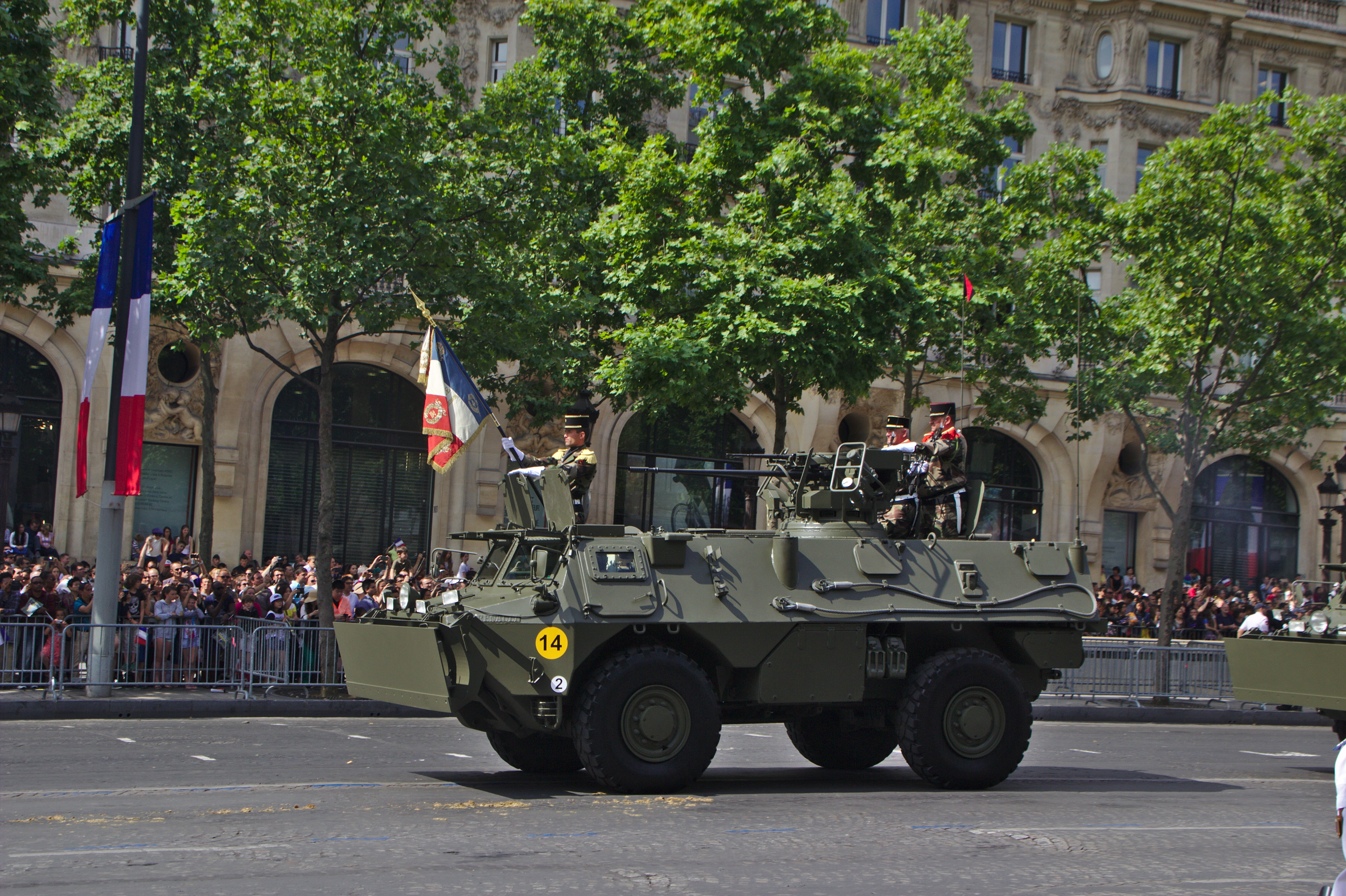
FRA VAB
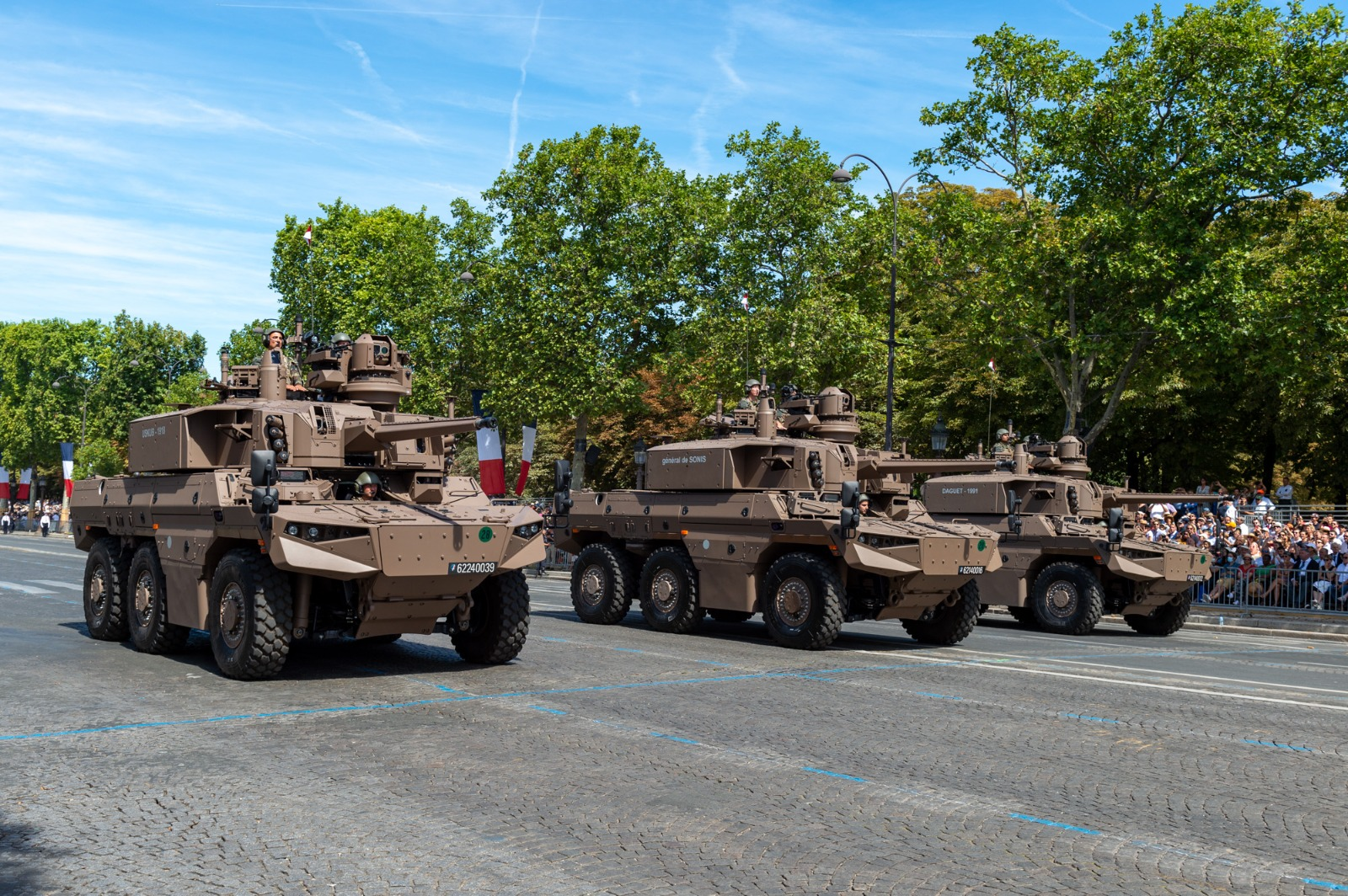
FRA EBRC美洲豹
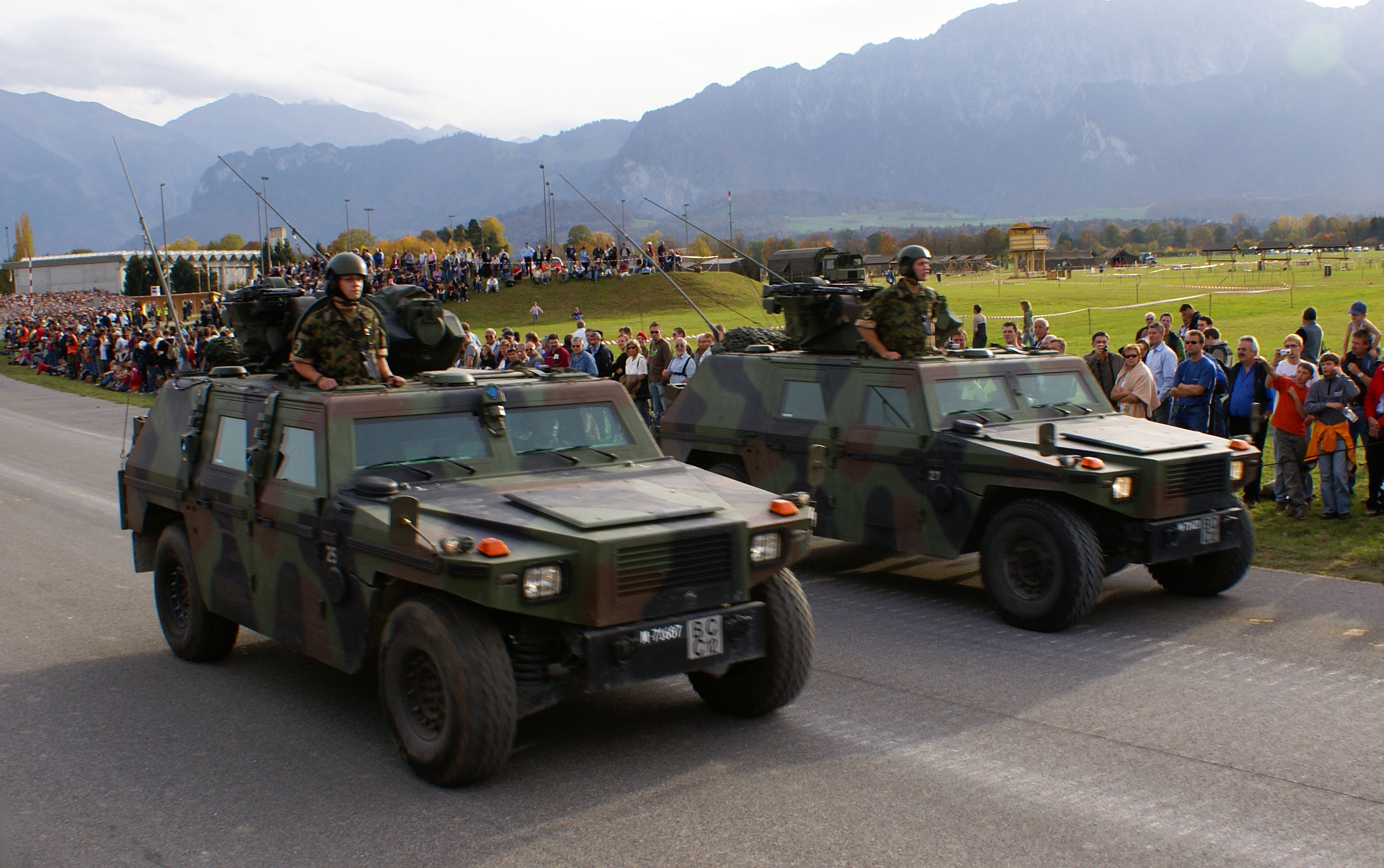
Switzerland Mowag 鷹式
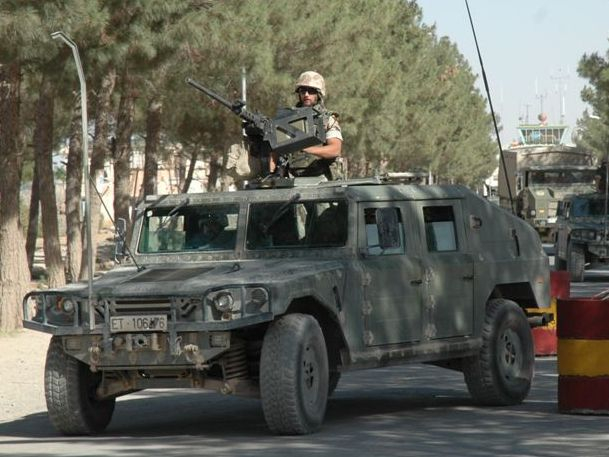
SPA 瓦曼塔
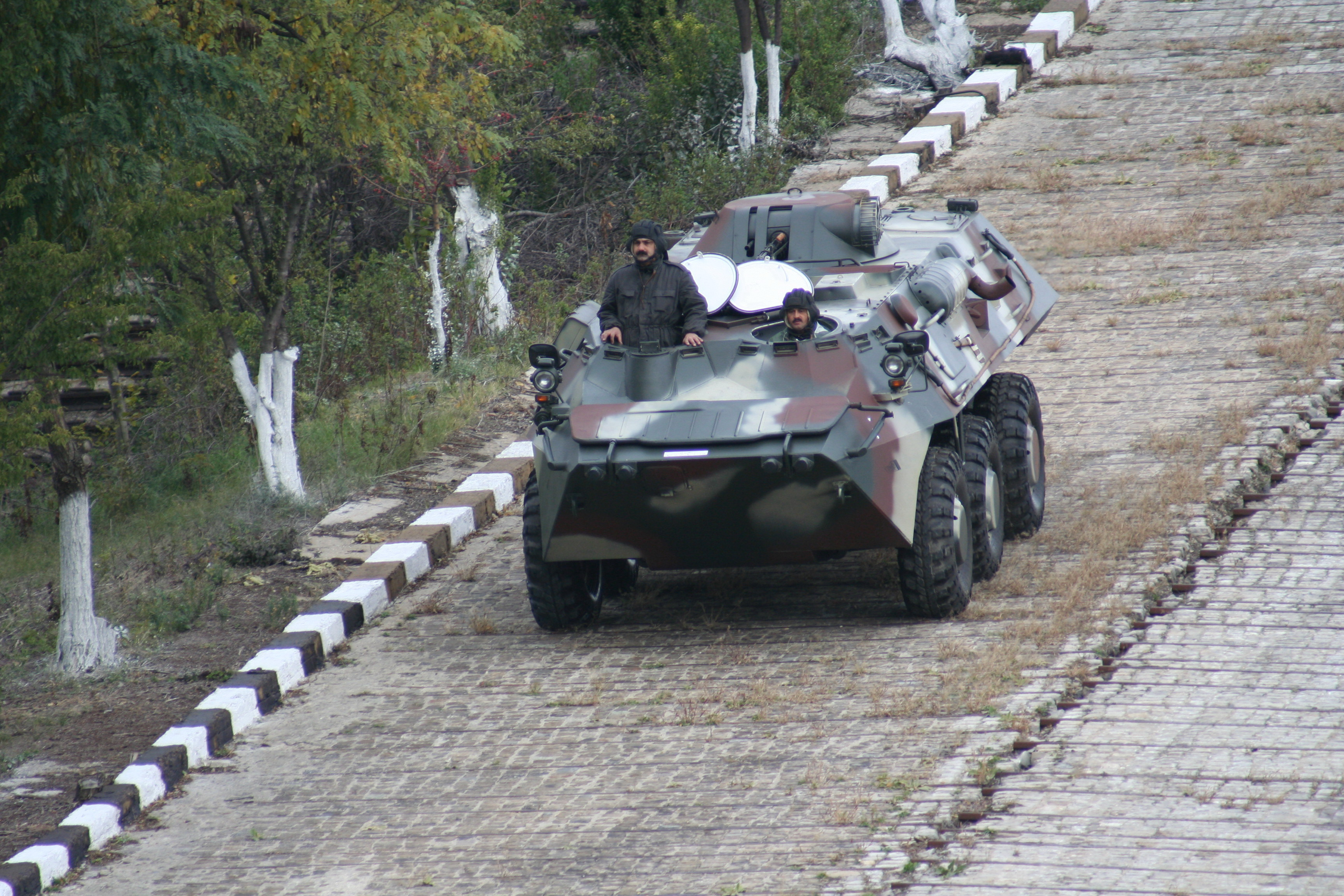
Romania RN-94
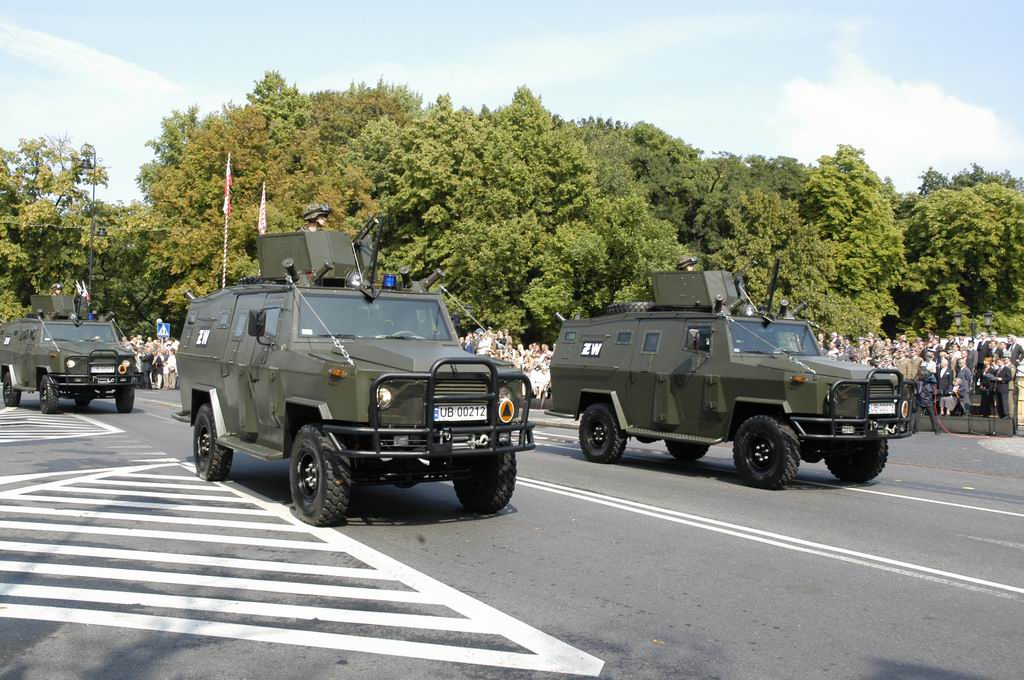
POL 野豬
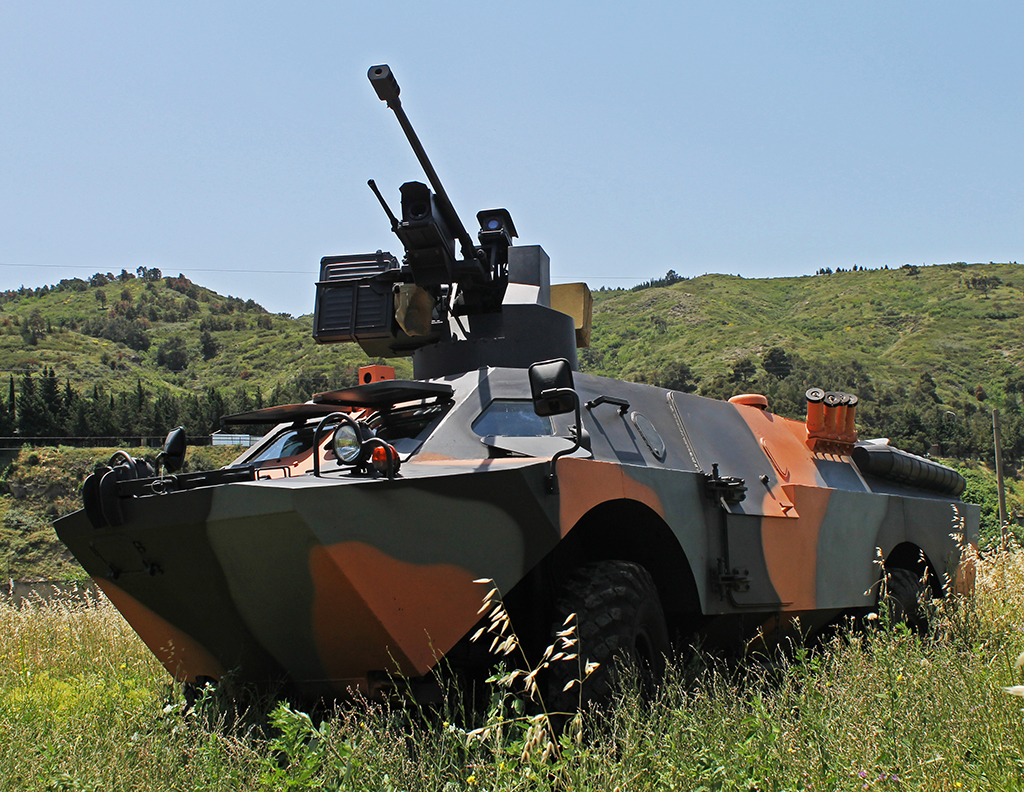
Soviet Union BRDM-2
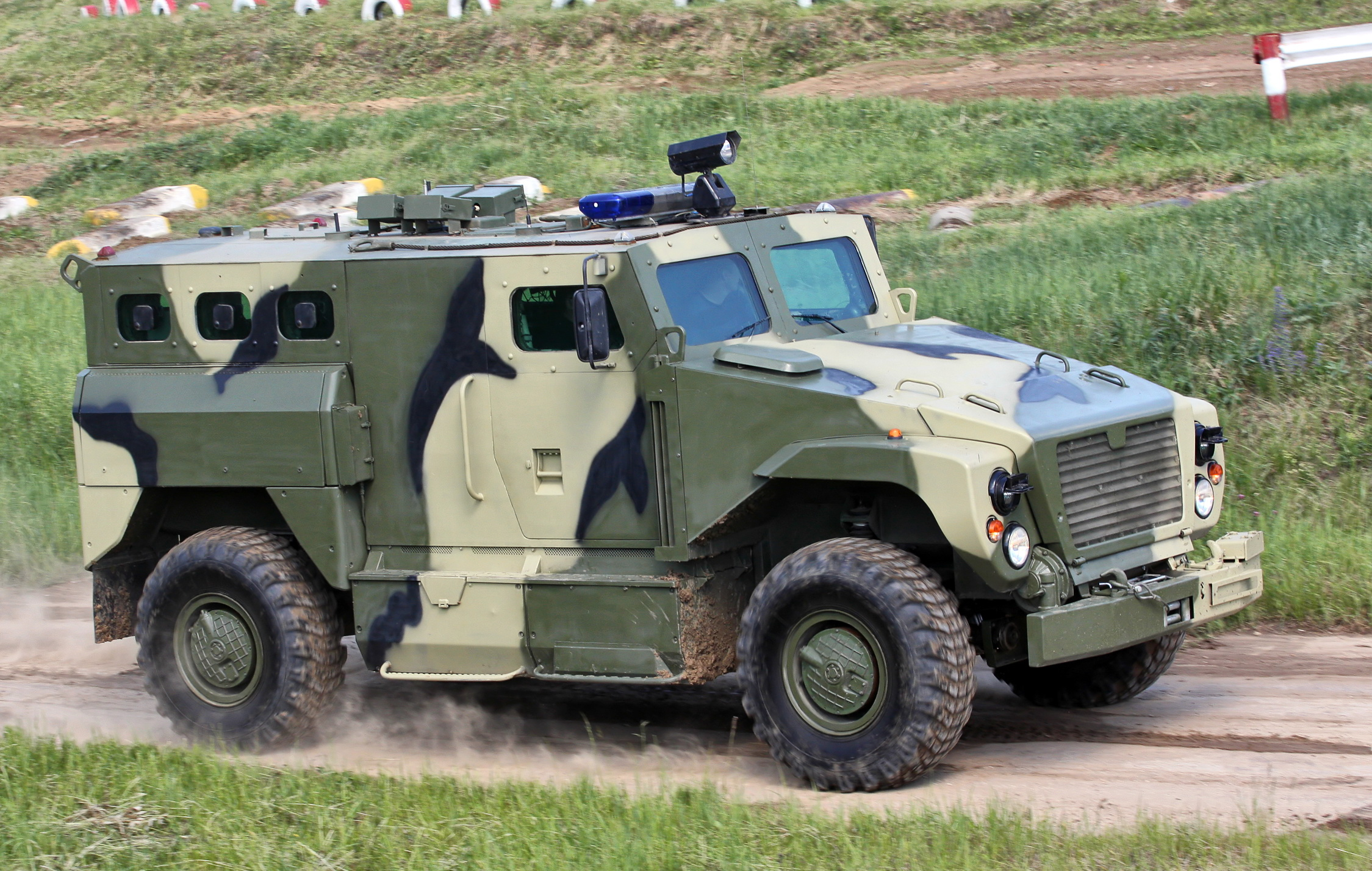
RUS WPK-3924
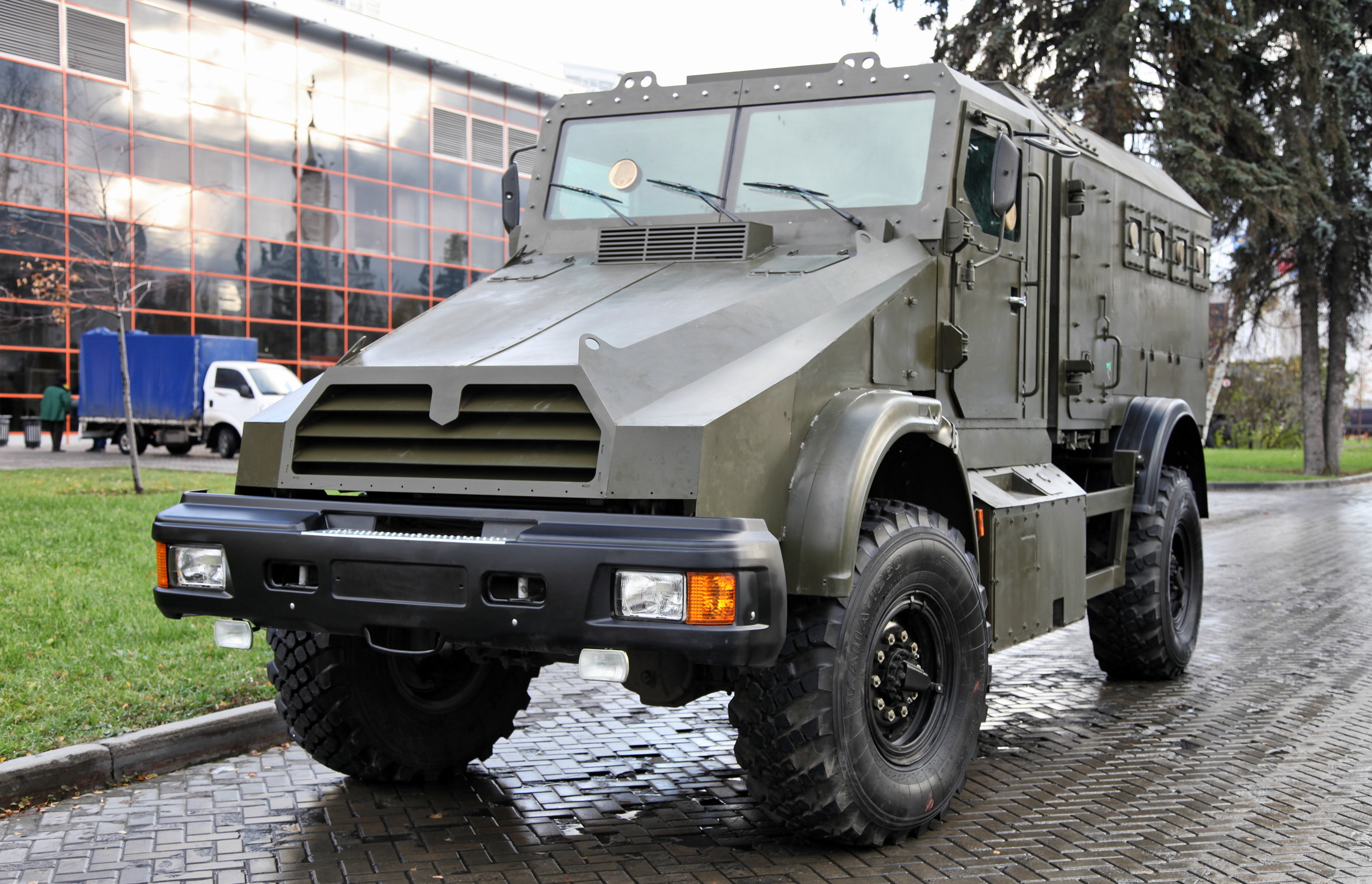
RUS 漢蘭達-K
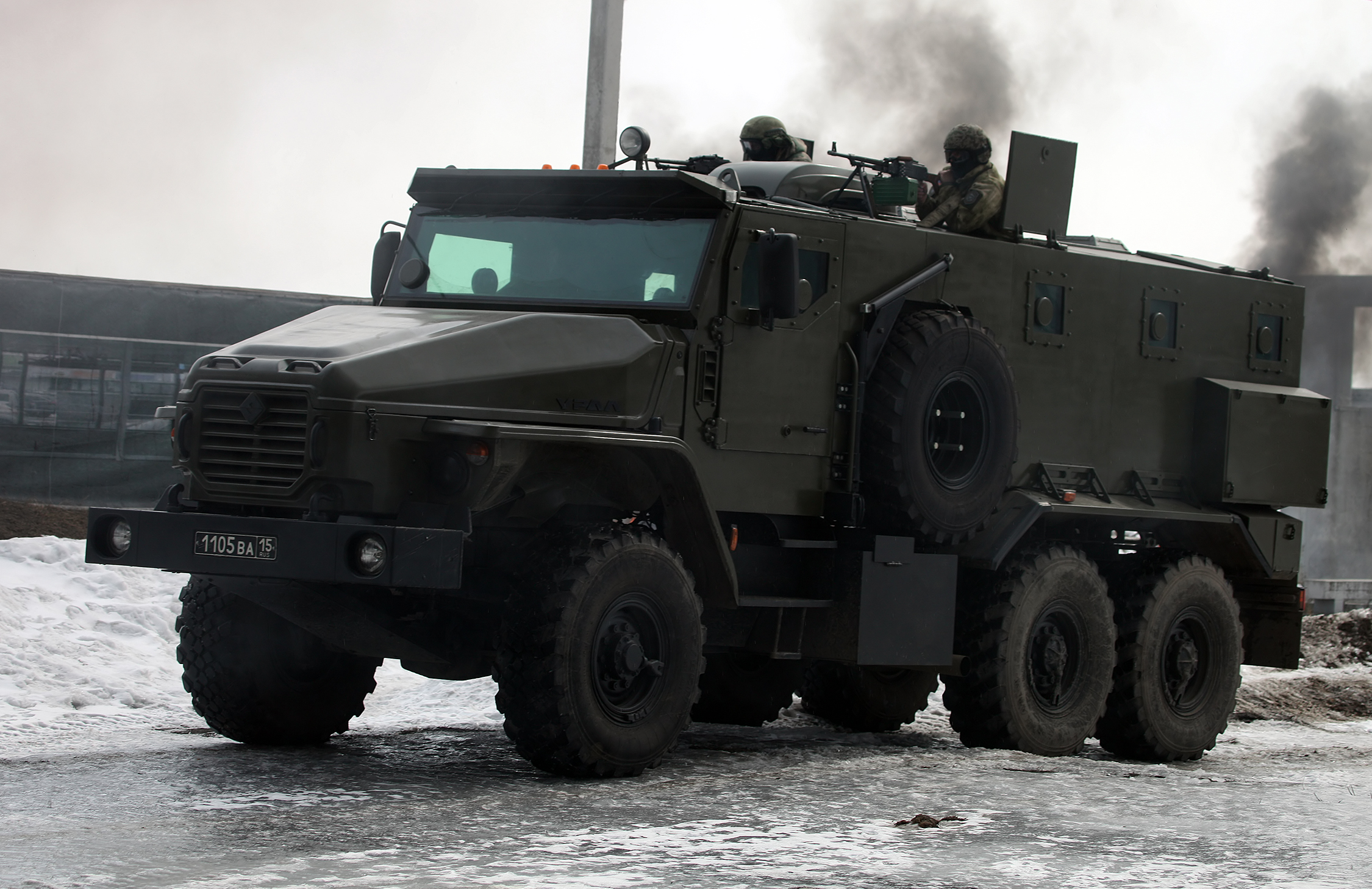
RUS Ural-VV
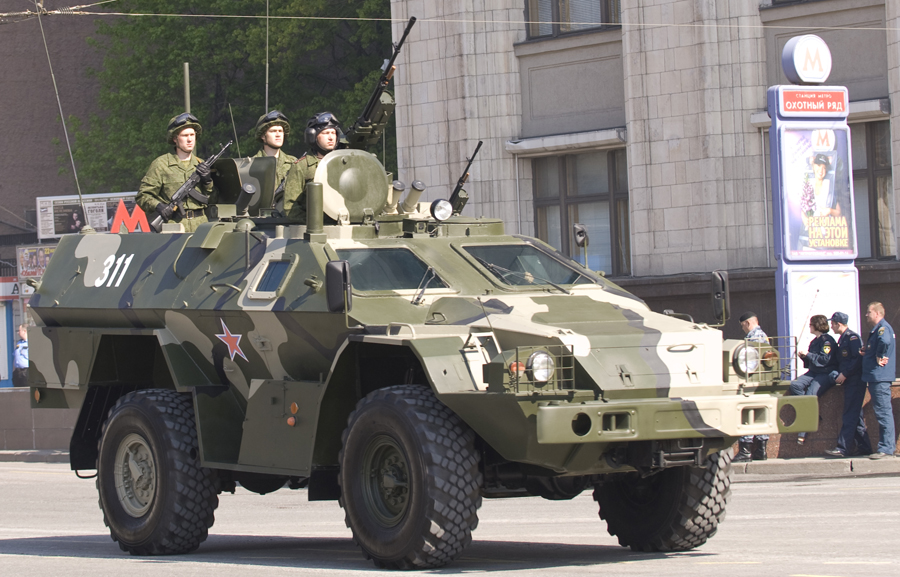
RUS BPM-97
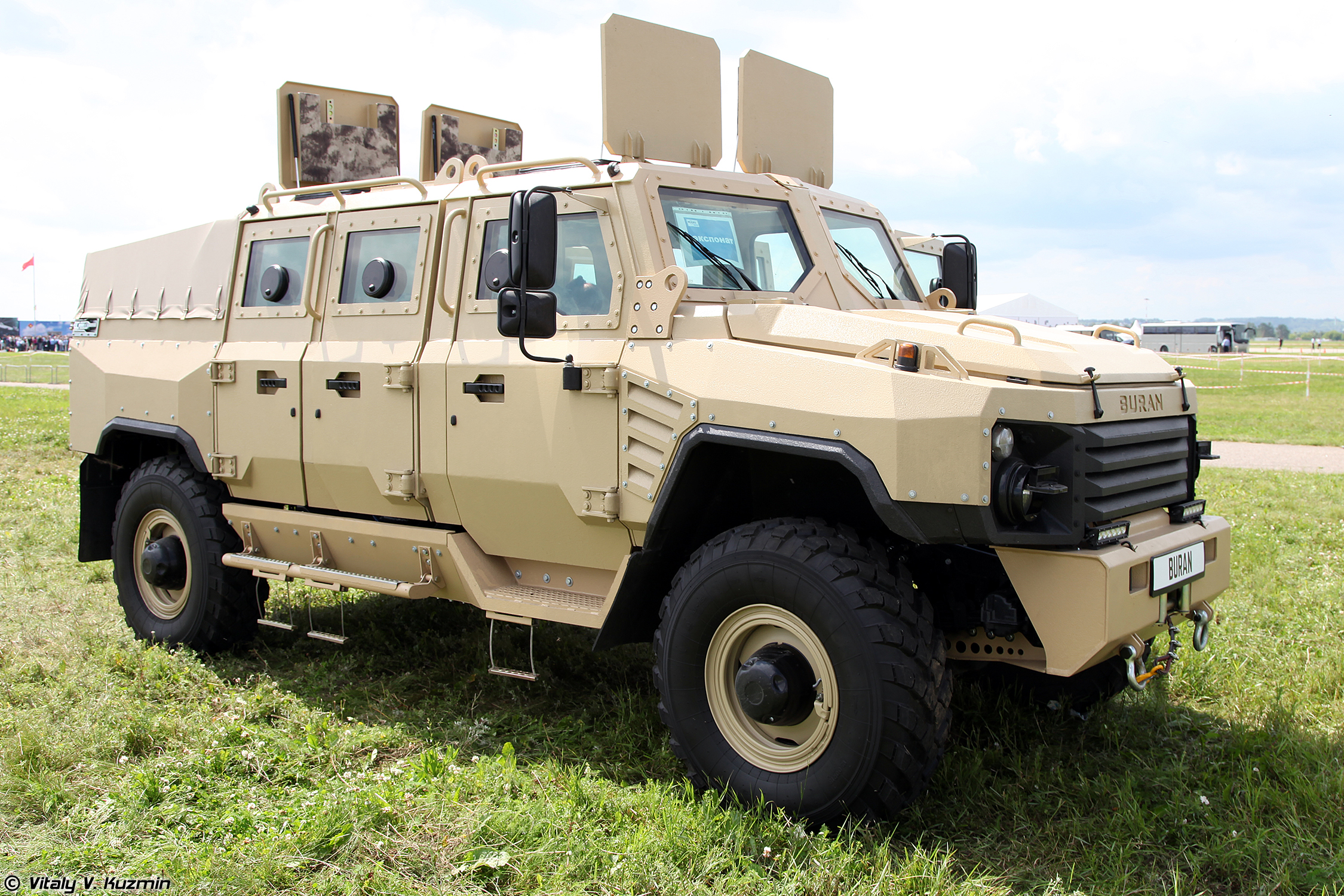
RUS 風暴式
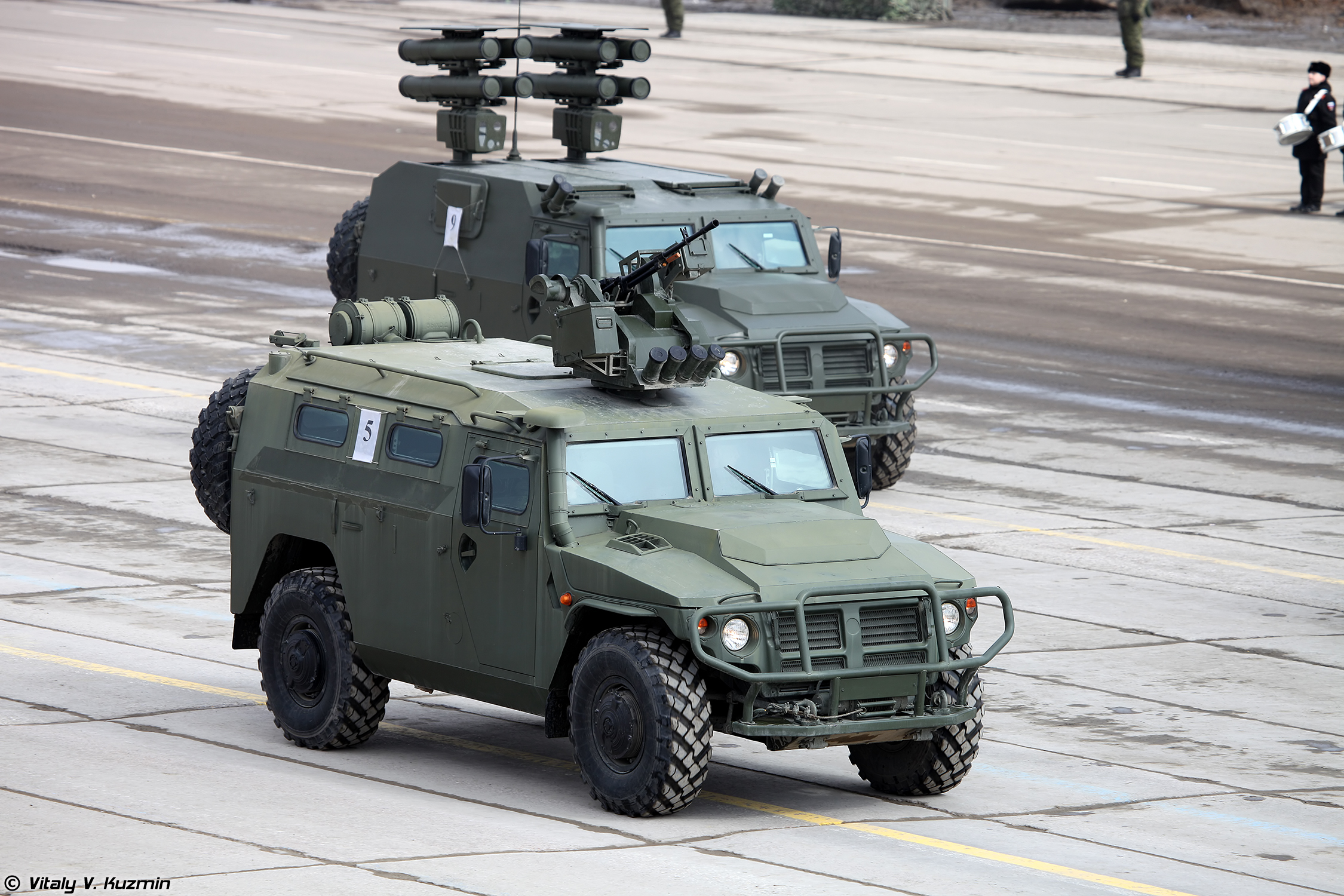
RUS 猛虎
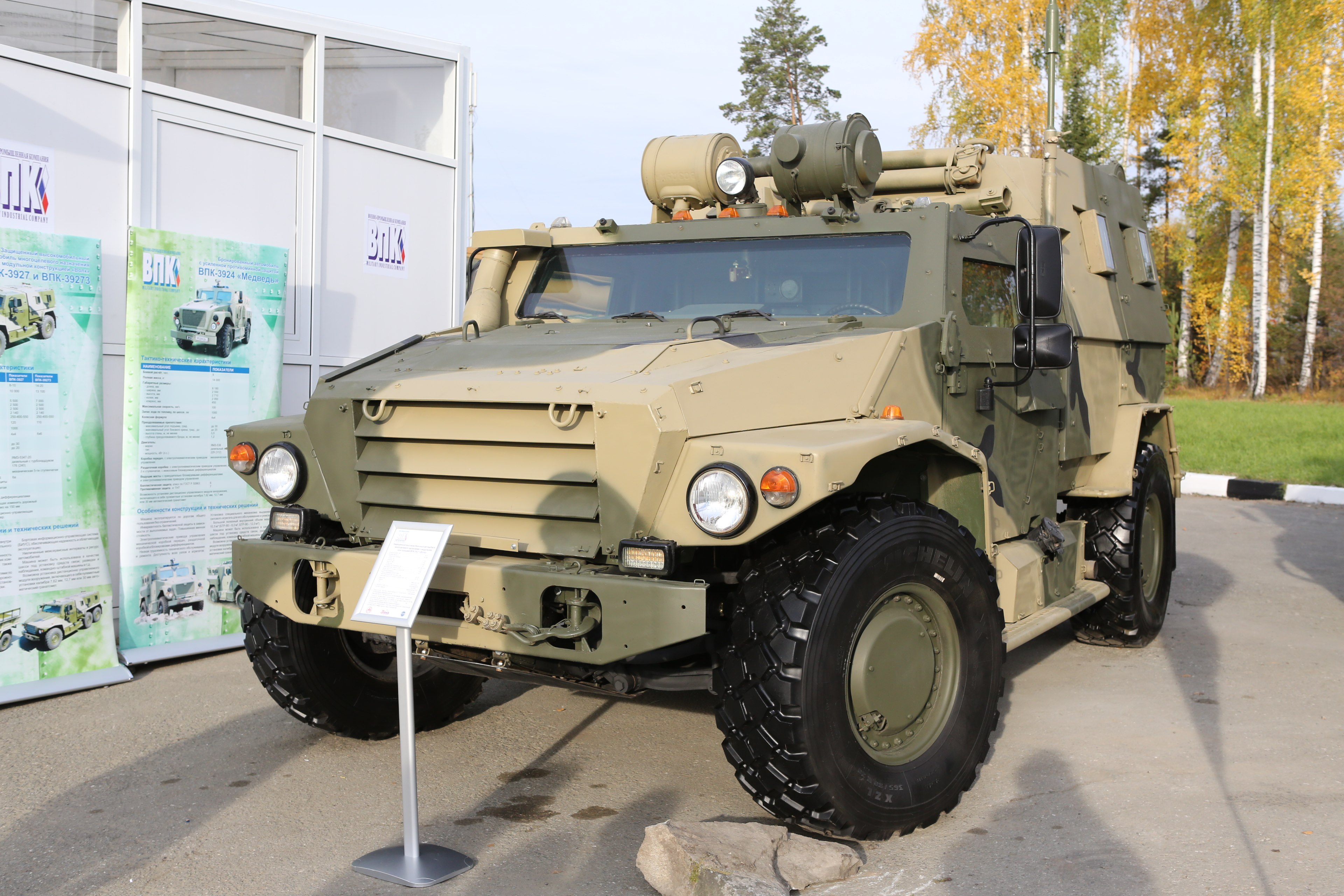
RUS VPK-3927沃爾克
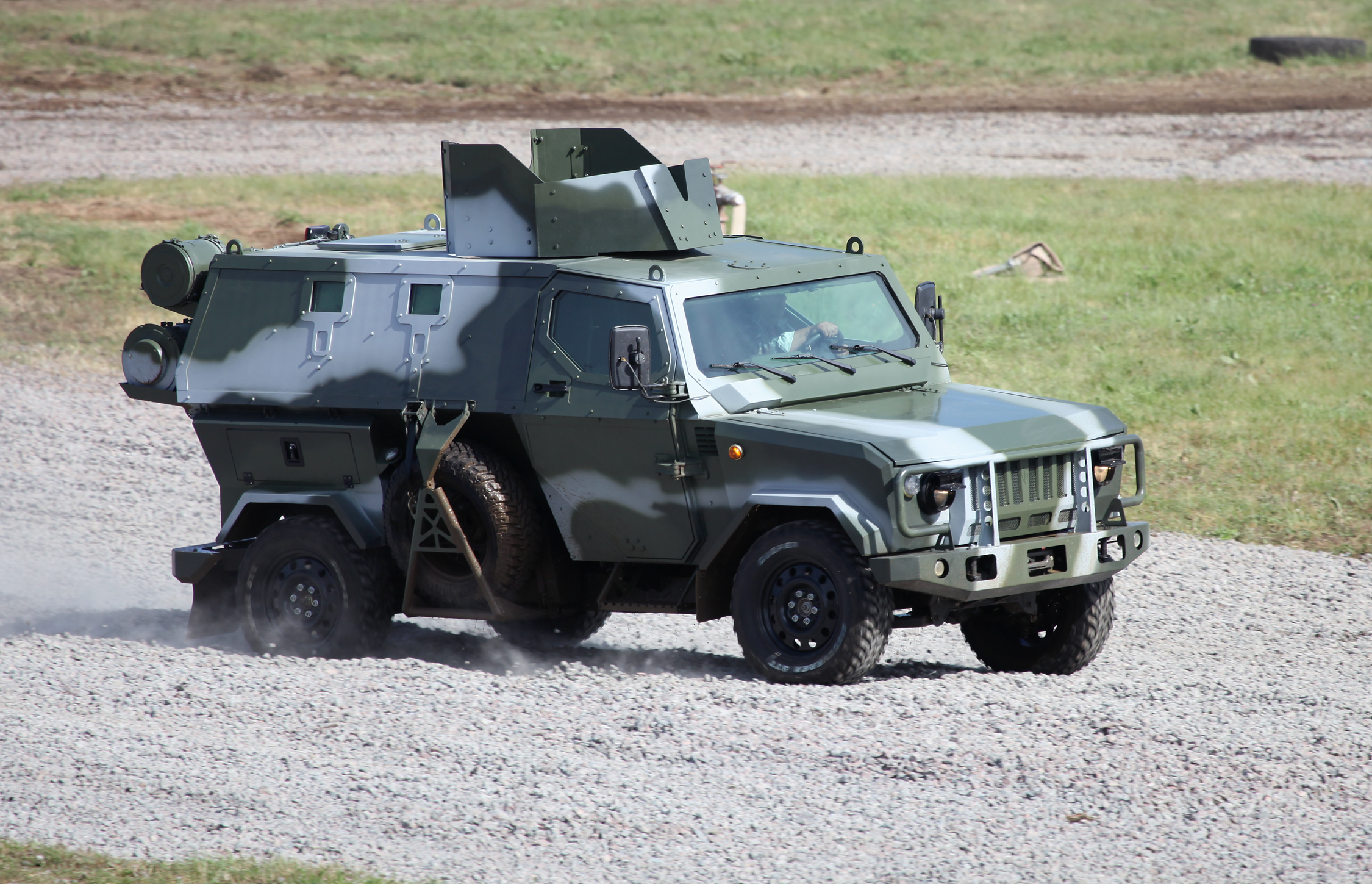
RUS 蠍式-LTA
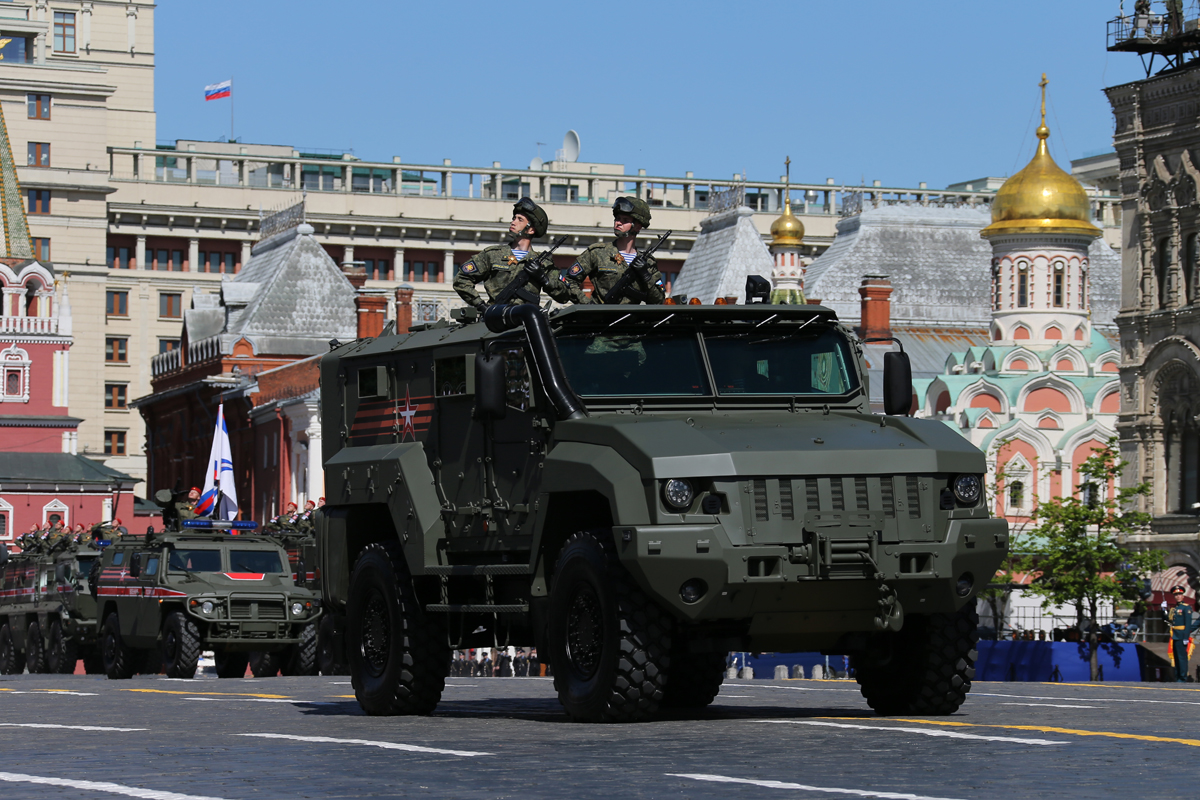
RUS 颱風4х4
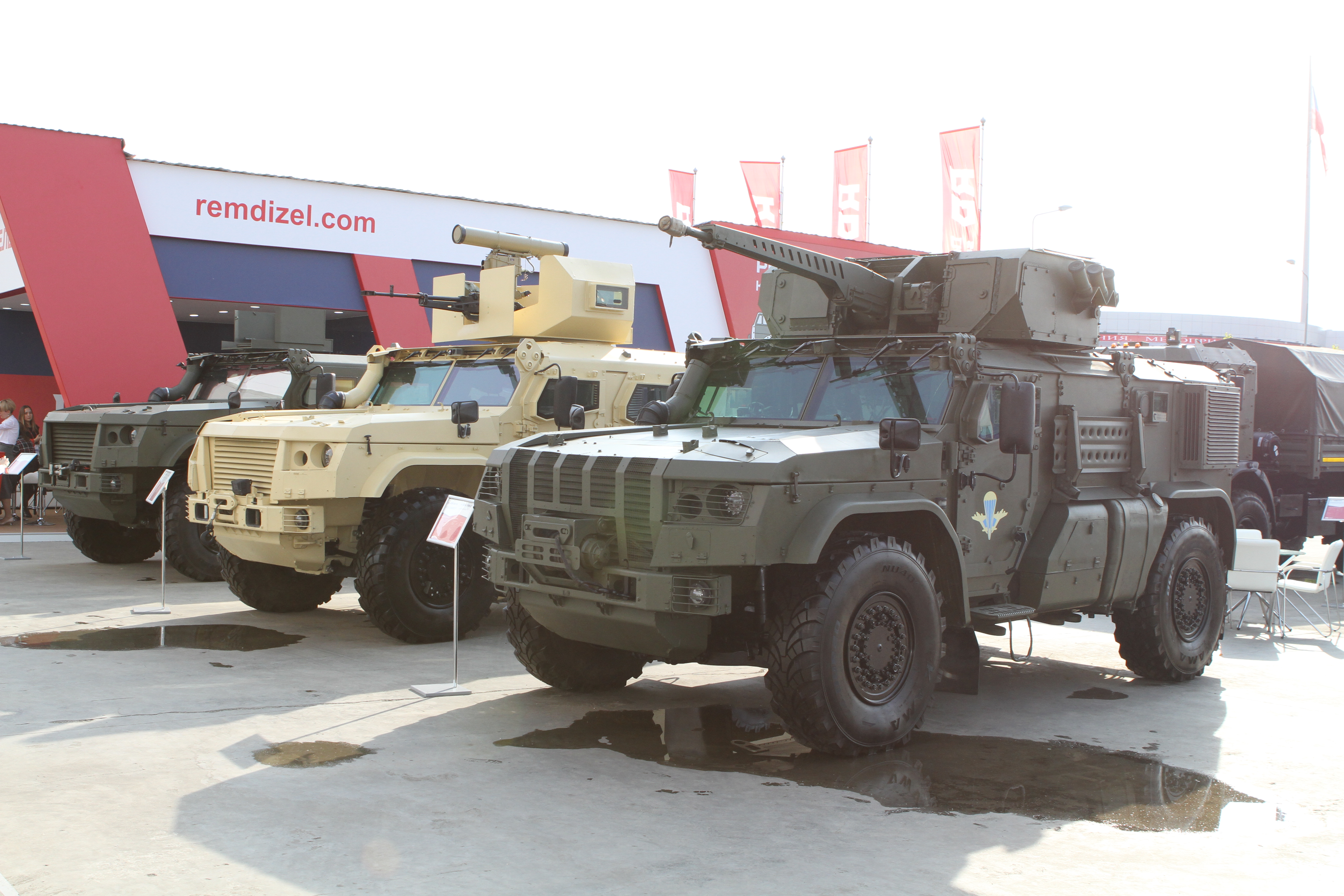
RUS 颱風-VDV/AD
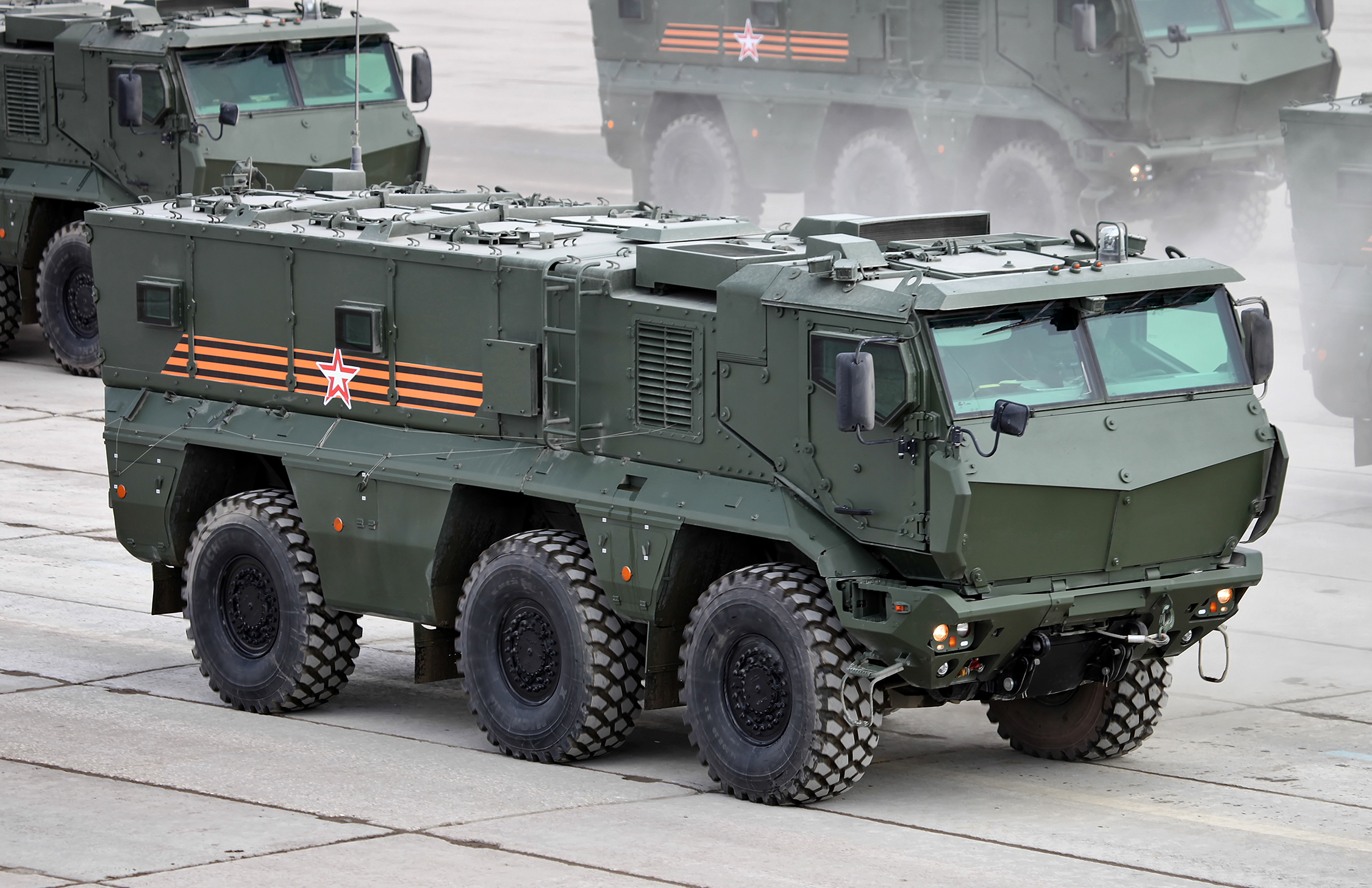
RUS 颱風-K
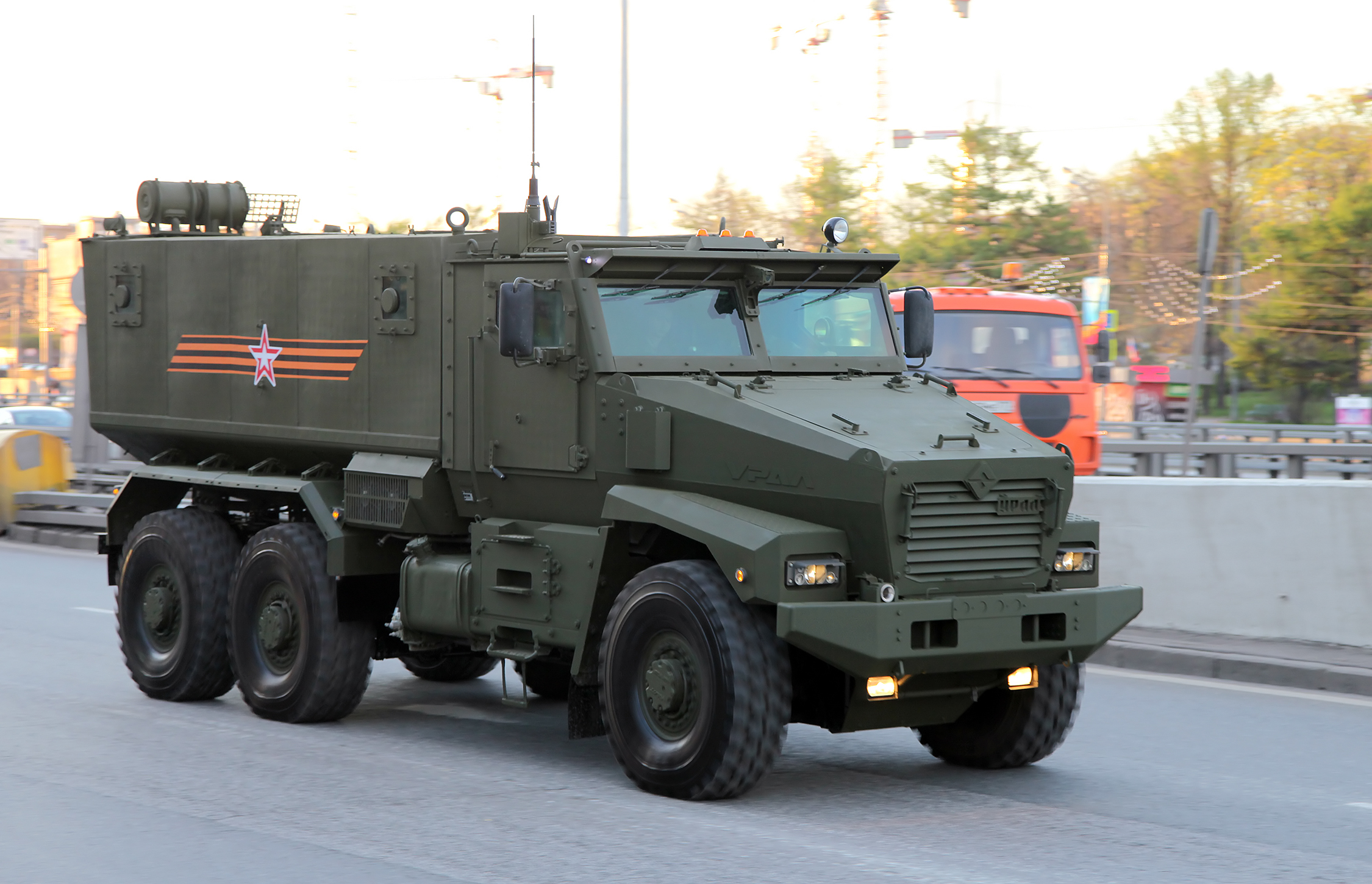
RUS 颱風-U
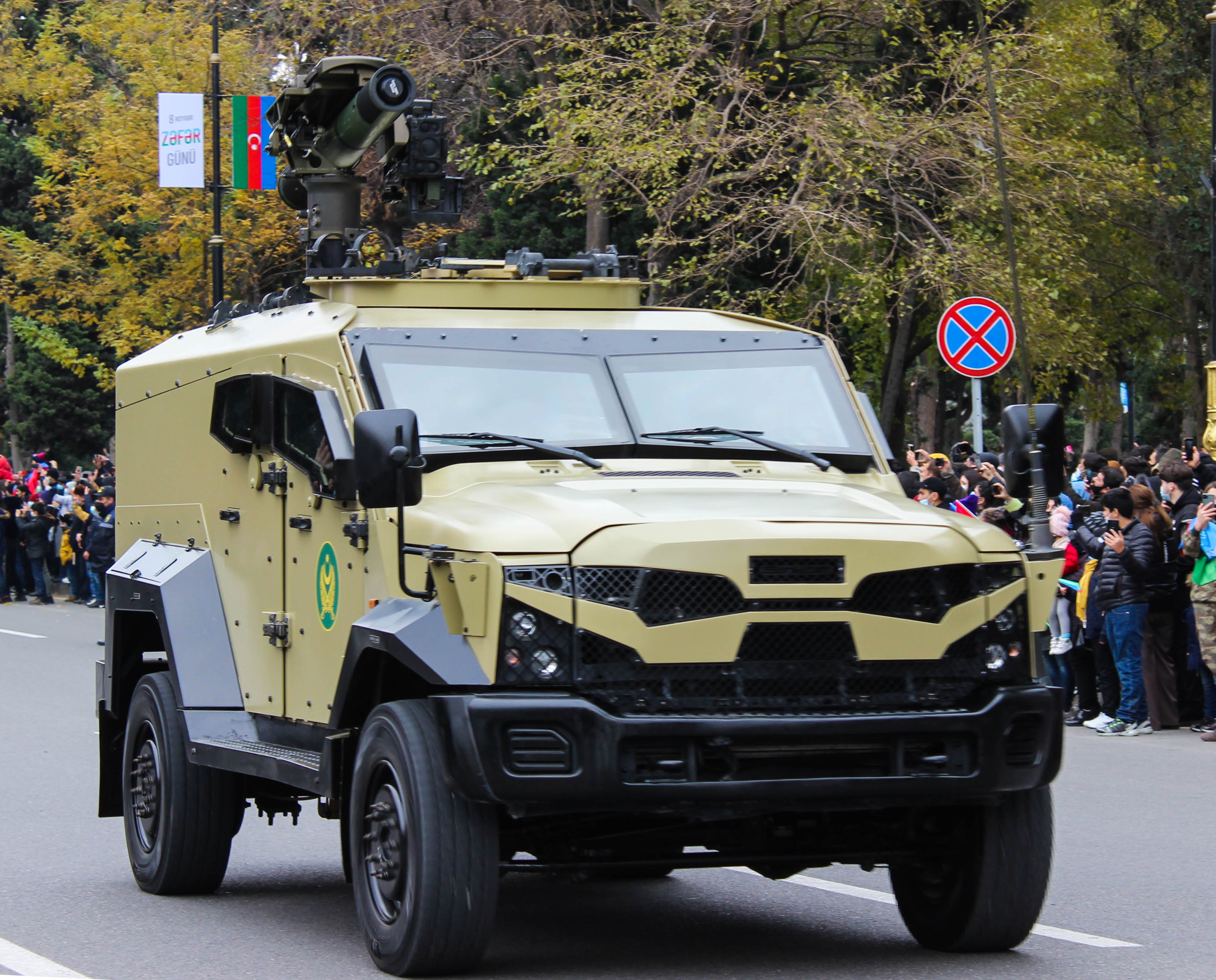
ISR 沙貓
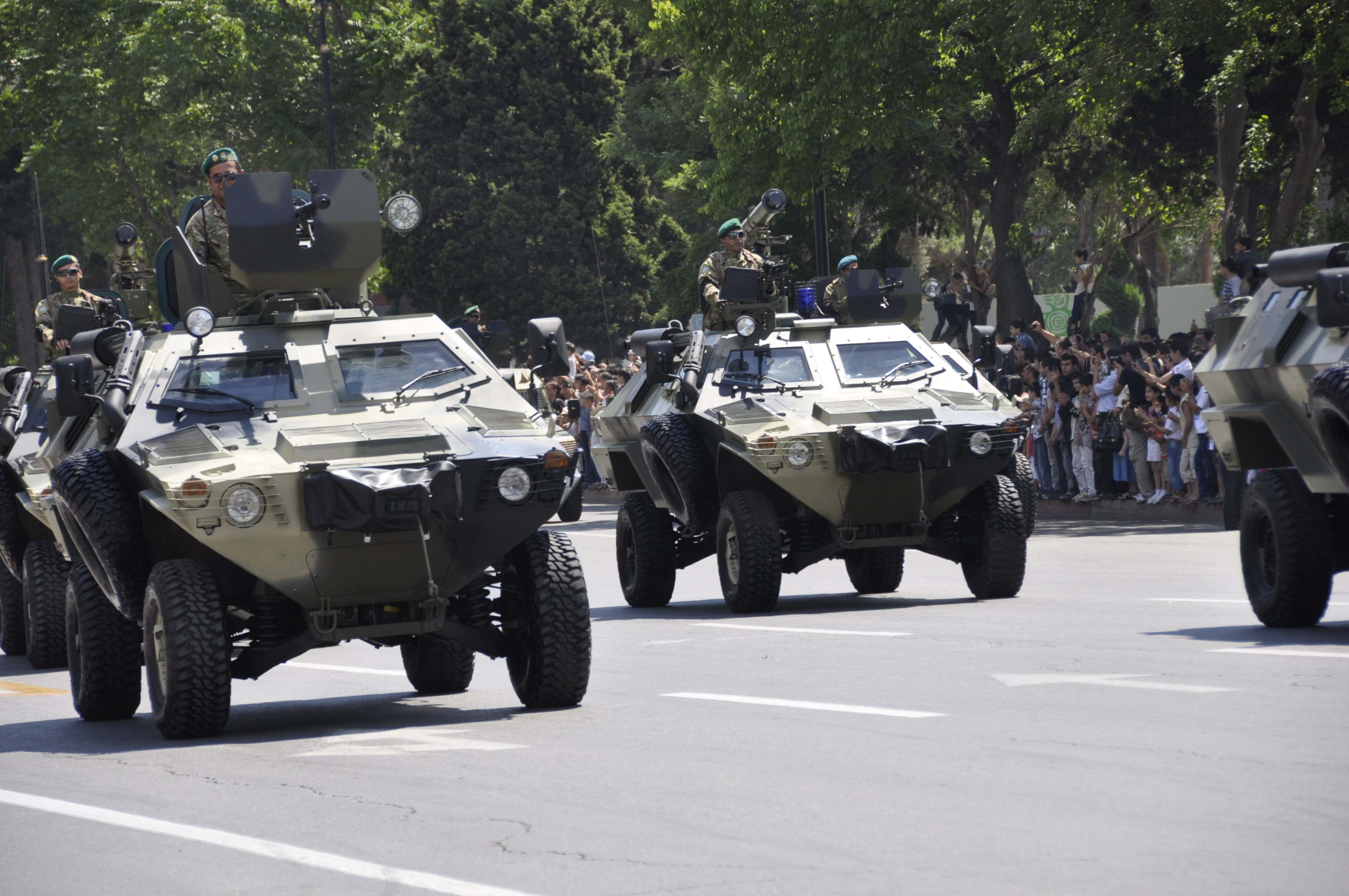
TUR 眼鏡蛇
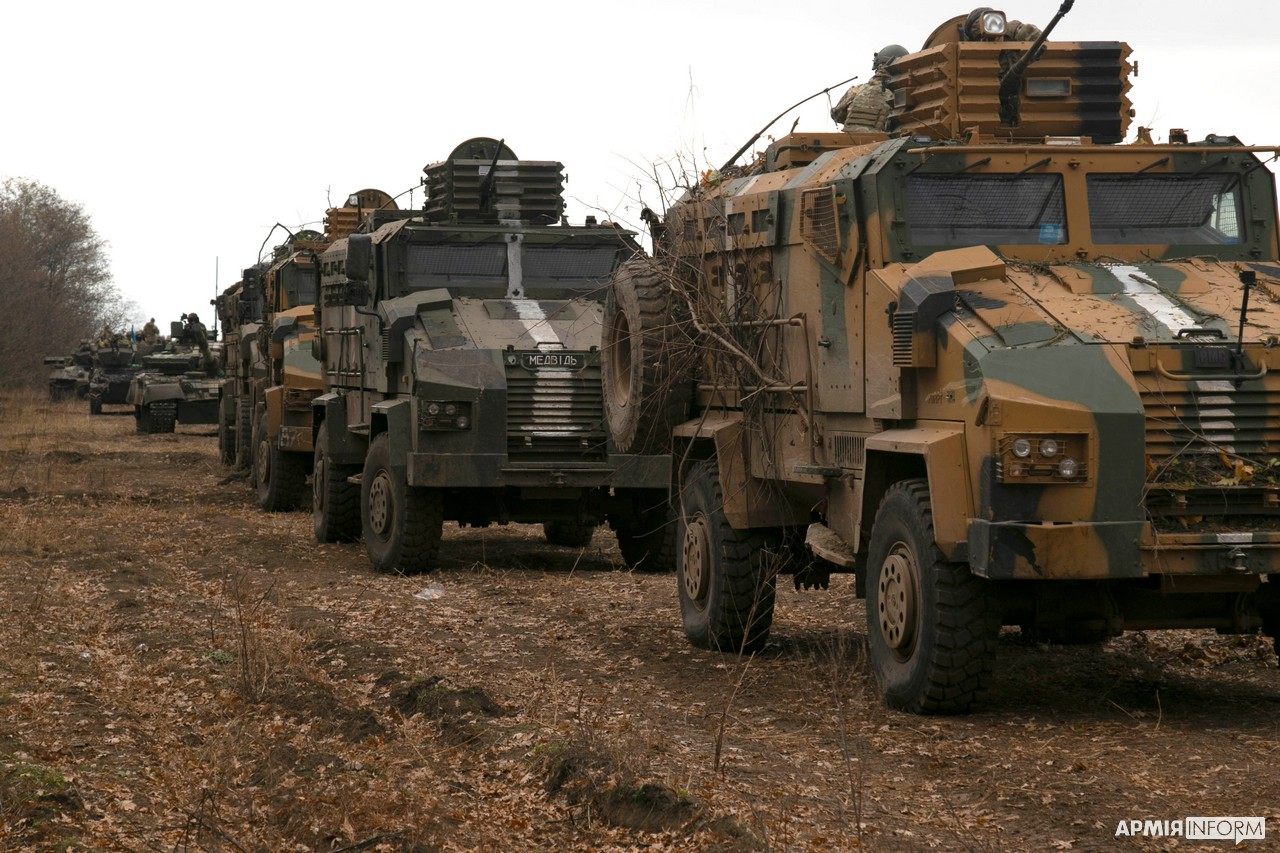
TUR 刺蝟式
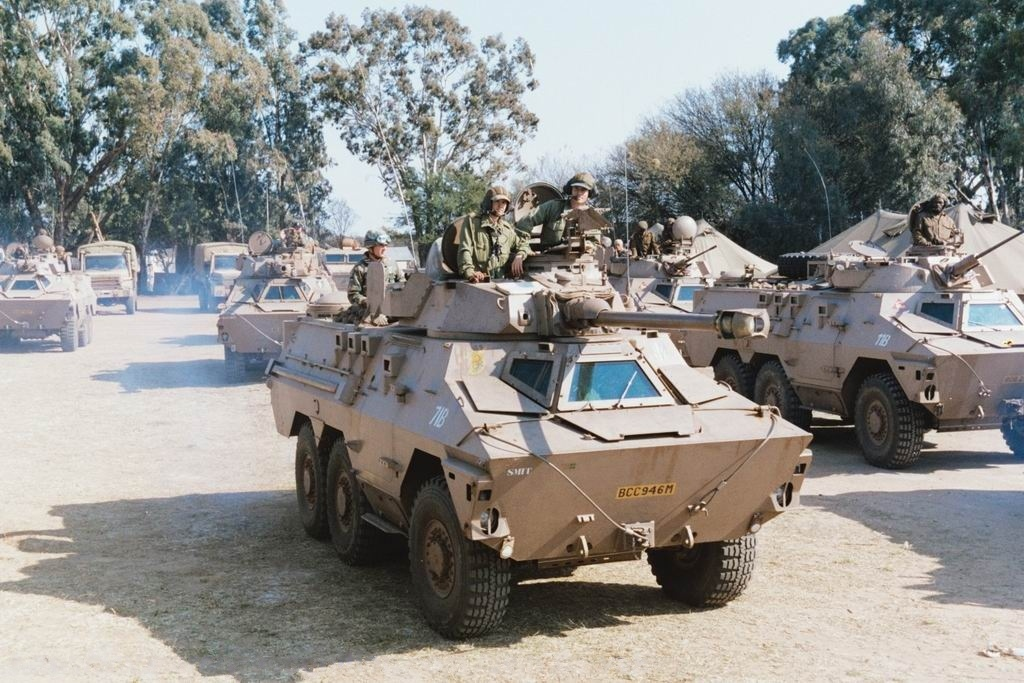
South Africa 蜜獾式
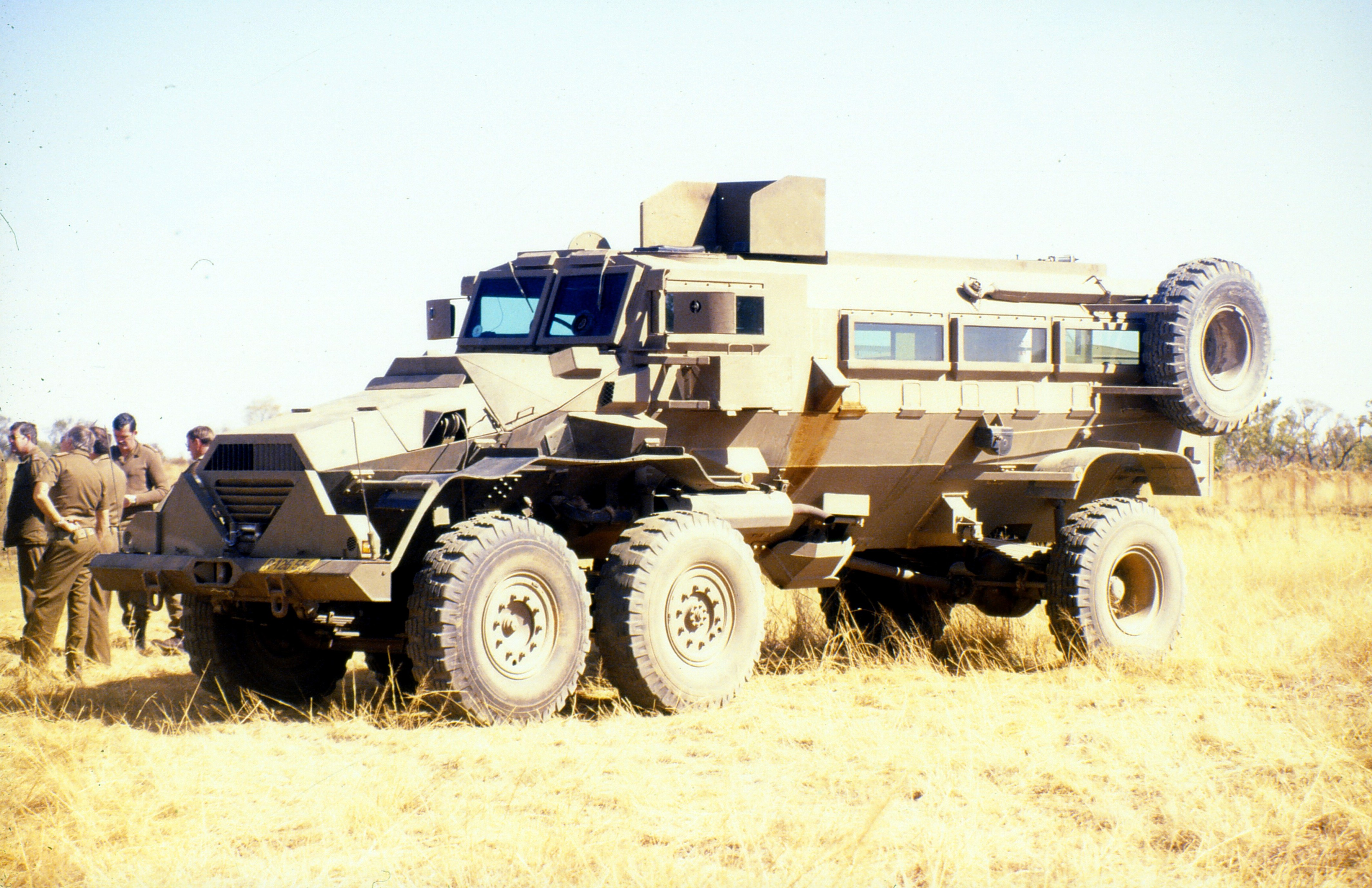
South Africa 卡斯皮爾
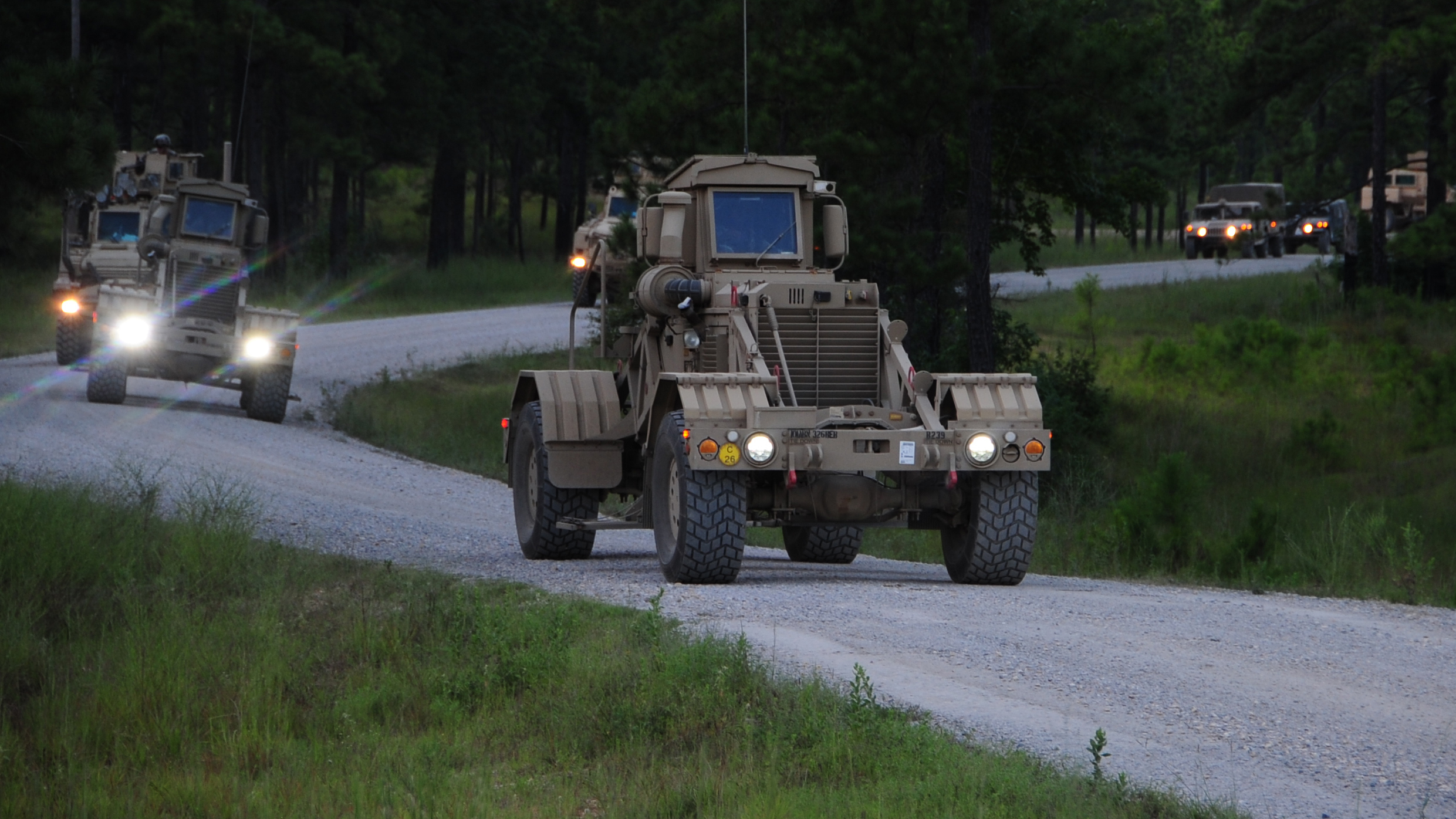
South Africa 赫斯基VMMD
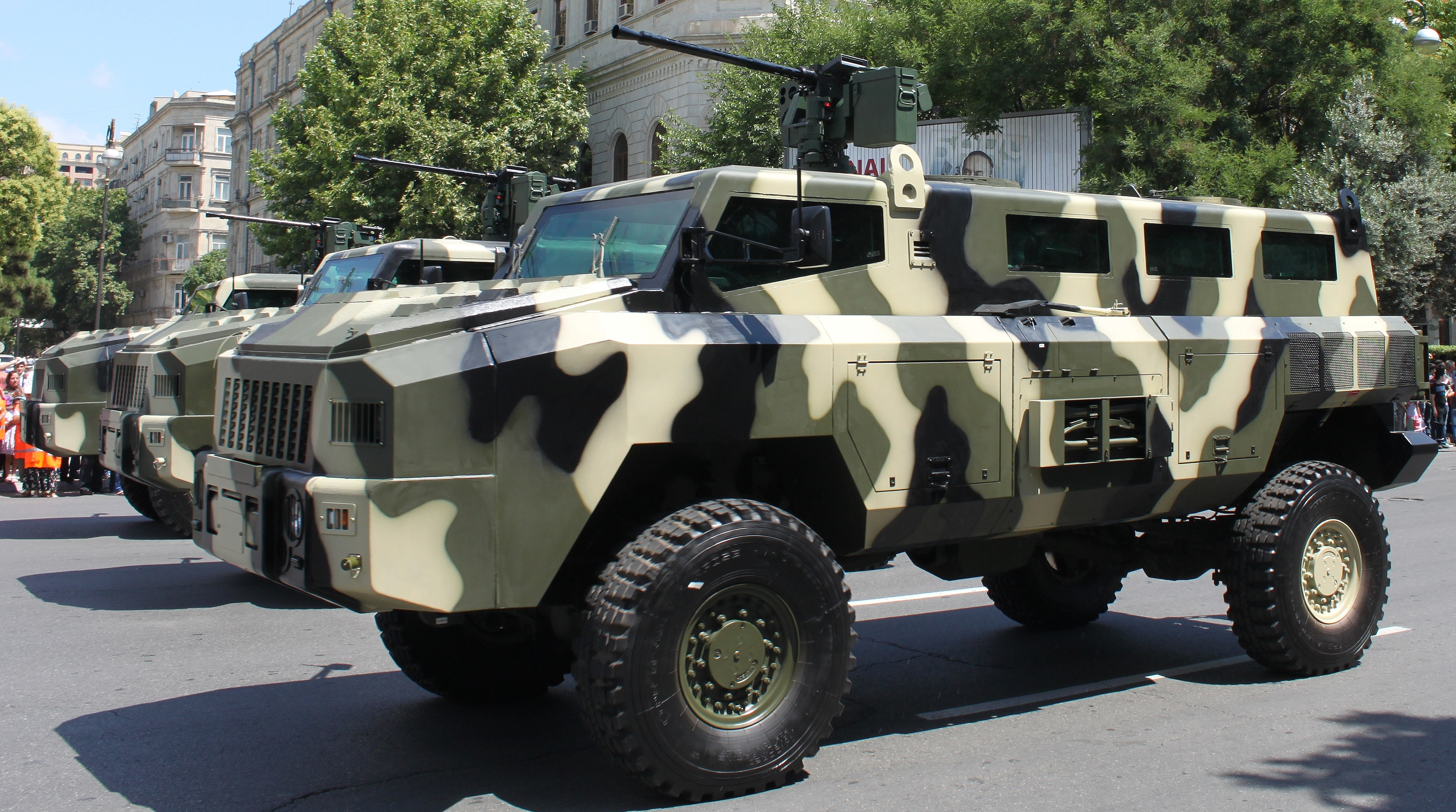
South Africa 鬥牛士式
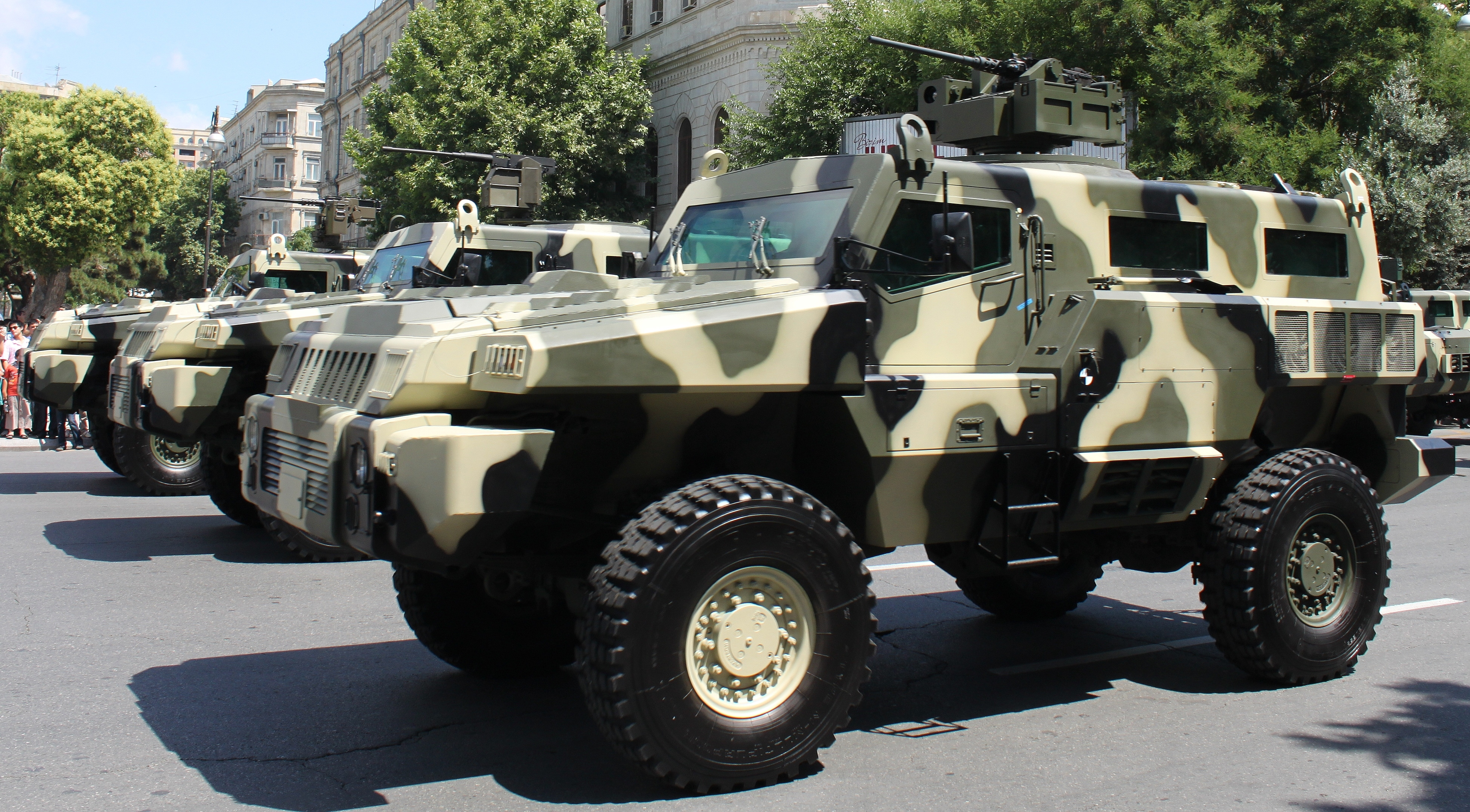
South Africa 掠奪者式
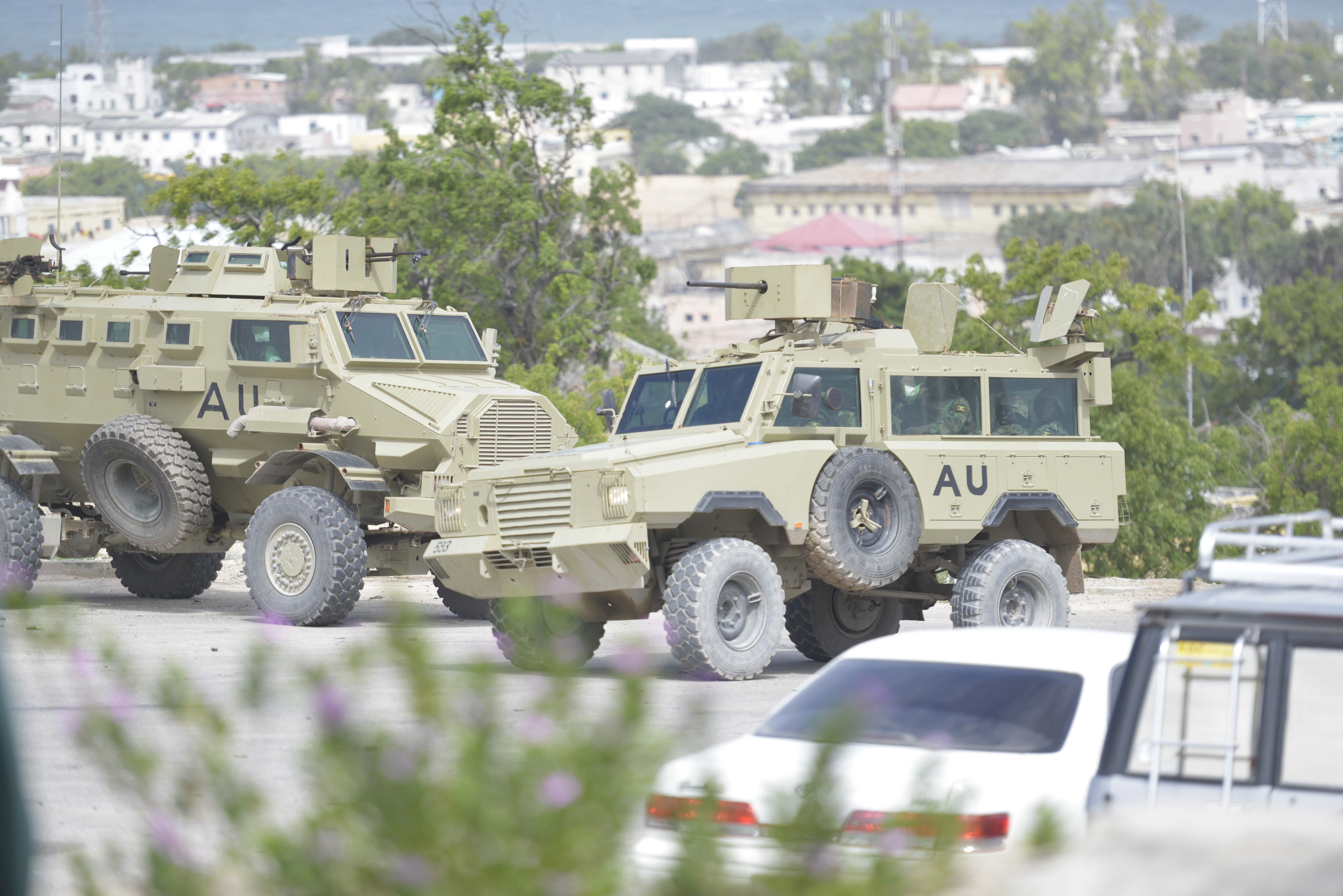
South Africa 曼巴蛇式
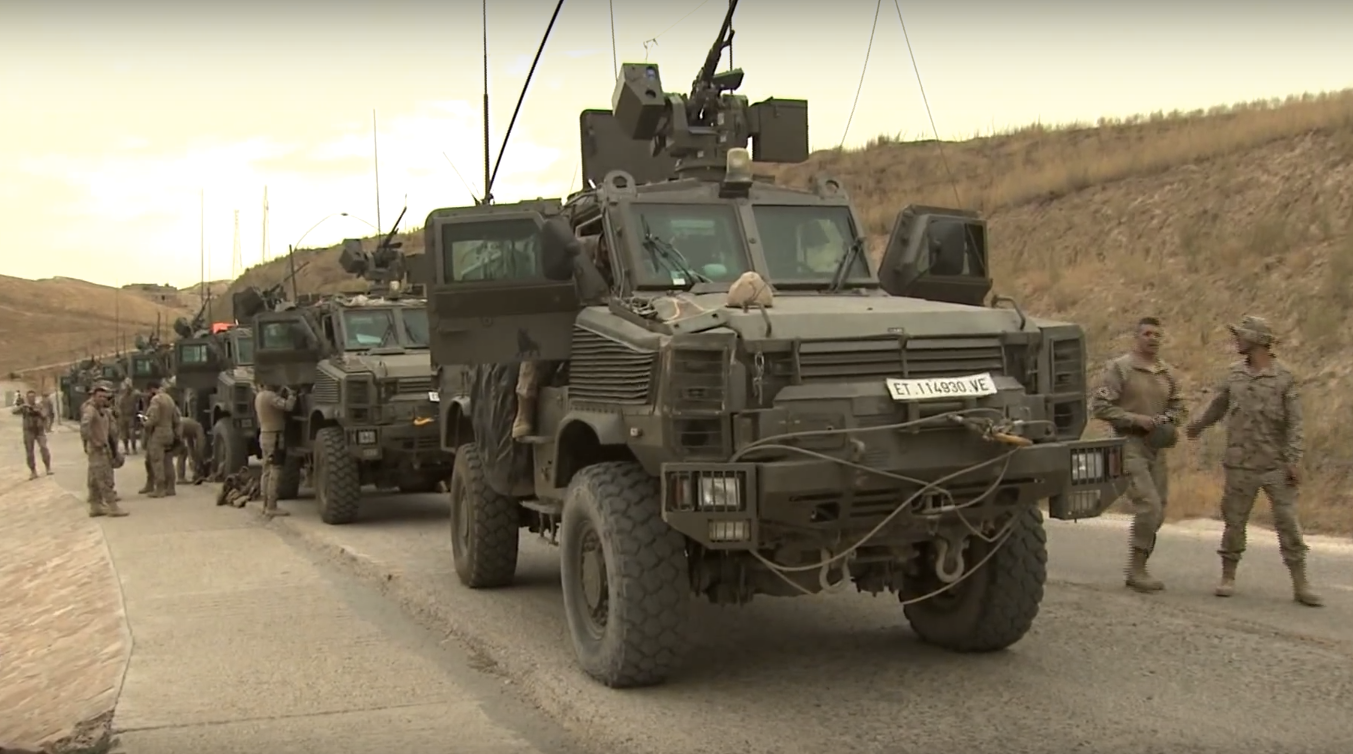
South Africa RG-31
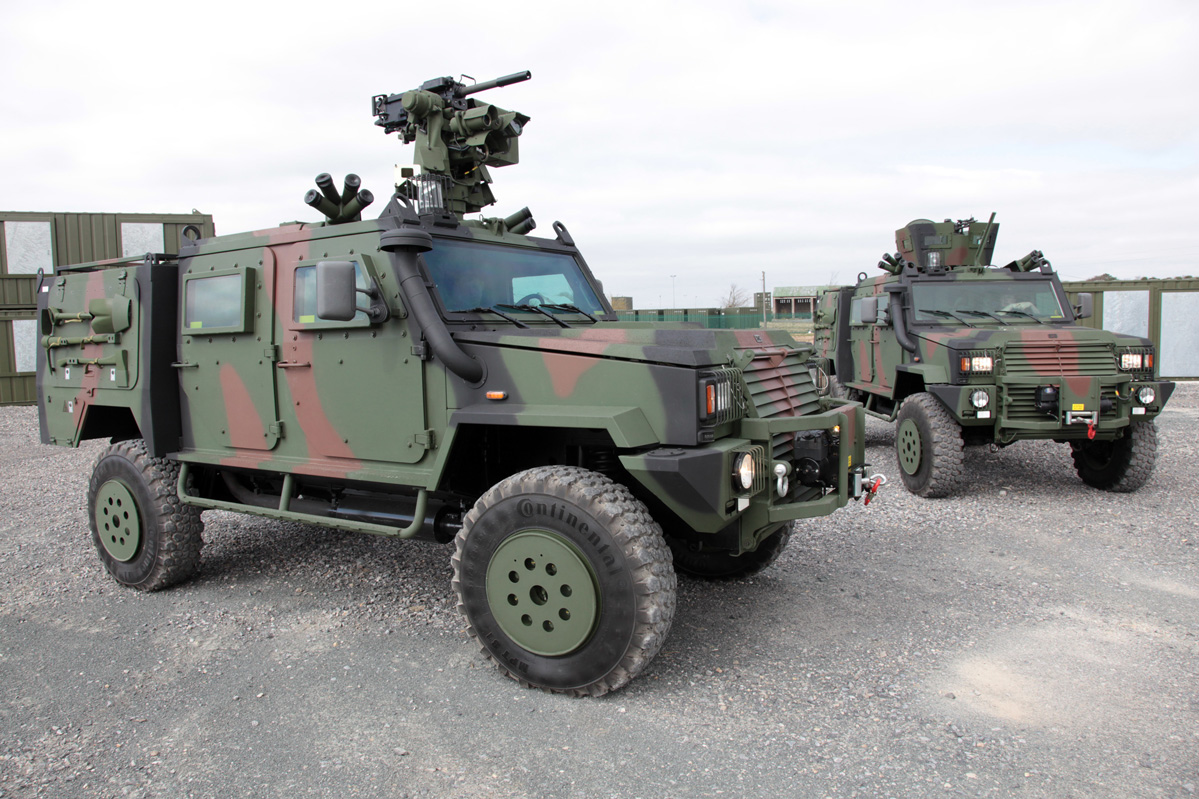
South Africa RG-32
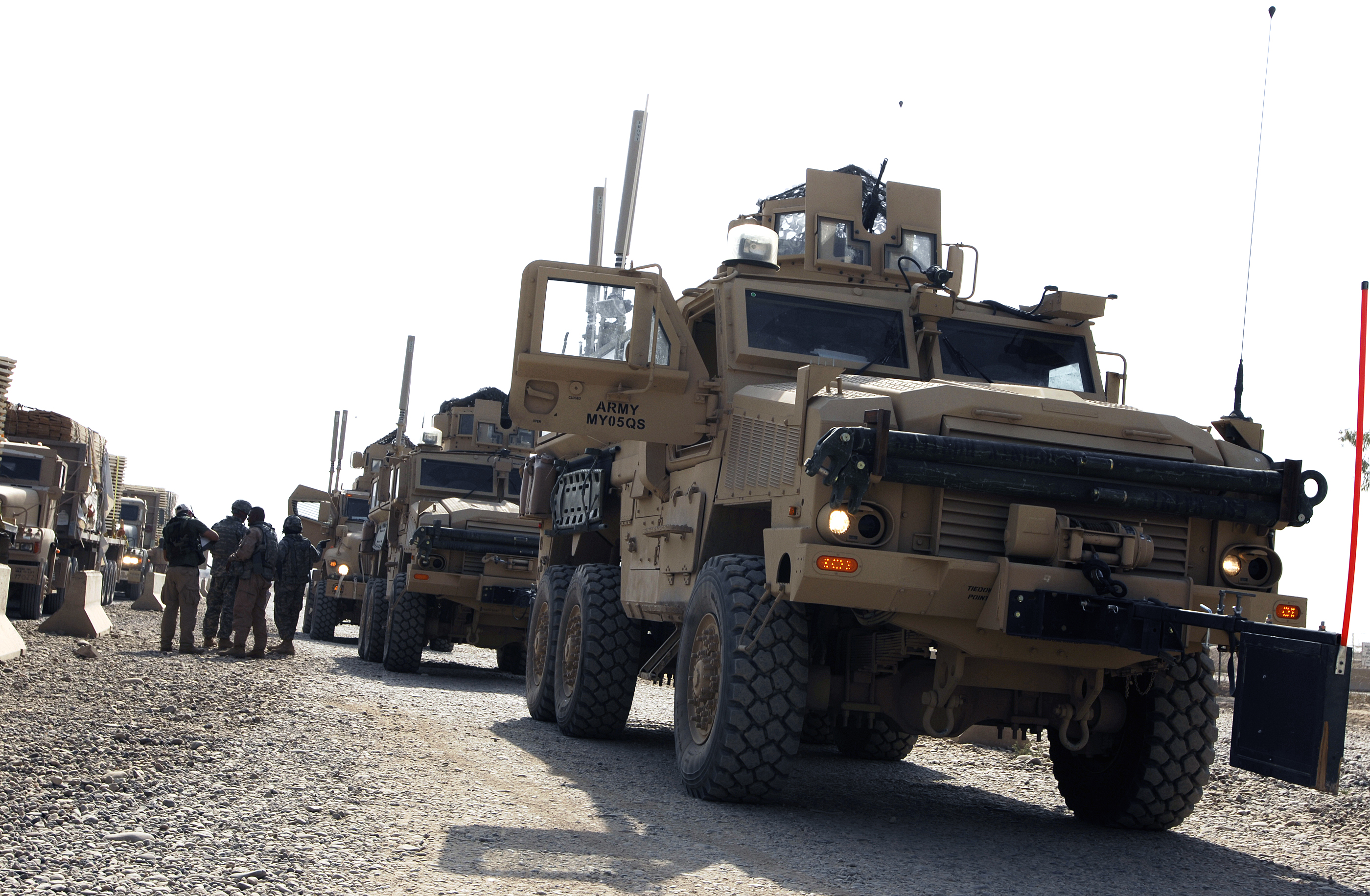
South Africa RG-33
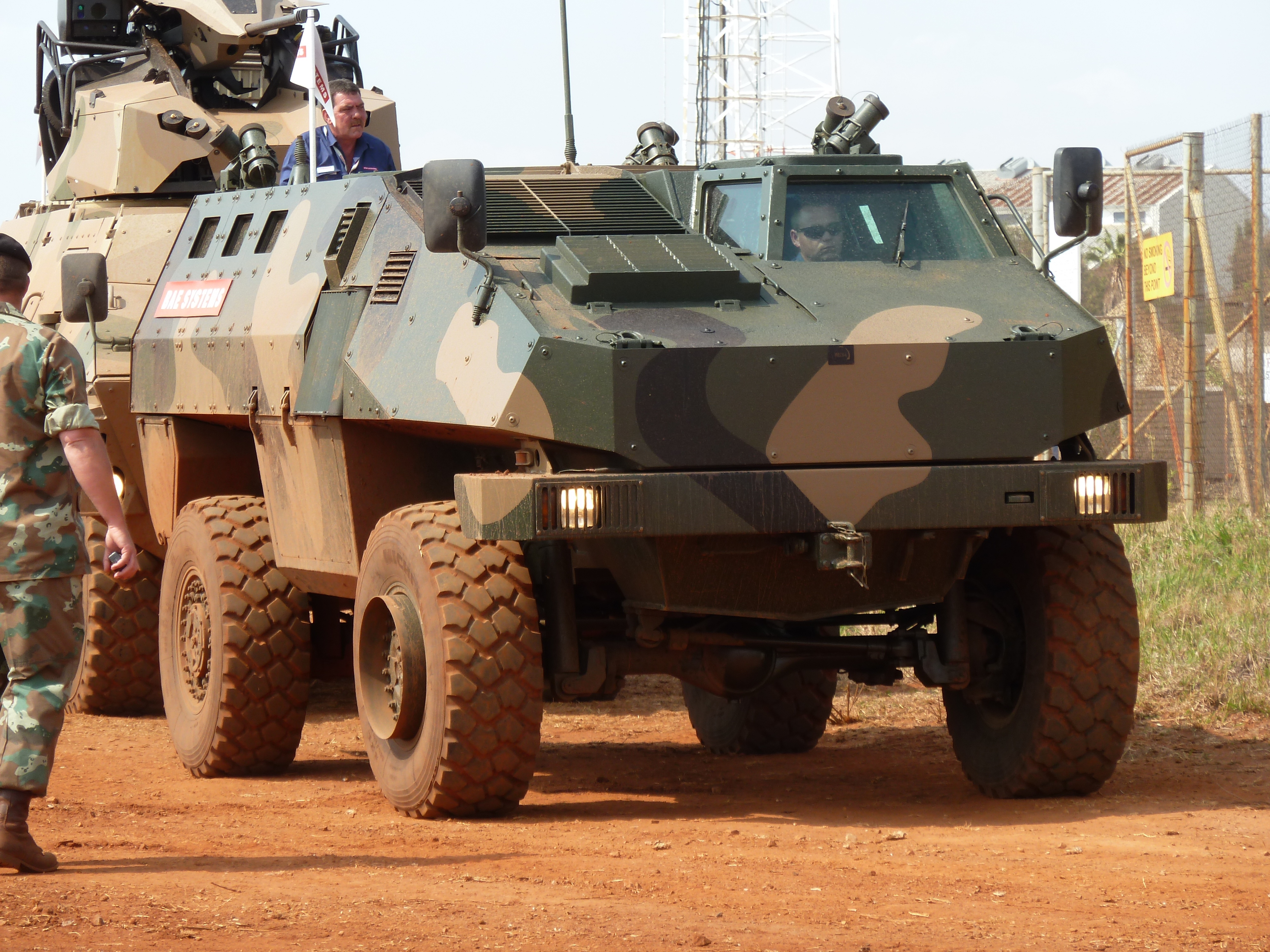
South Africa RG-34
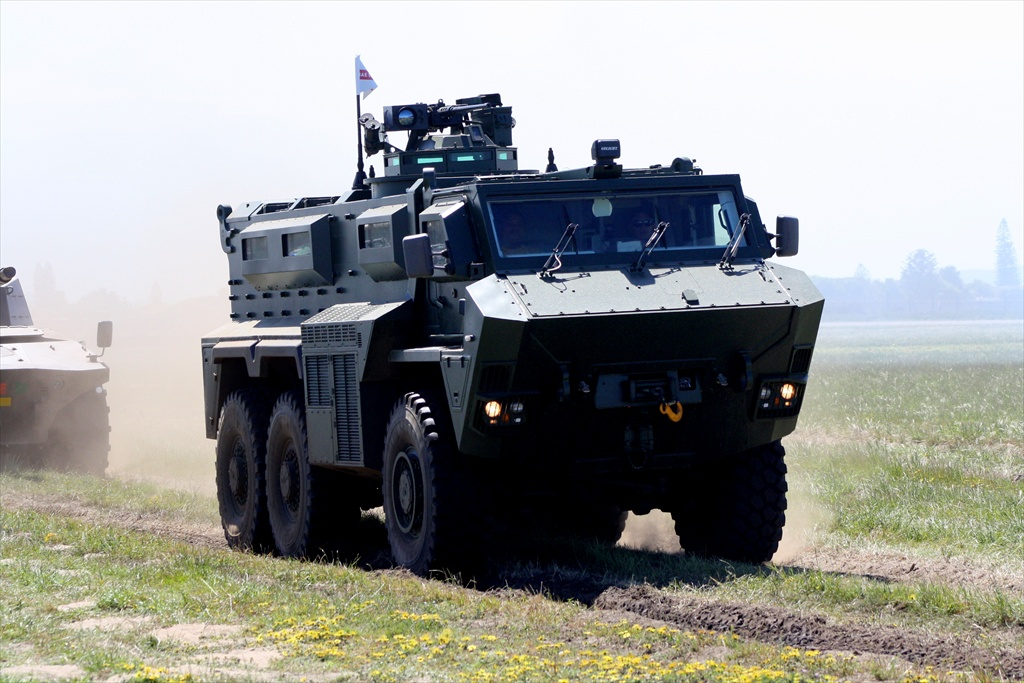
South Africa RG-35
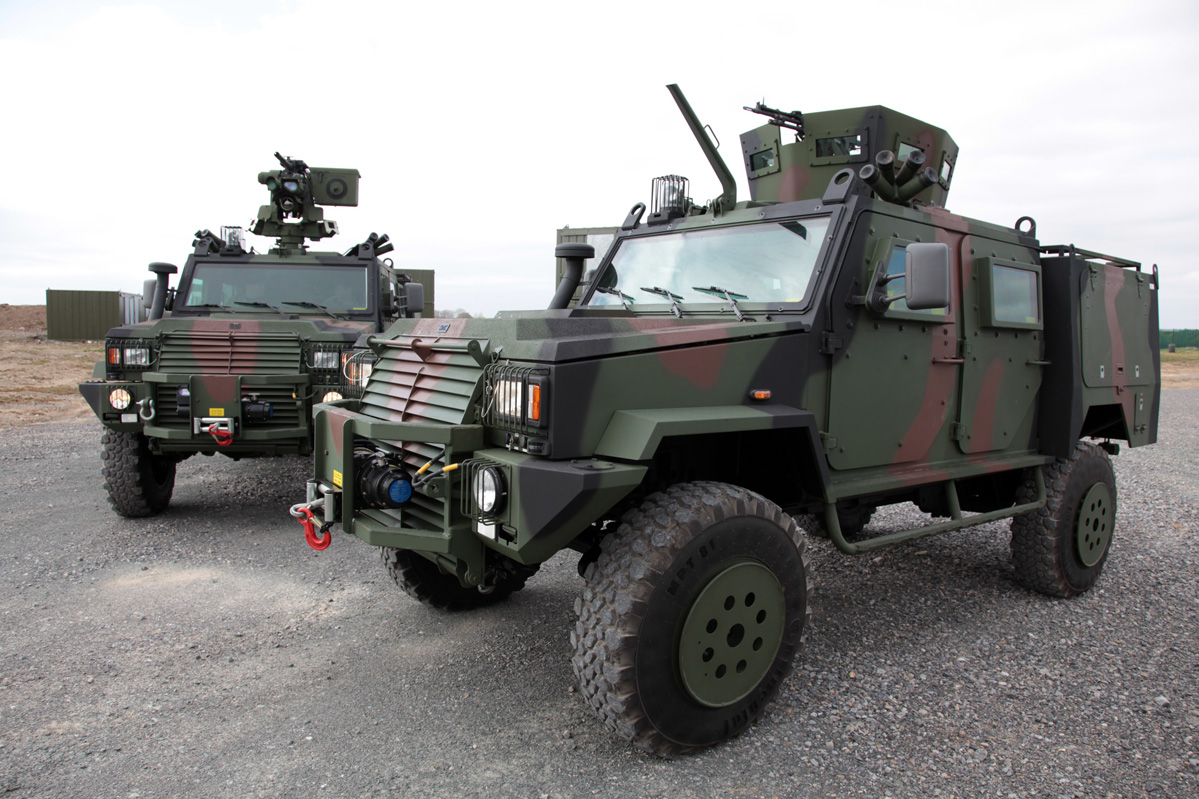
South Africa RG 先驅者
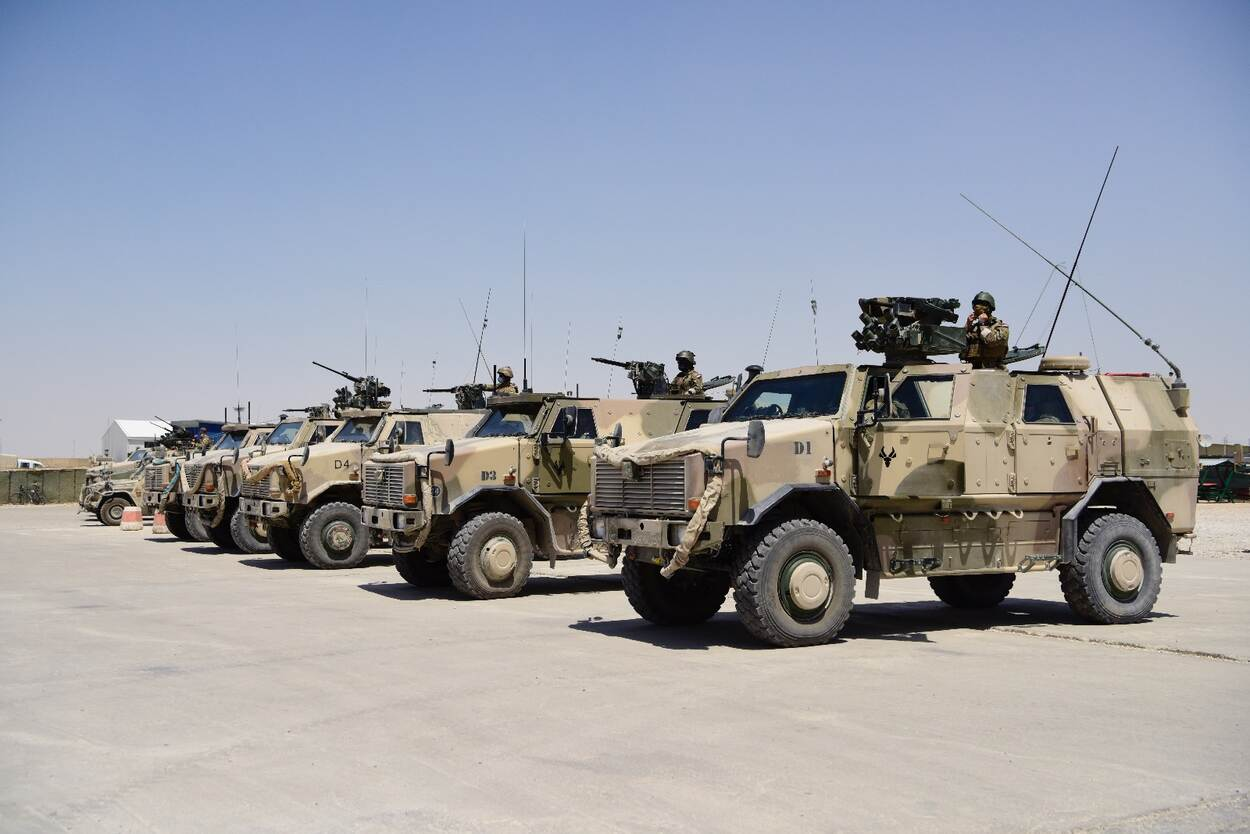
AUS 大毒蛇
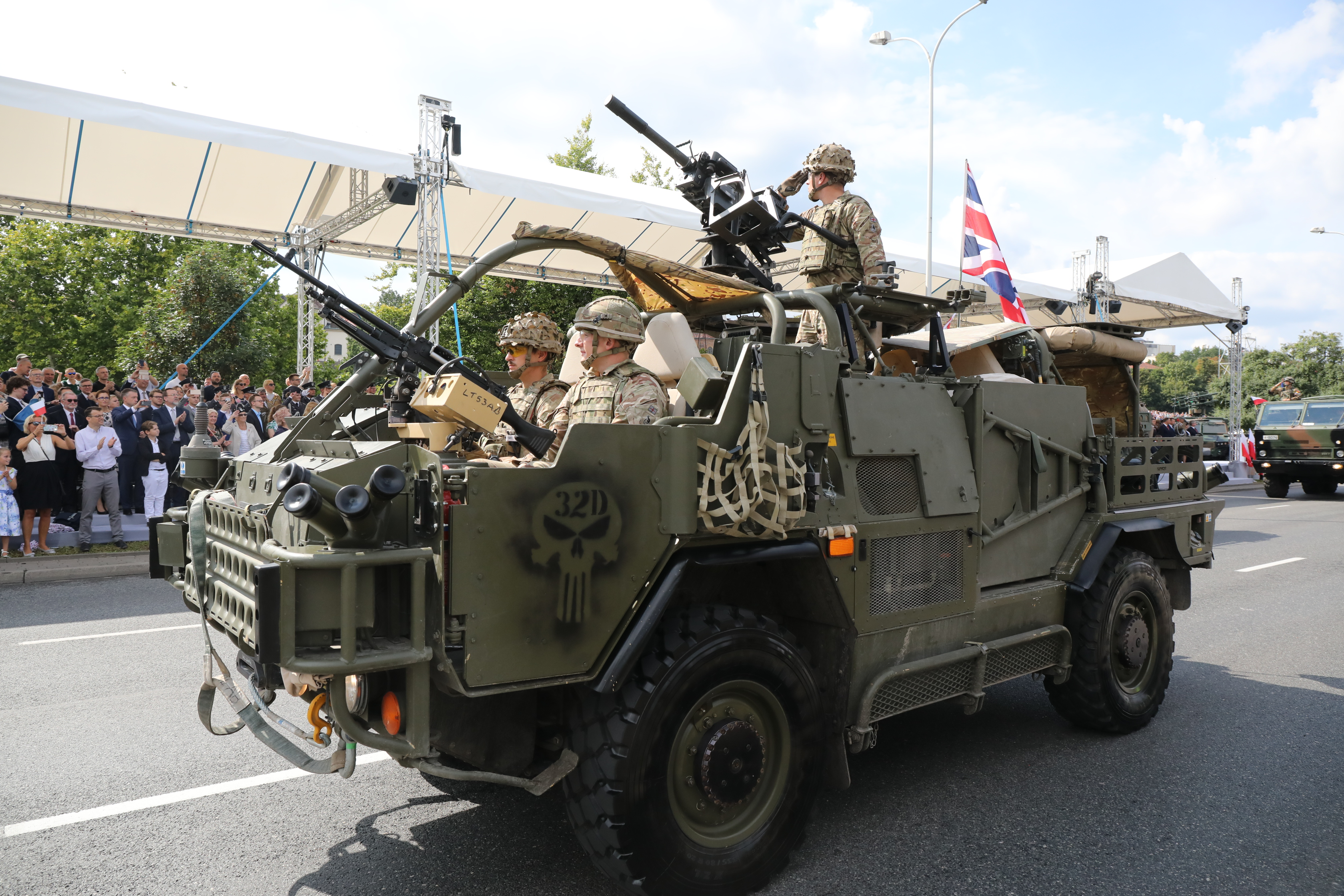
豺狼式
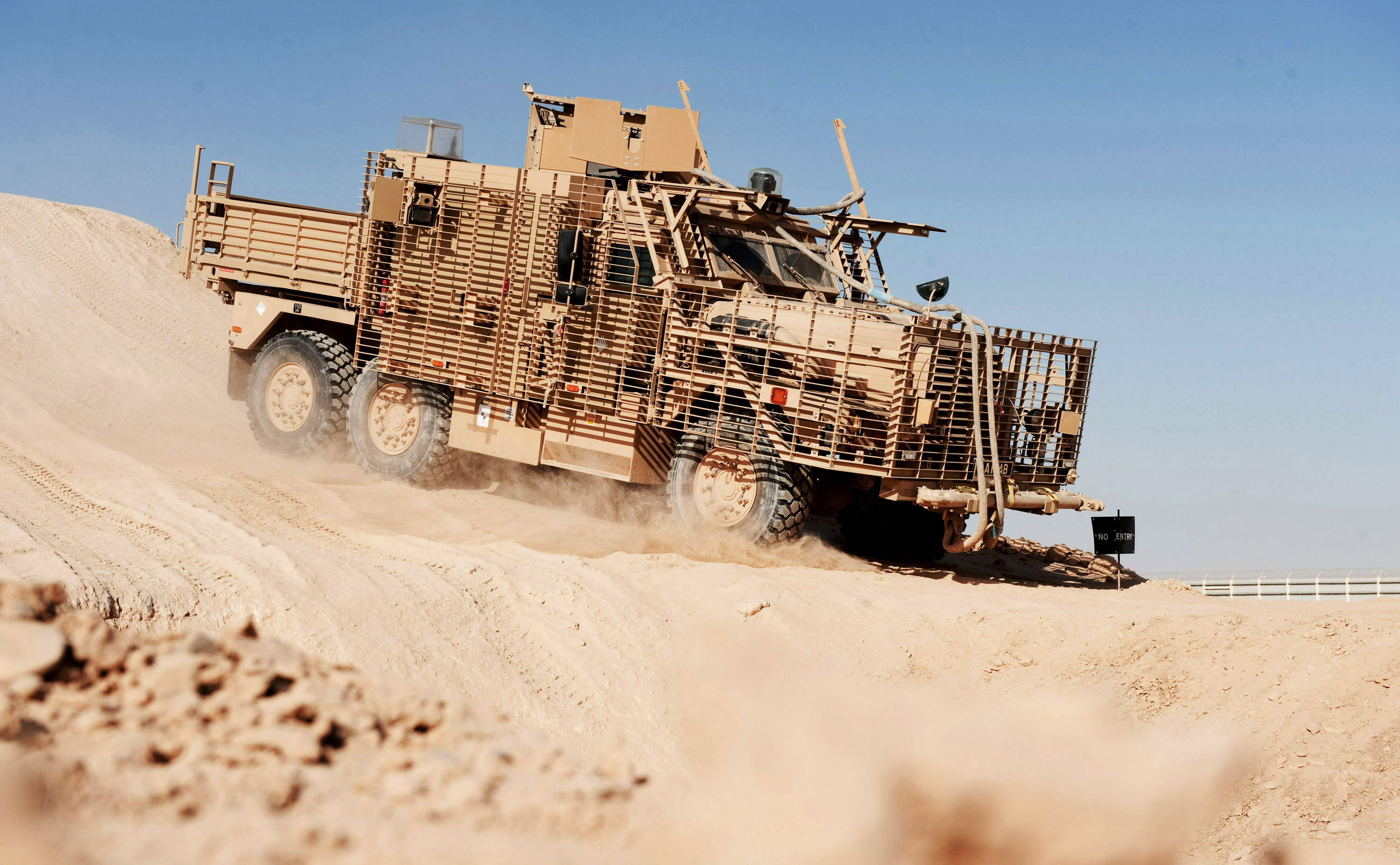
獵狼犬式
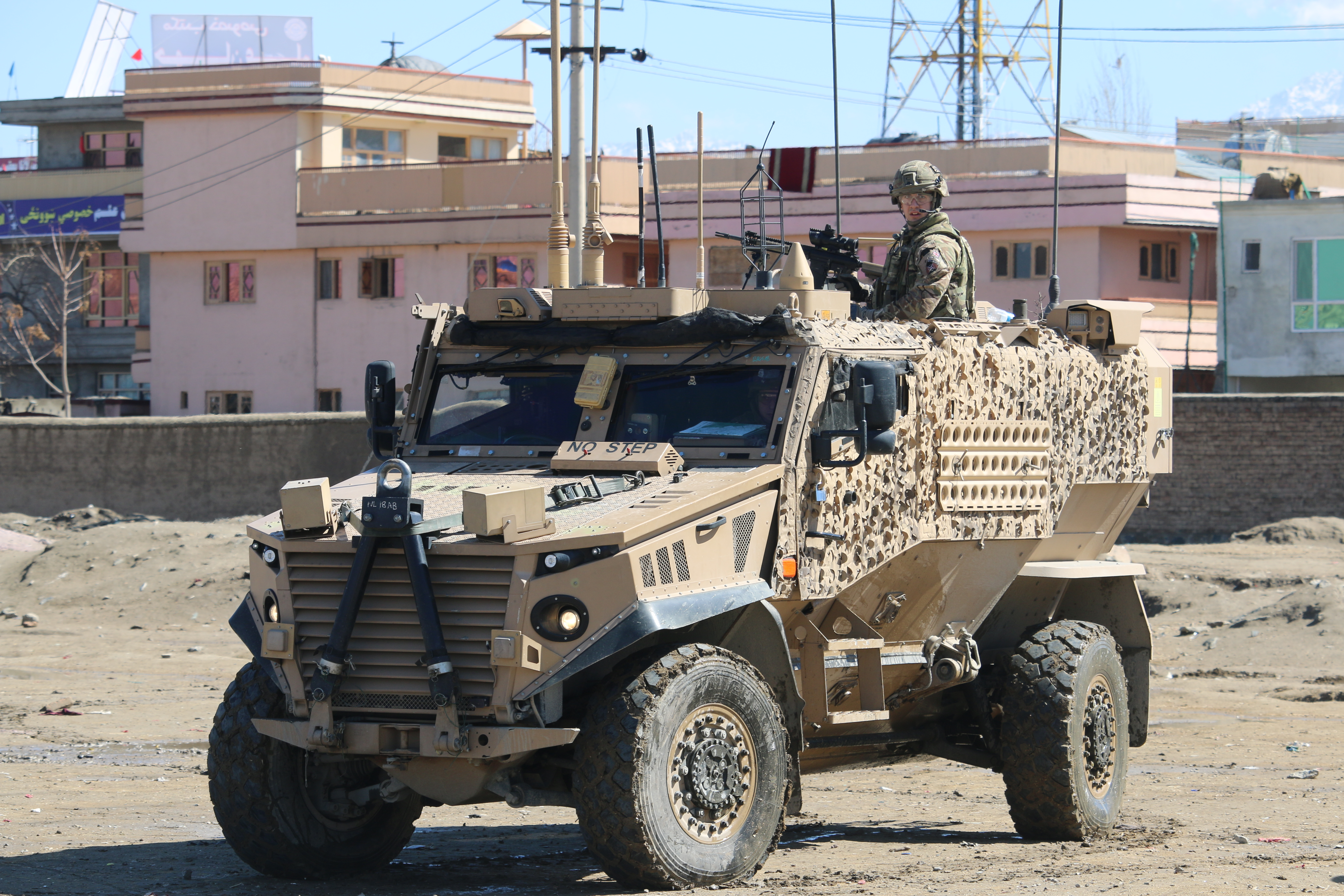
豹貓式
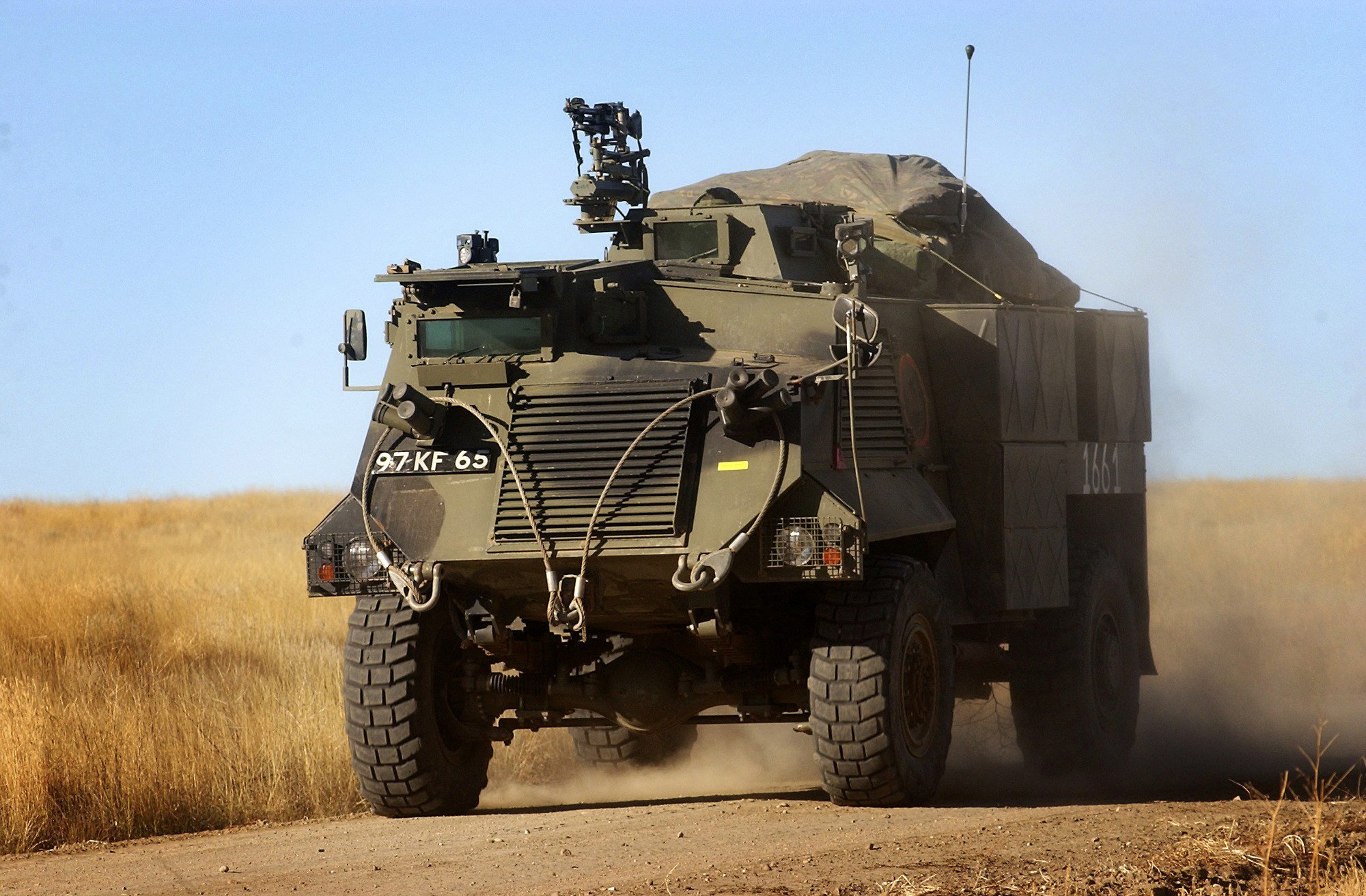
薩克遜
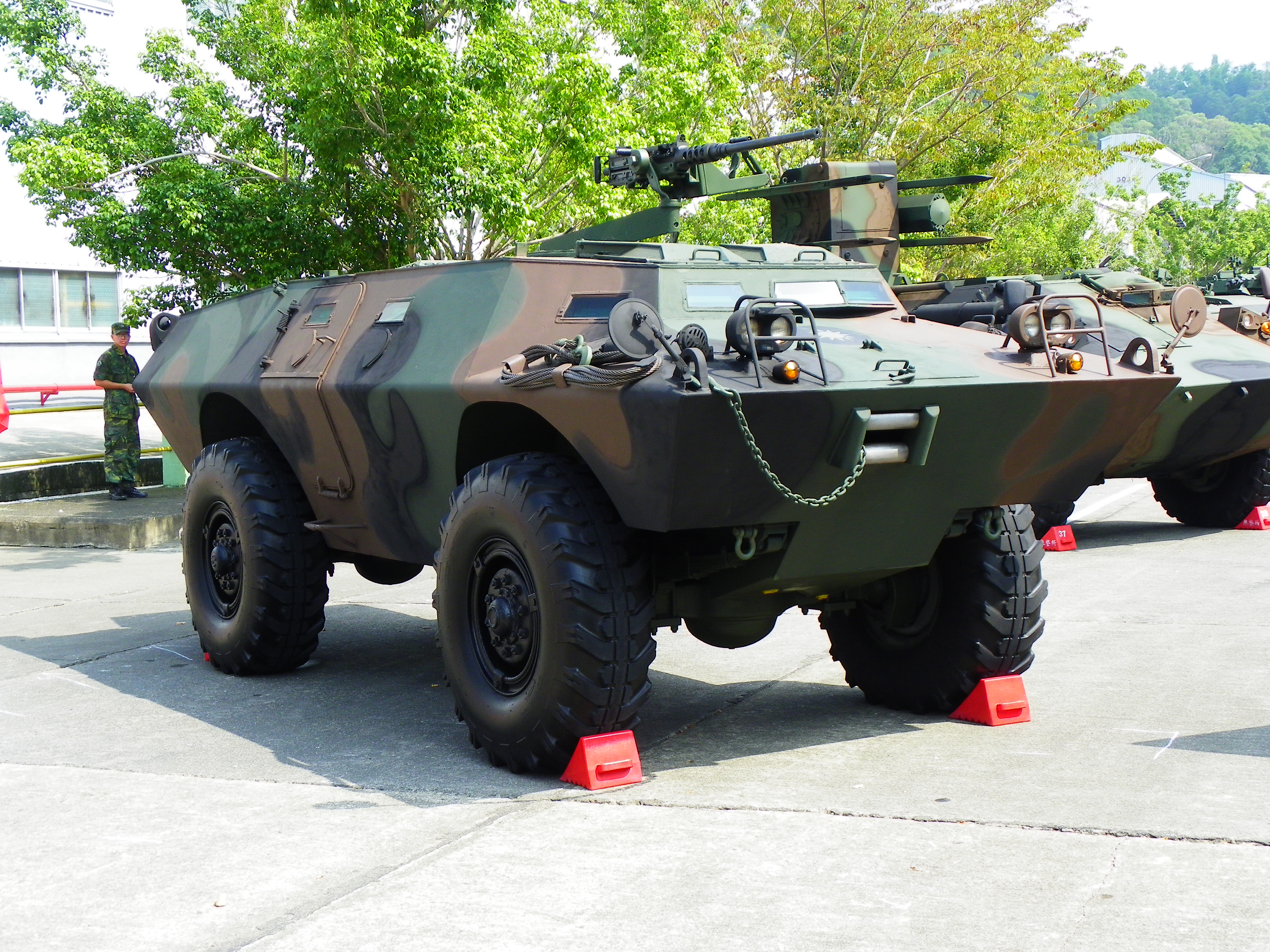
USA V-100
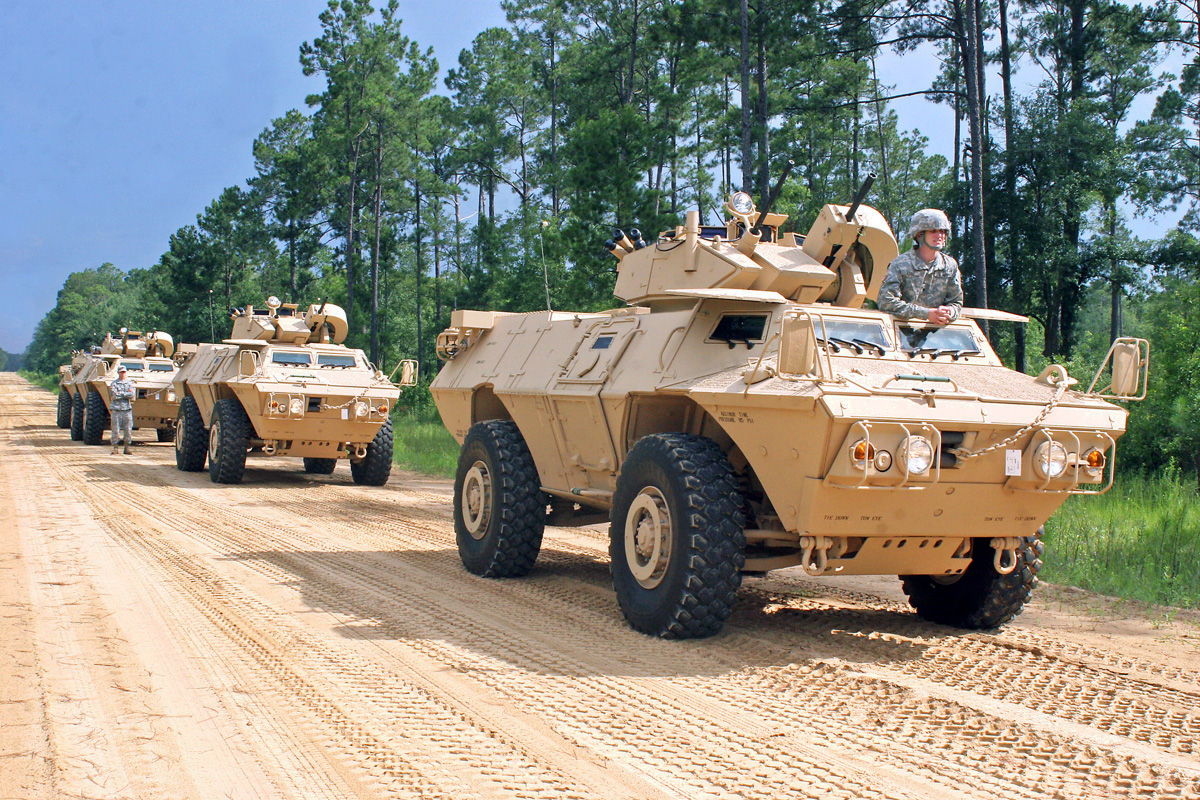
USA M1117守護者
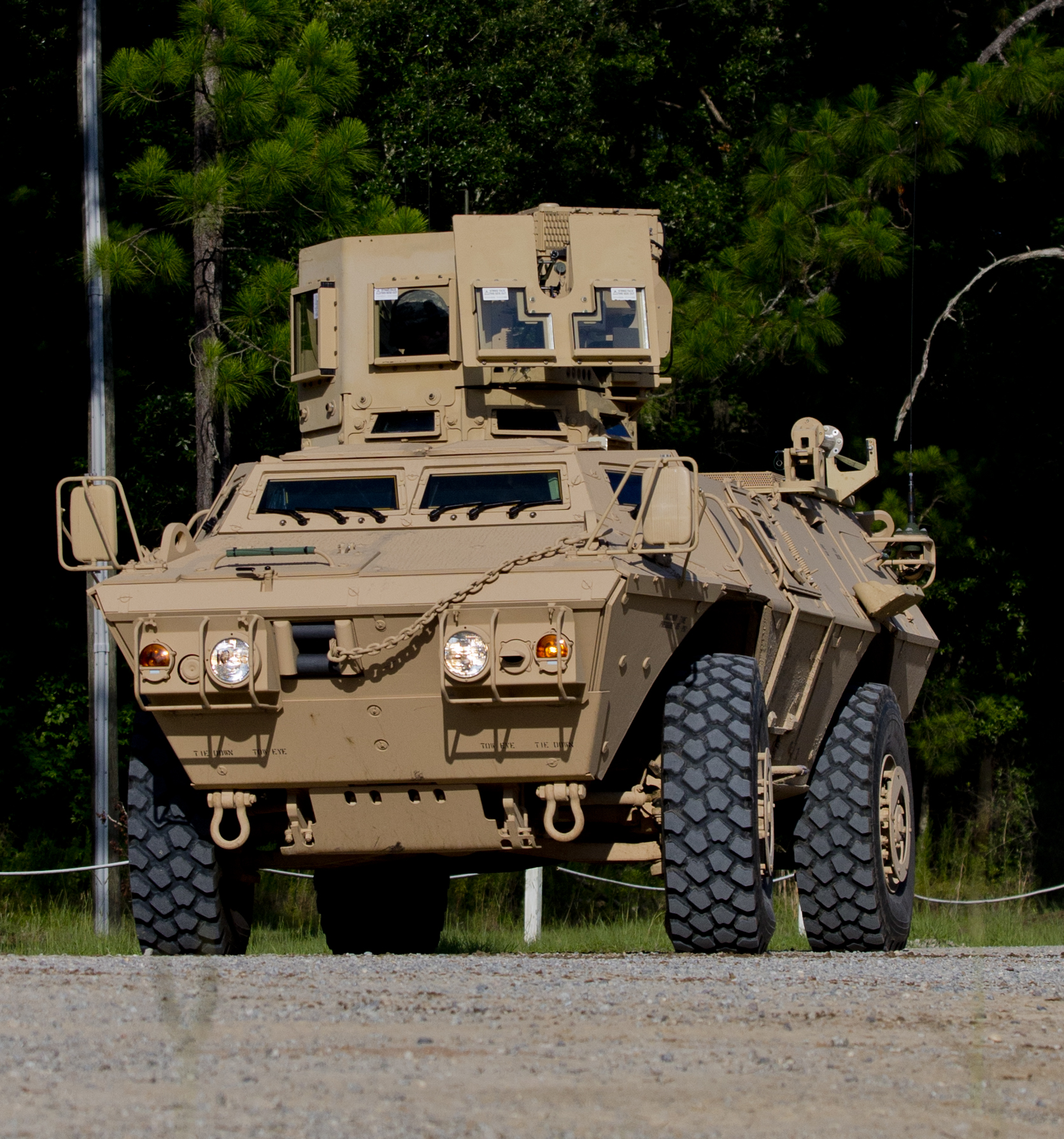
USA M1200裝甲騎兵
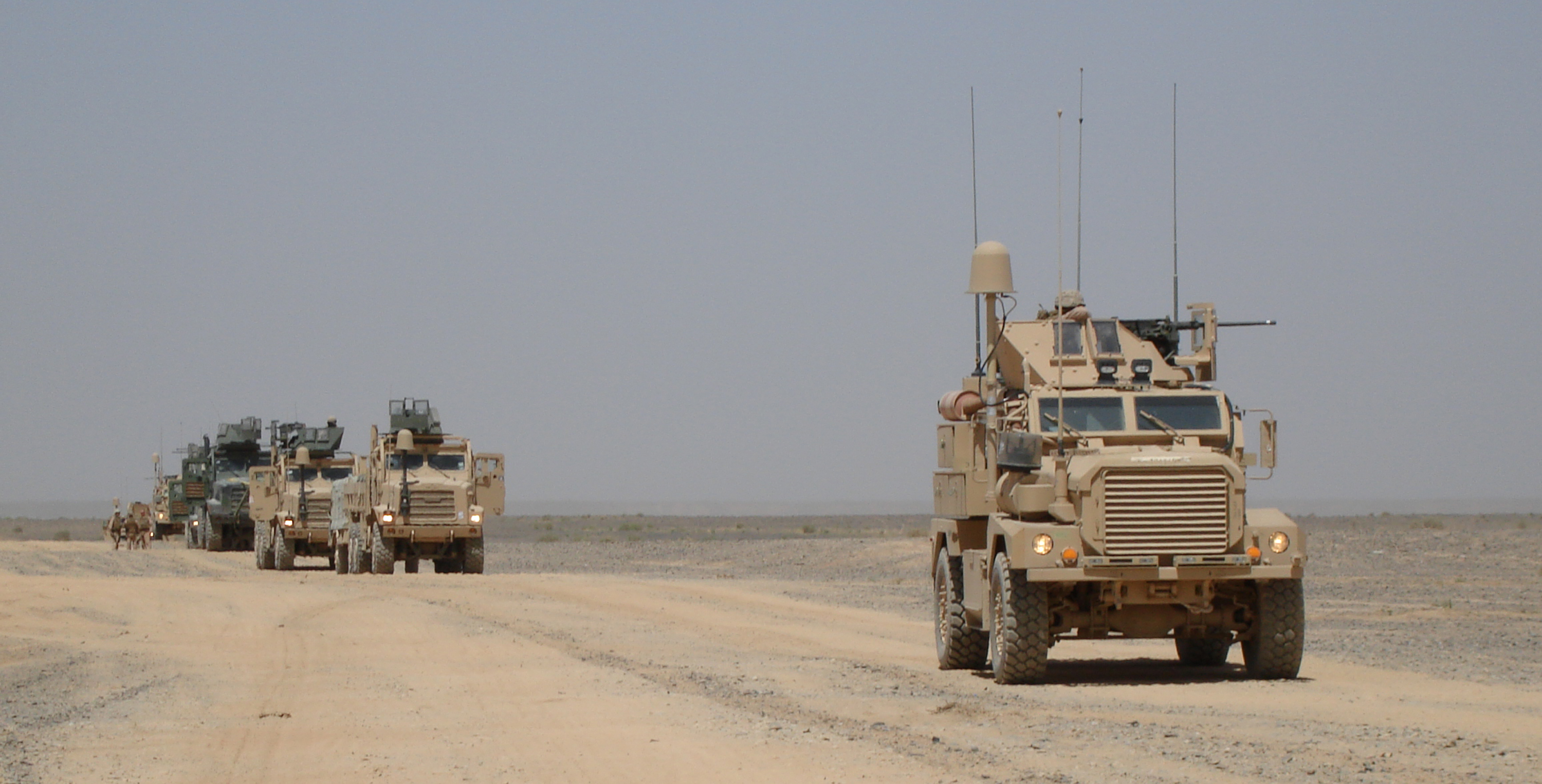
USA 美洲獅式
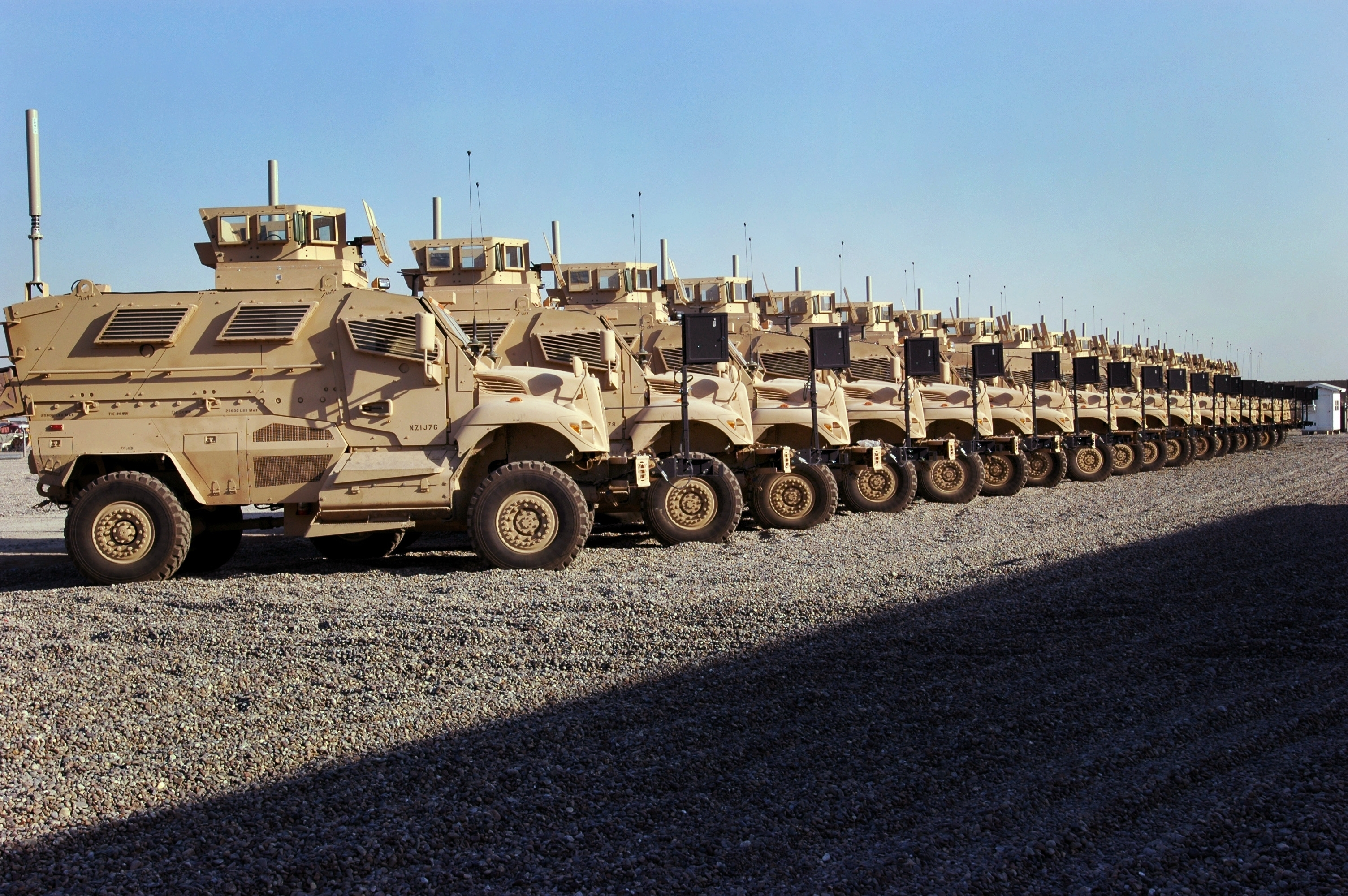
USA MaxxPro
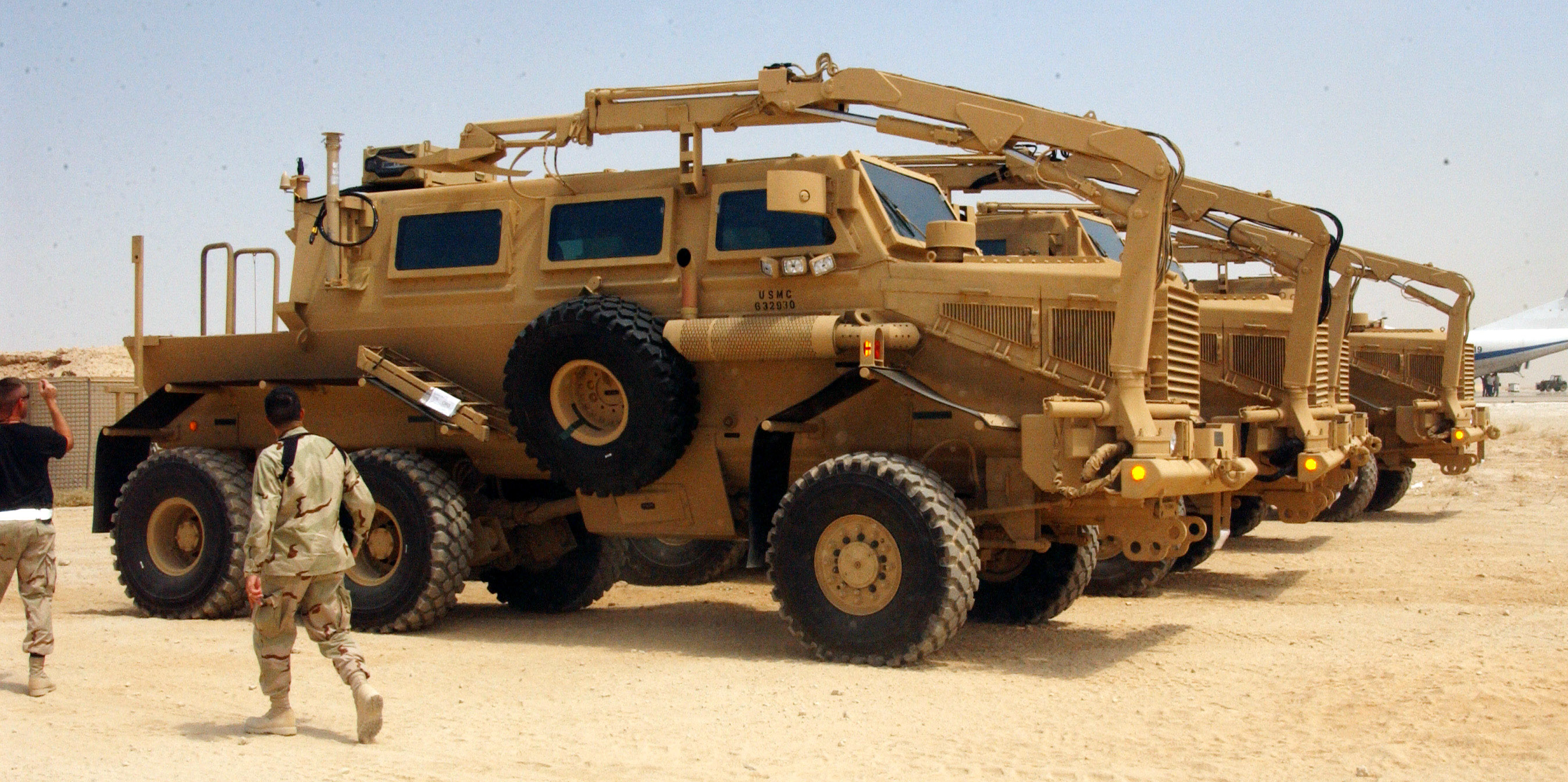
USA 水牛M-PCV
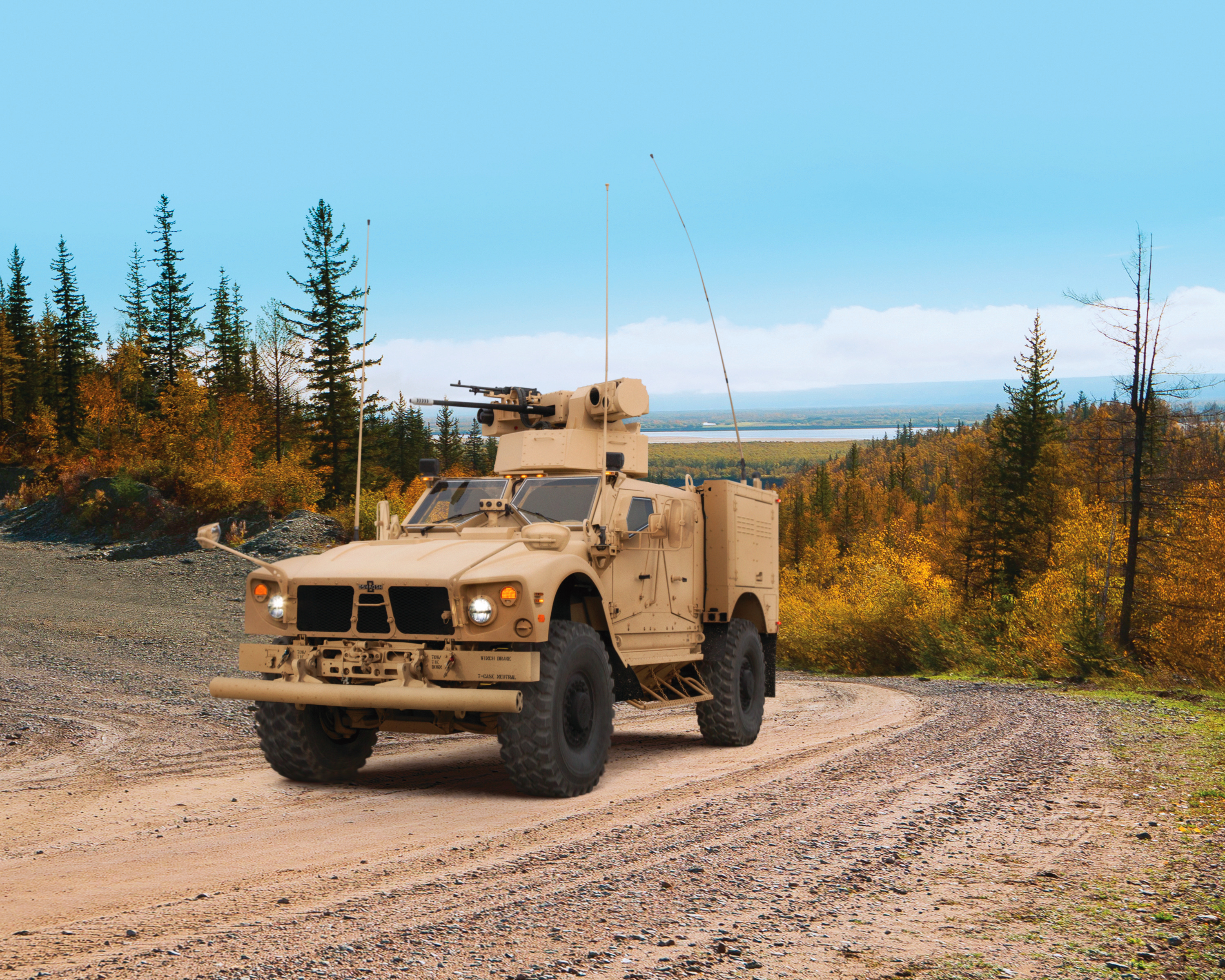
USA M-ATV
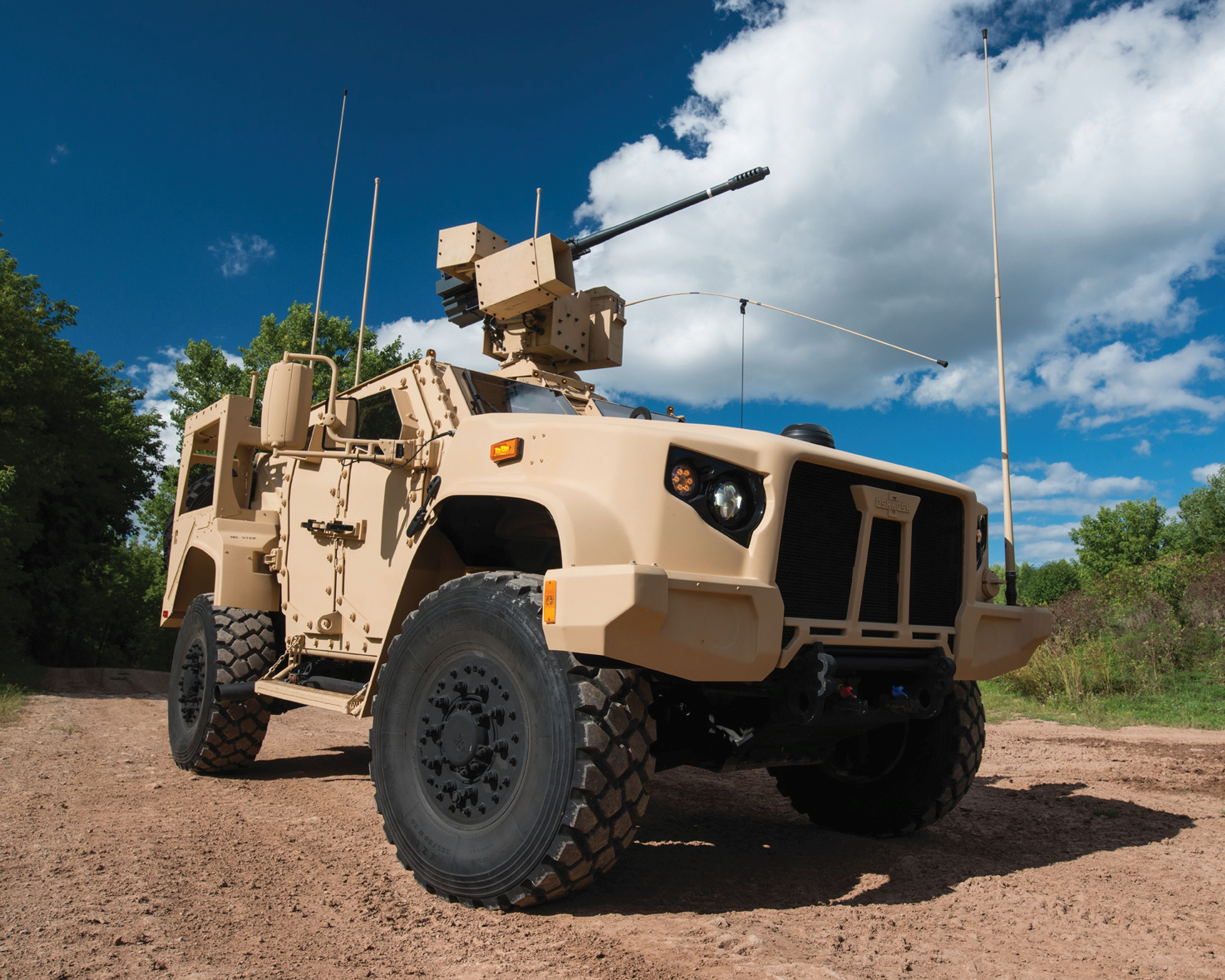
USA L-ATV
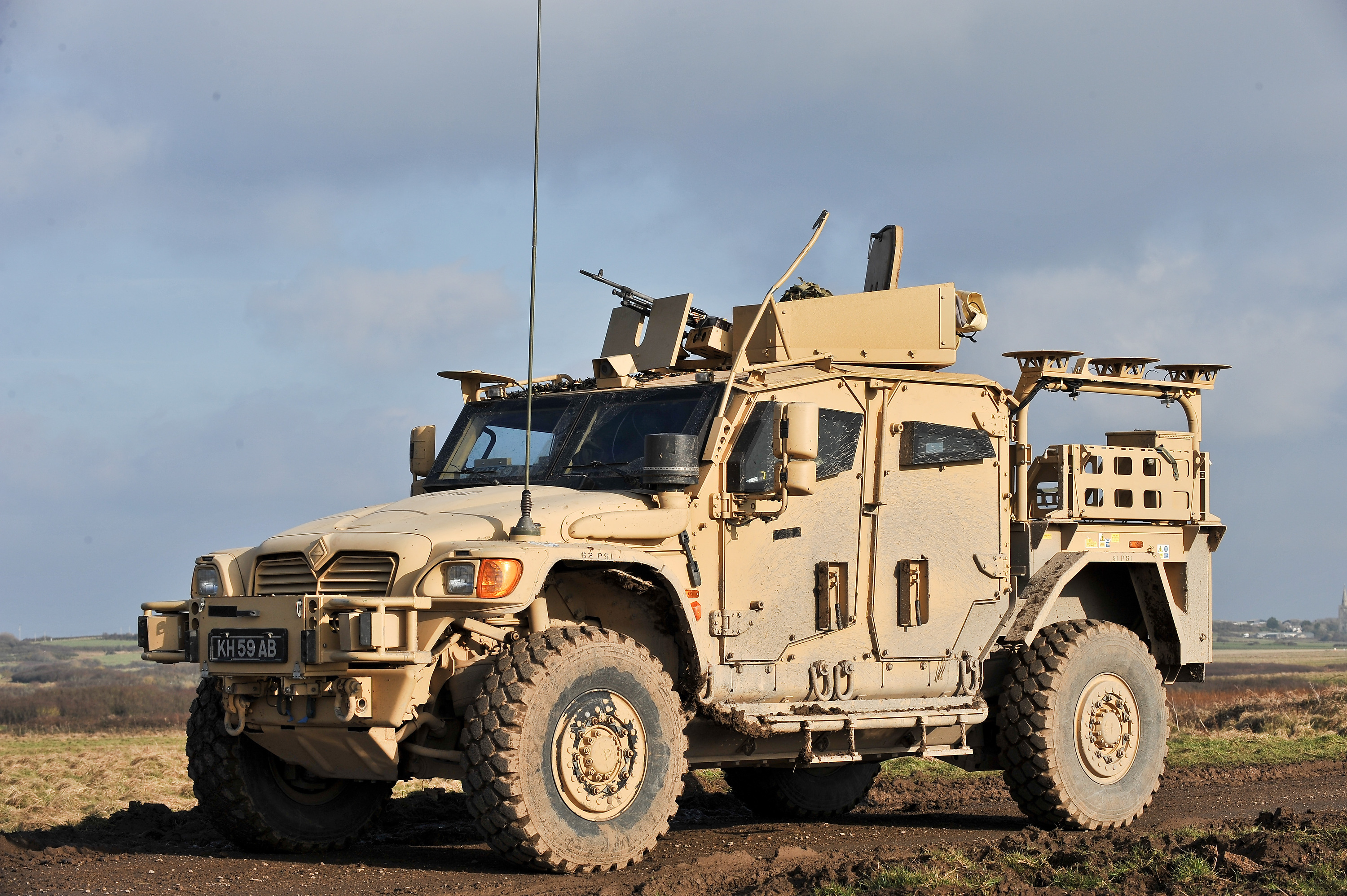
USA MXT-MV
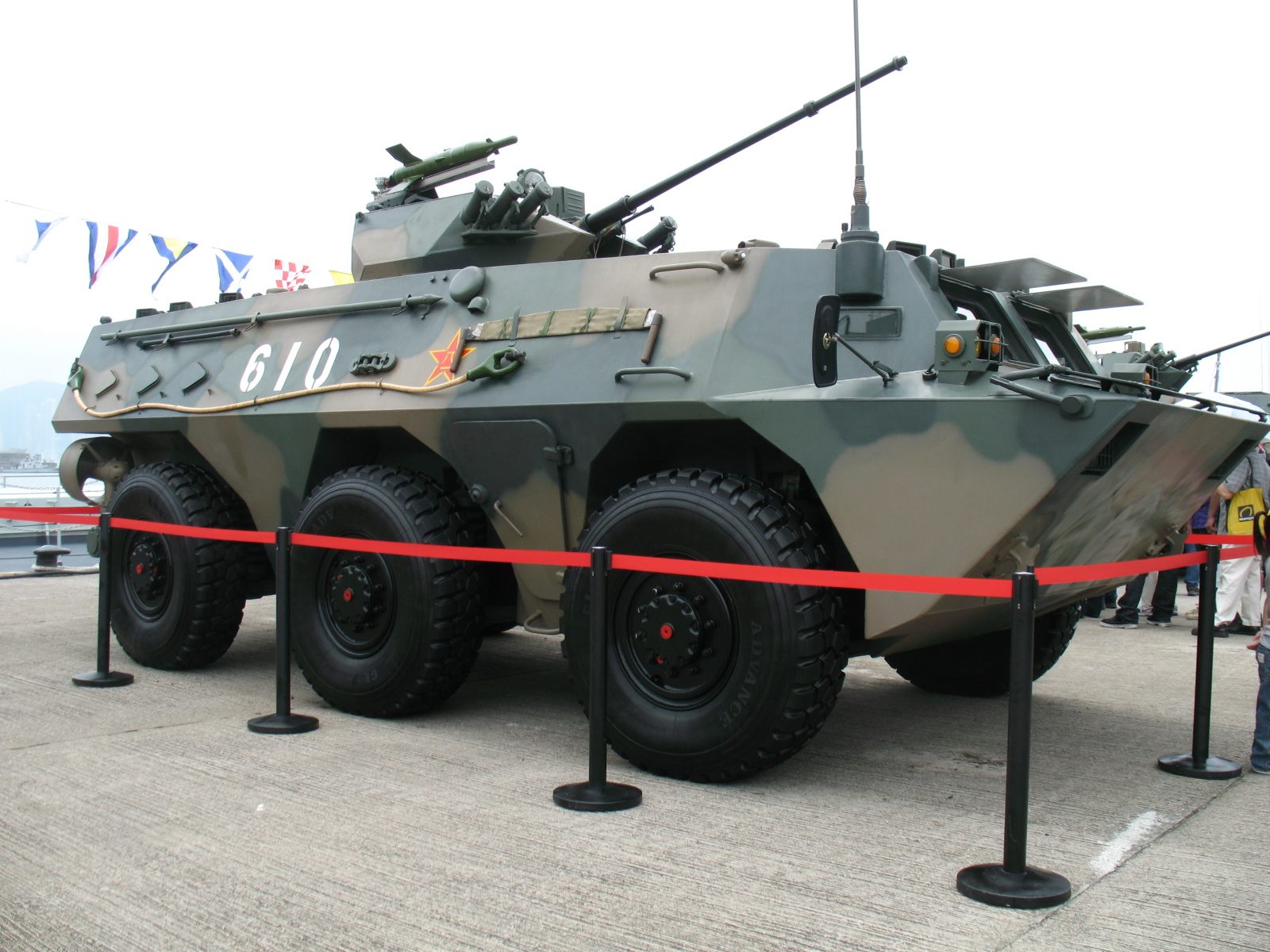
PRC 92式
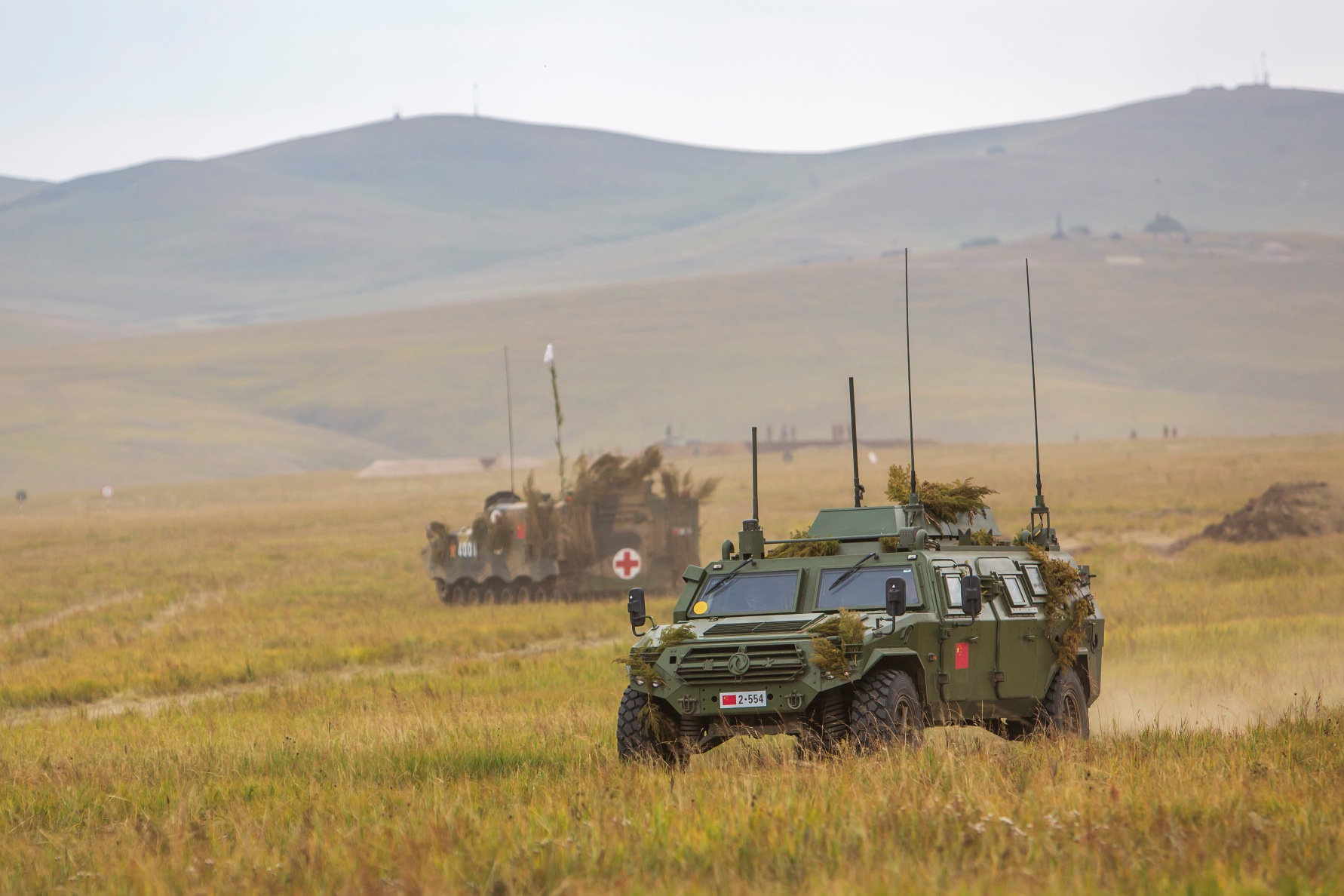
PRC 猛士
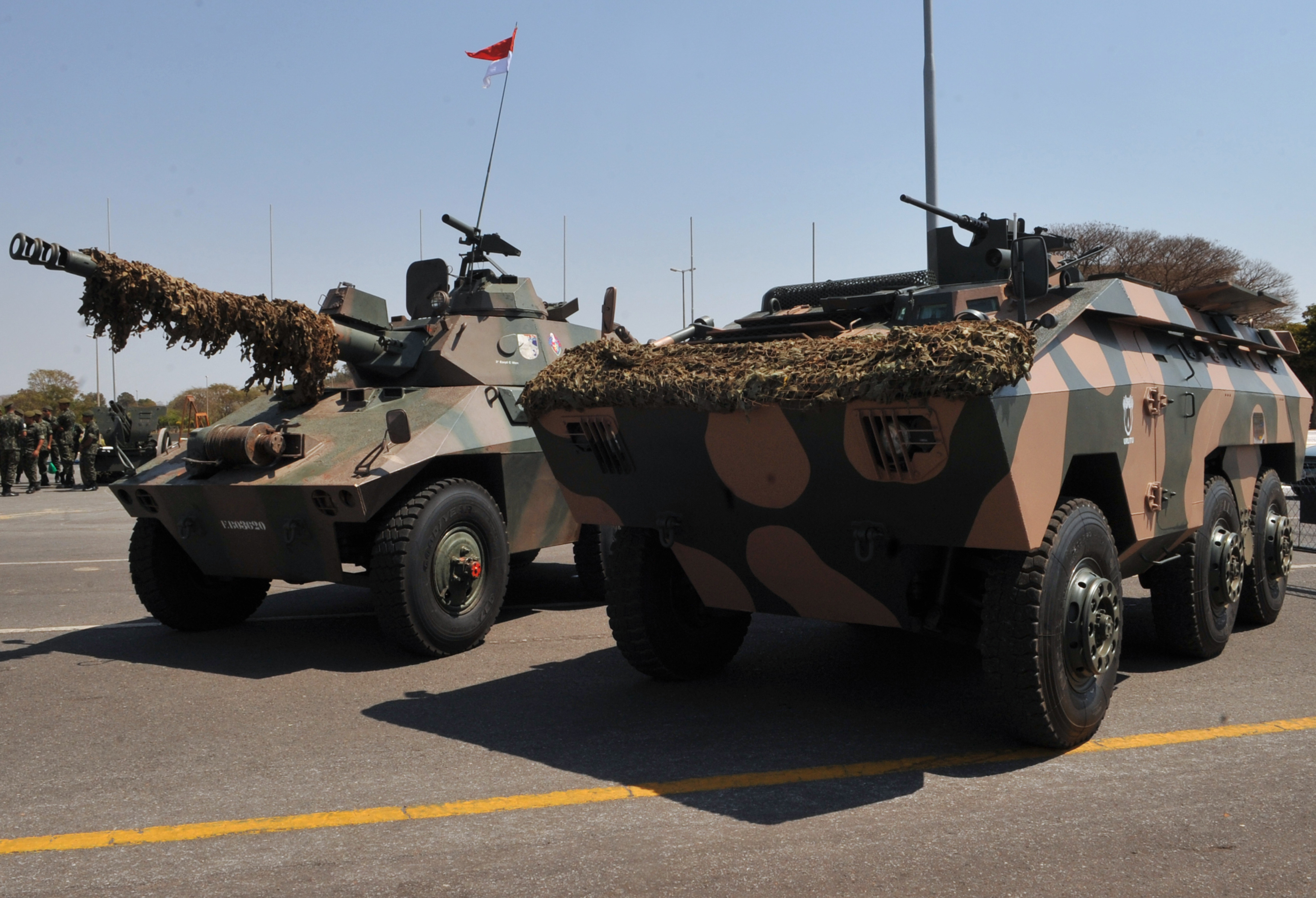
BRA EE-11
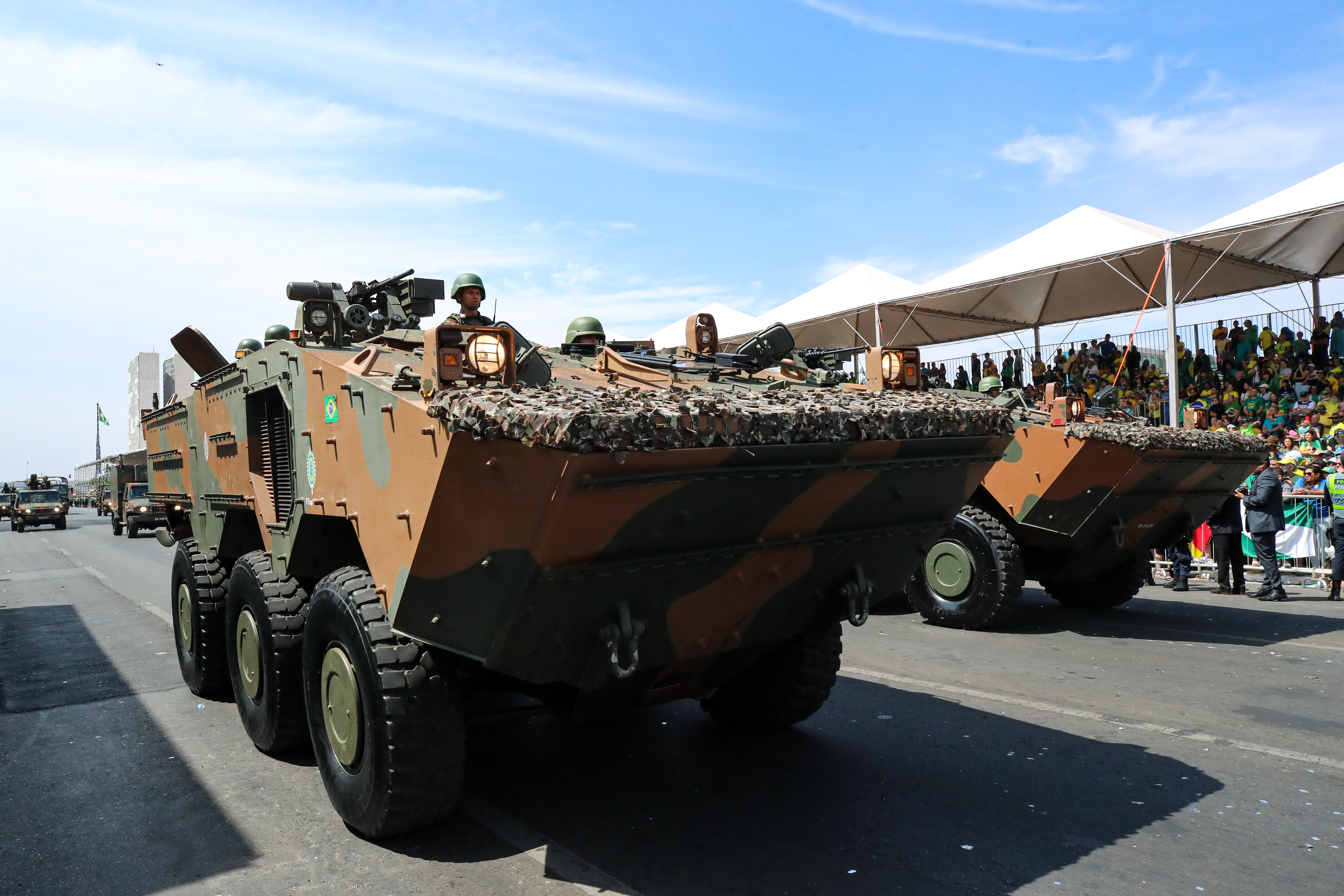
BRA VBTP-MR
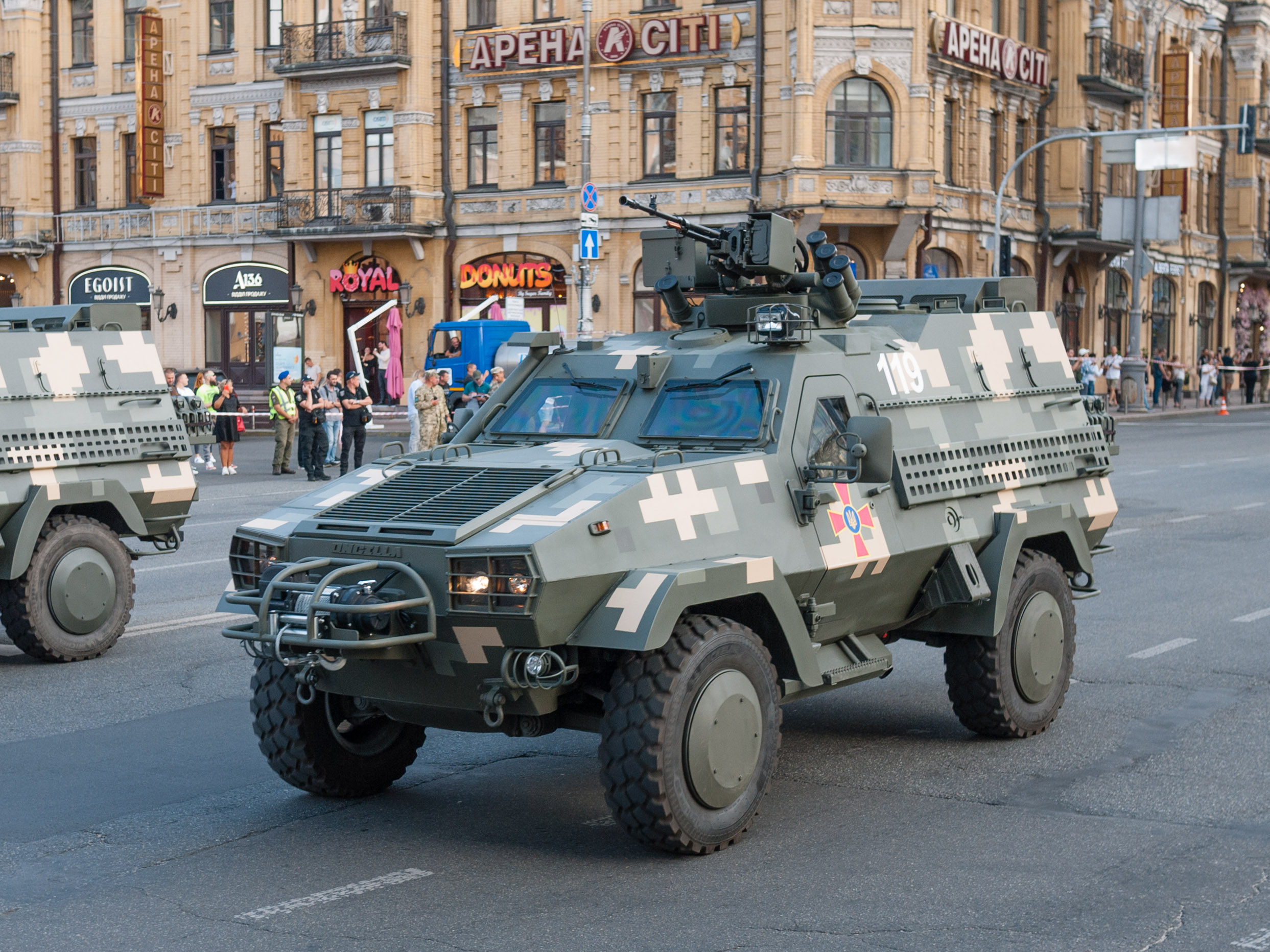
Ukraine 監督者-B
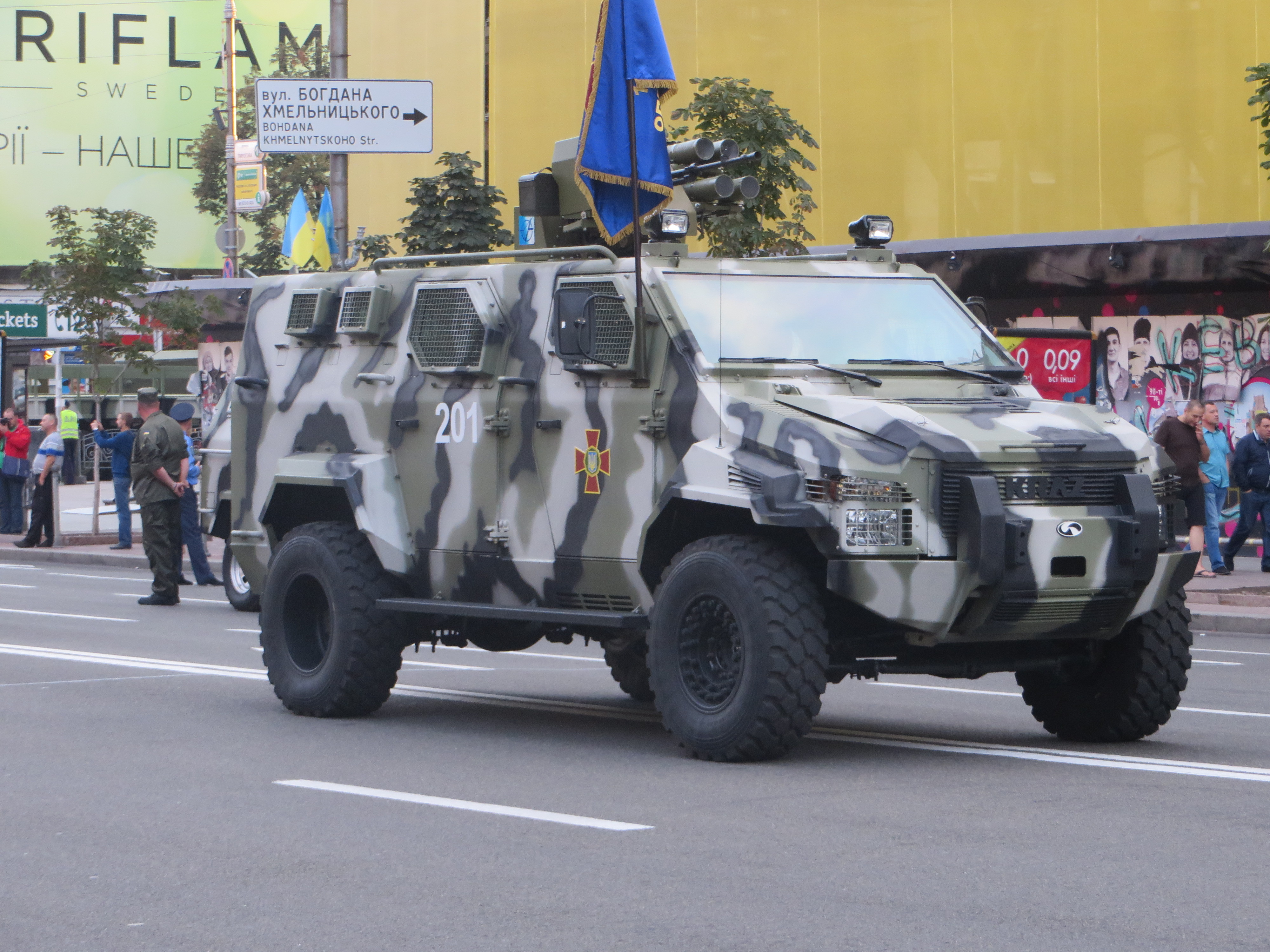
Ukraine KrAZ 斯巴達
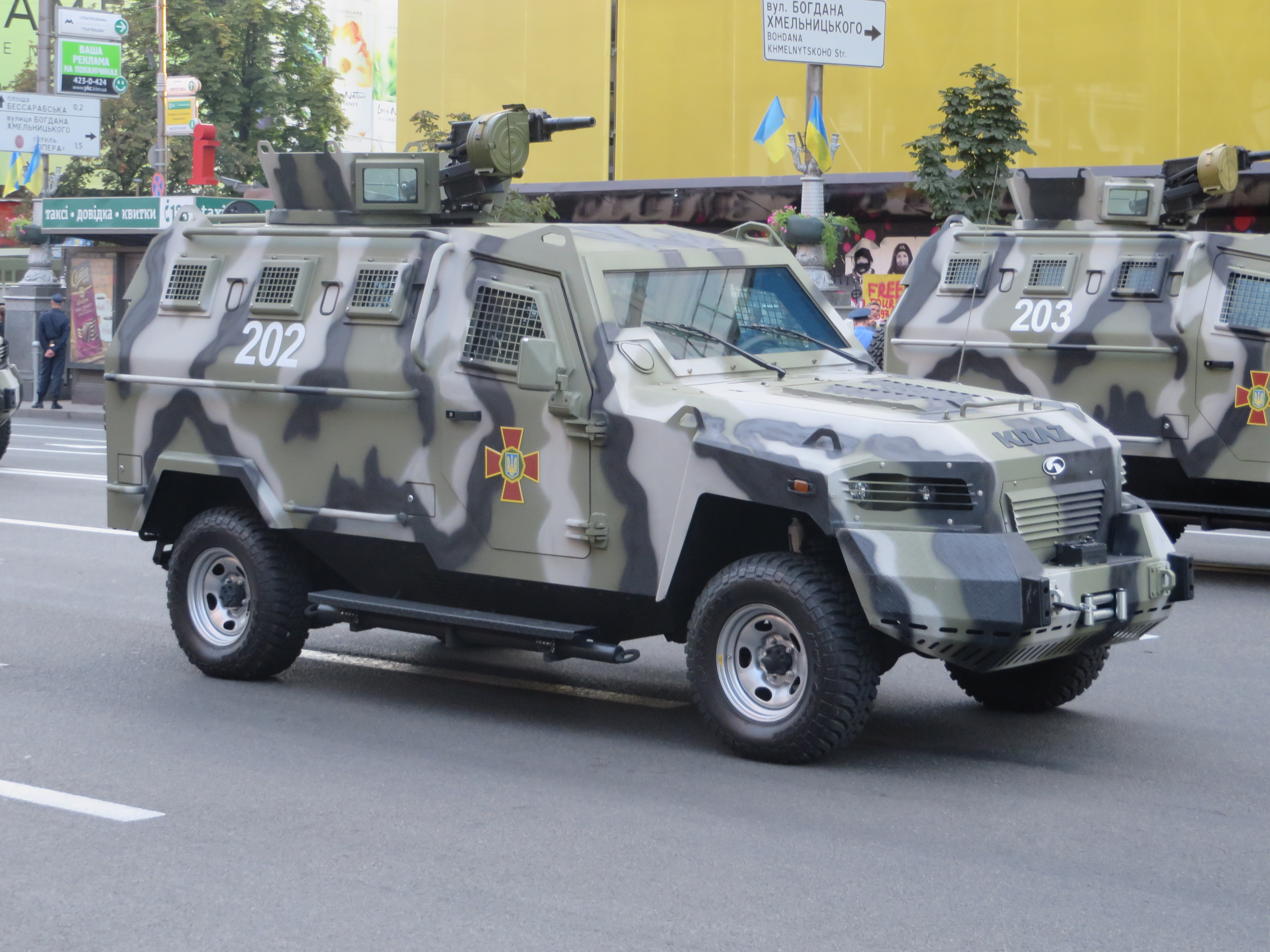
Ukraine KrAZ 美洲獅
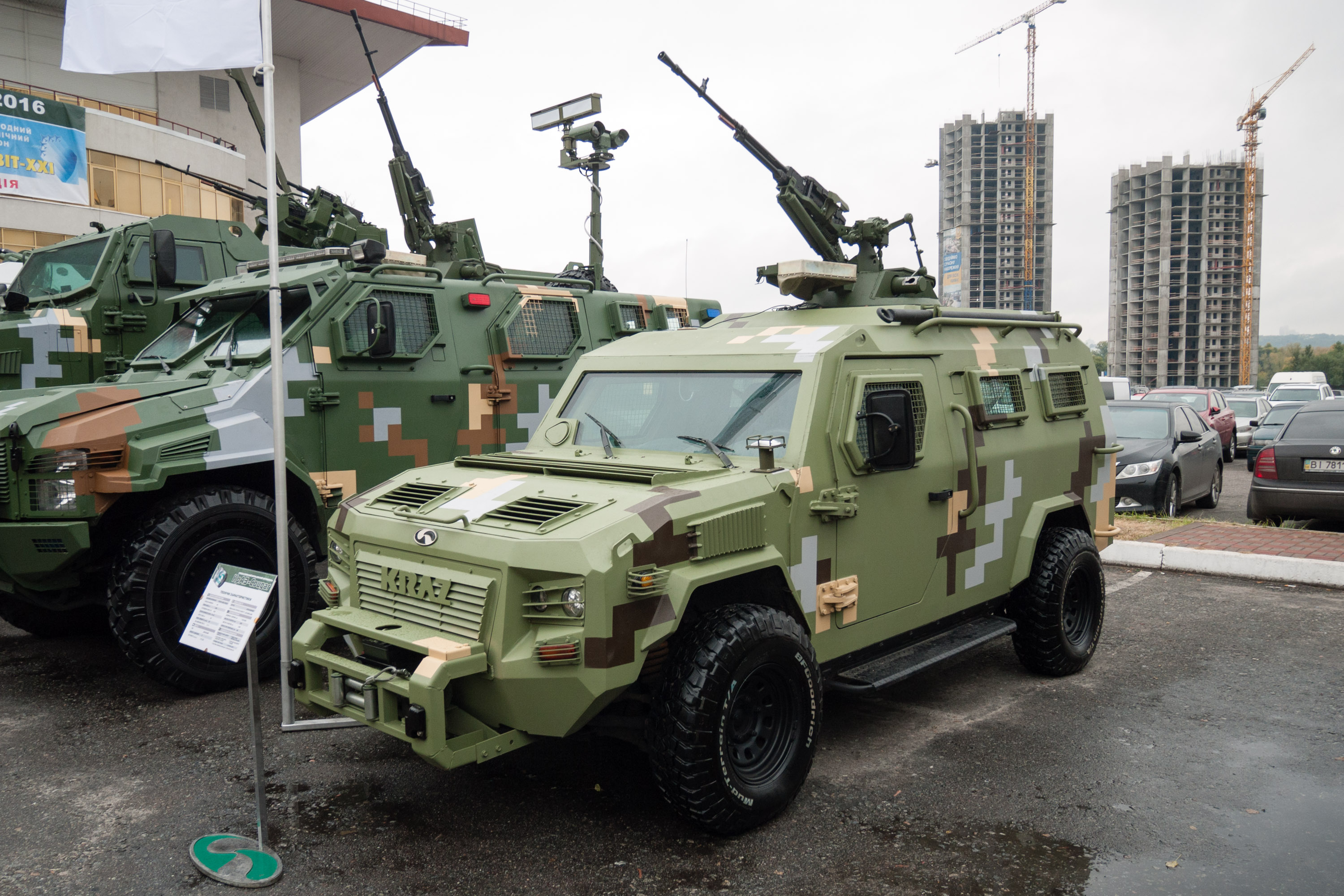
Ukraine KrAZ 眼鏡蛇
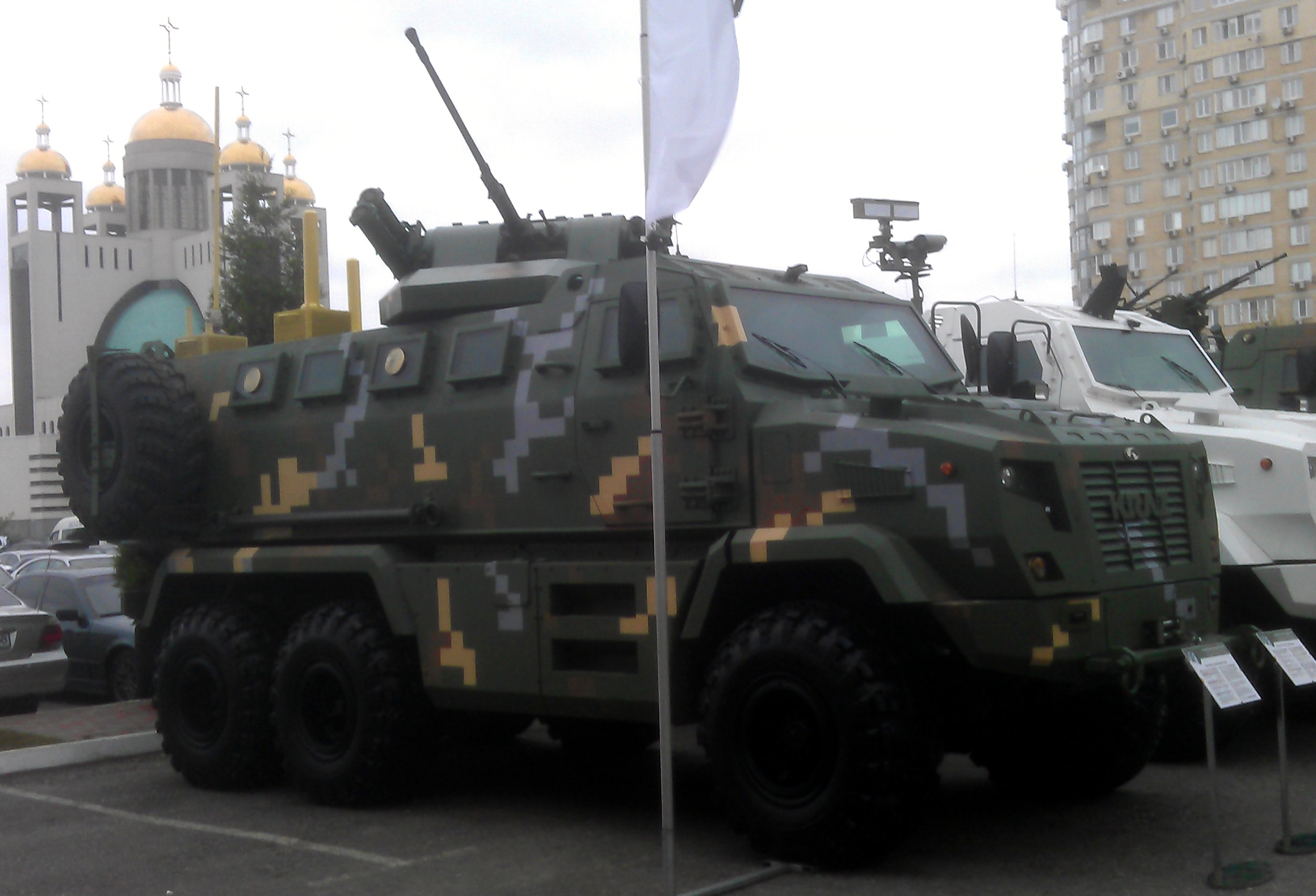
Ukraine KrAZ 菲歐娜
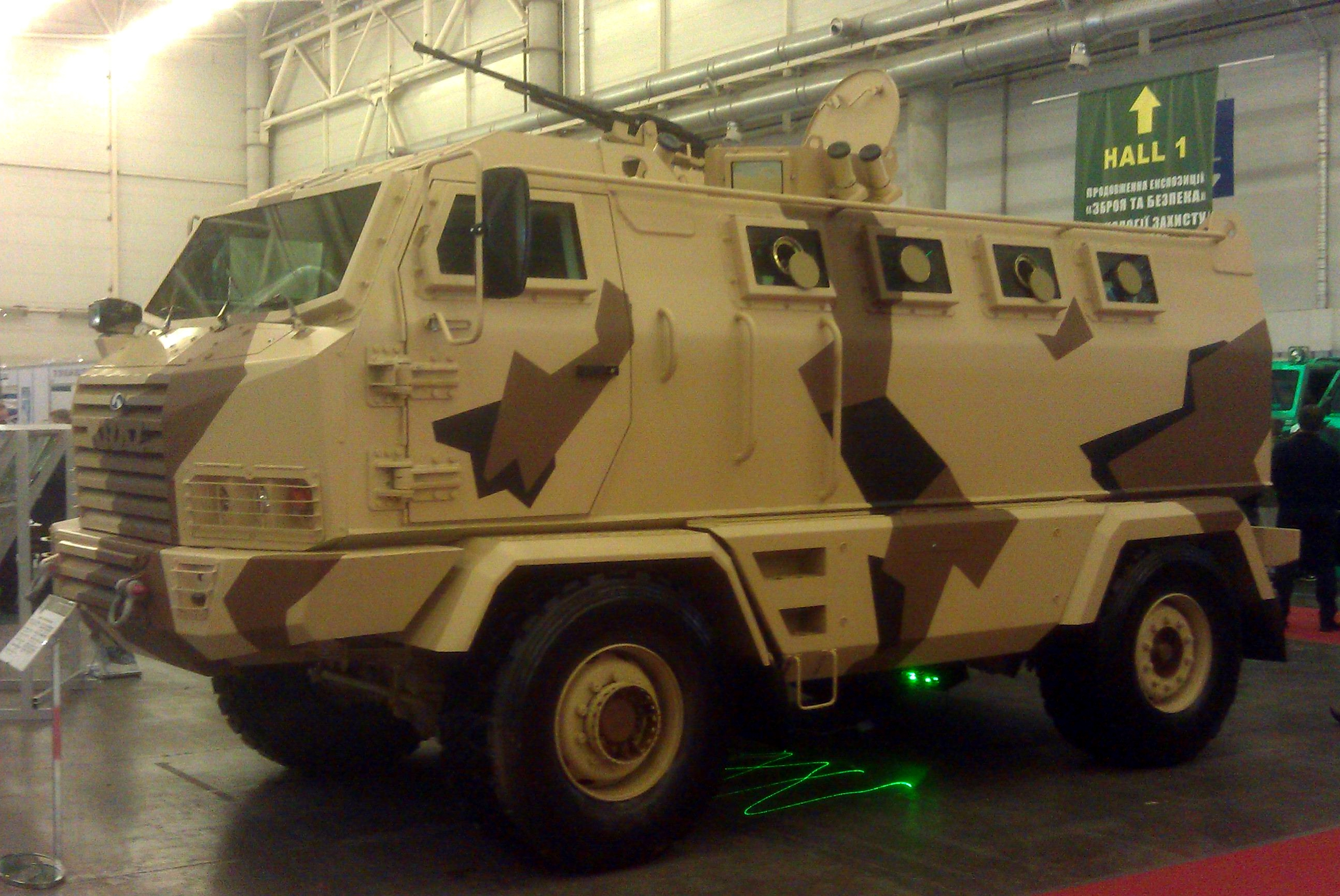
Ukraine KrAZ 綠巨人
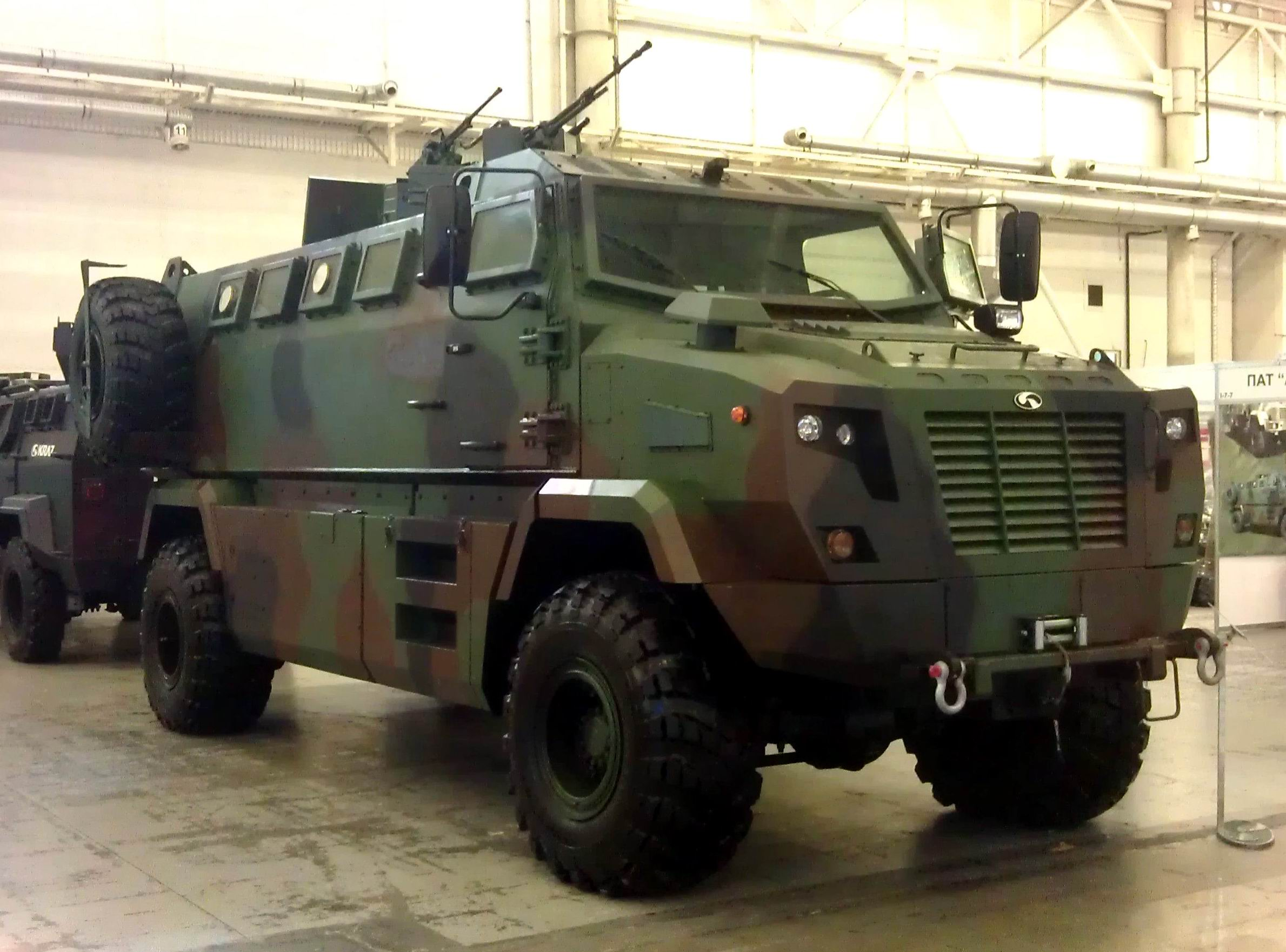
Ukraine KrAZ-MPV 史萊克-1
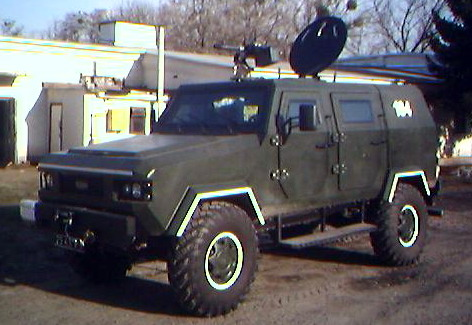
Ukraine 哥薩克-1
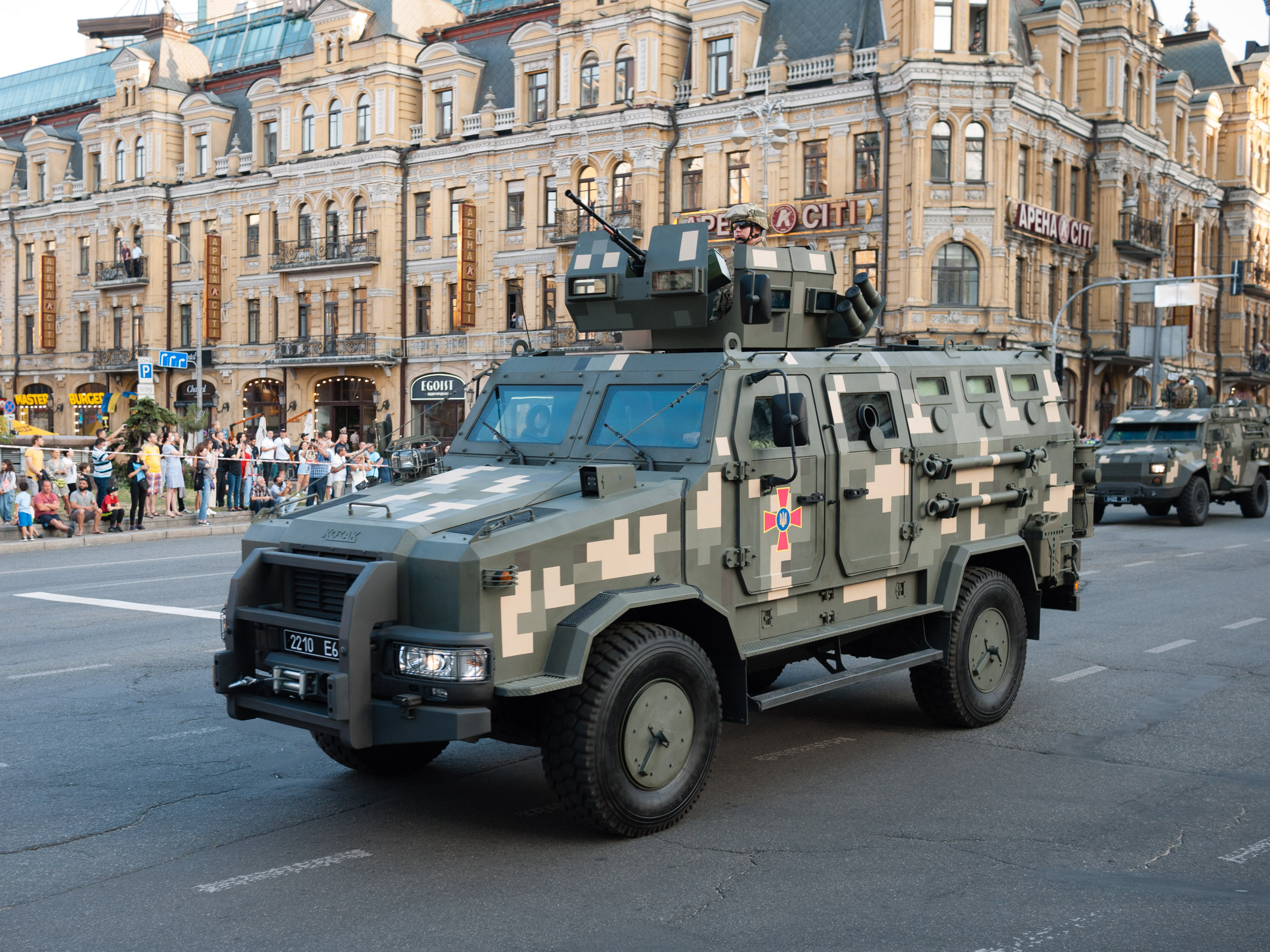
Ukraine 哥薩克-2
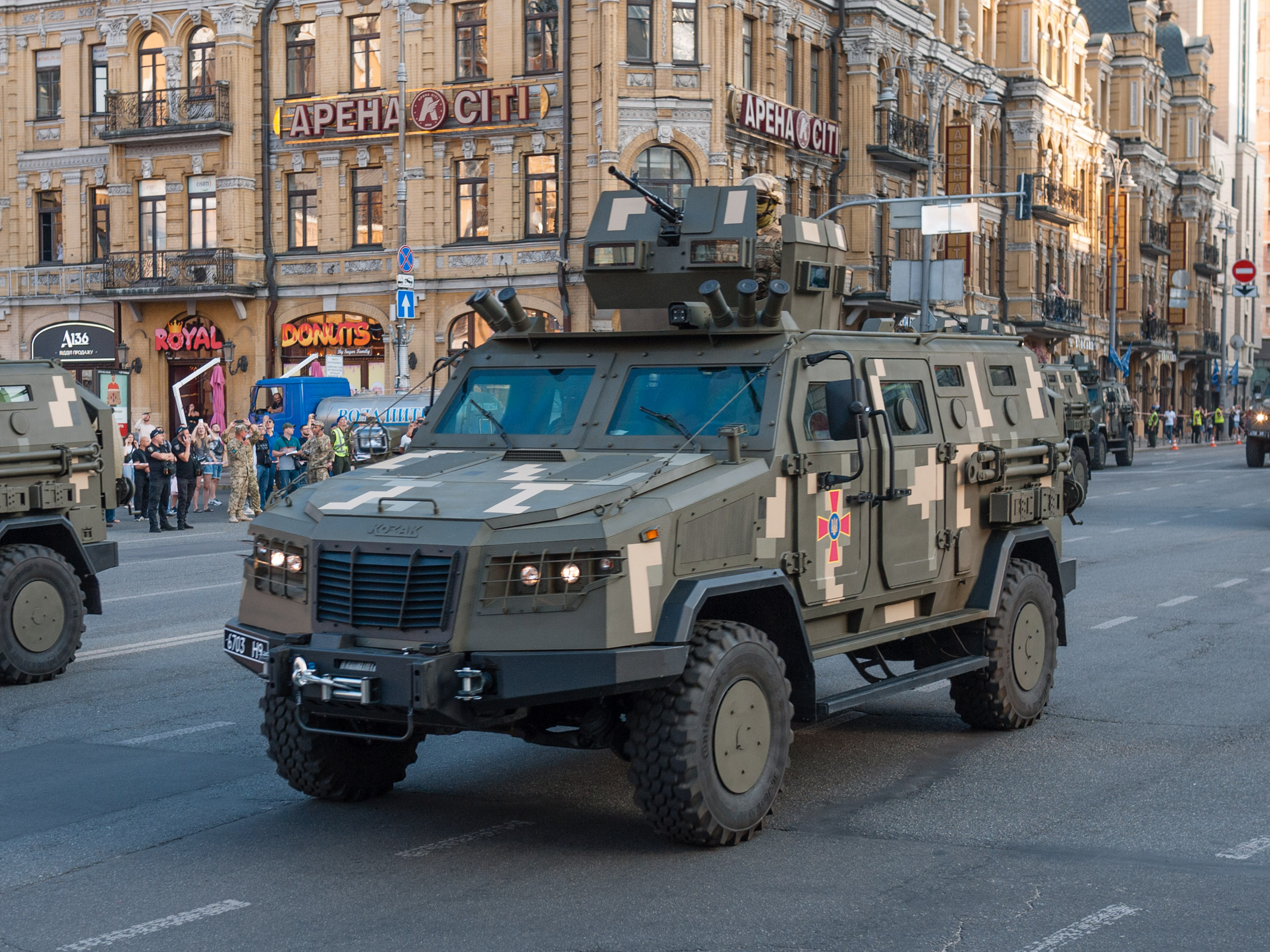
Ukraine 哥薩克-2M
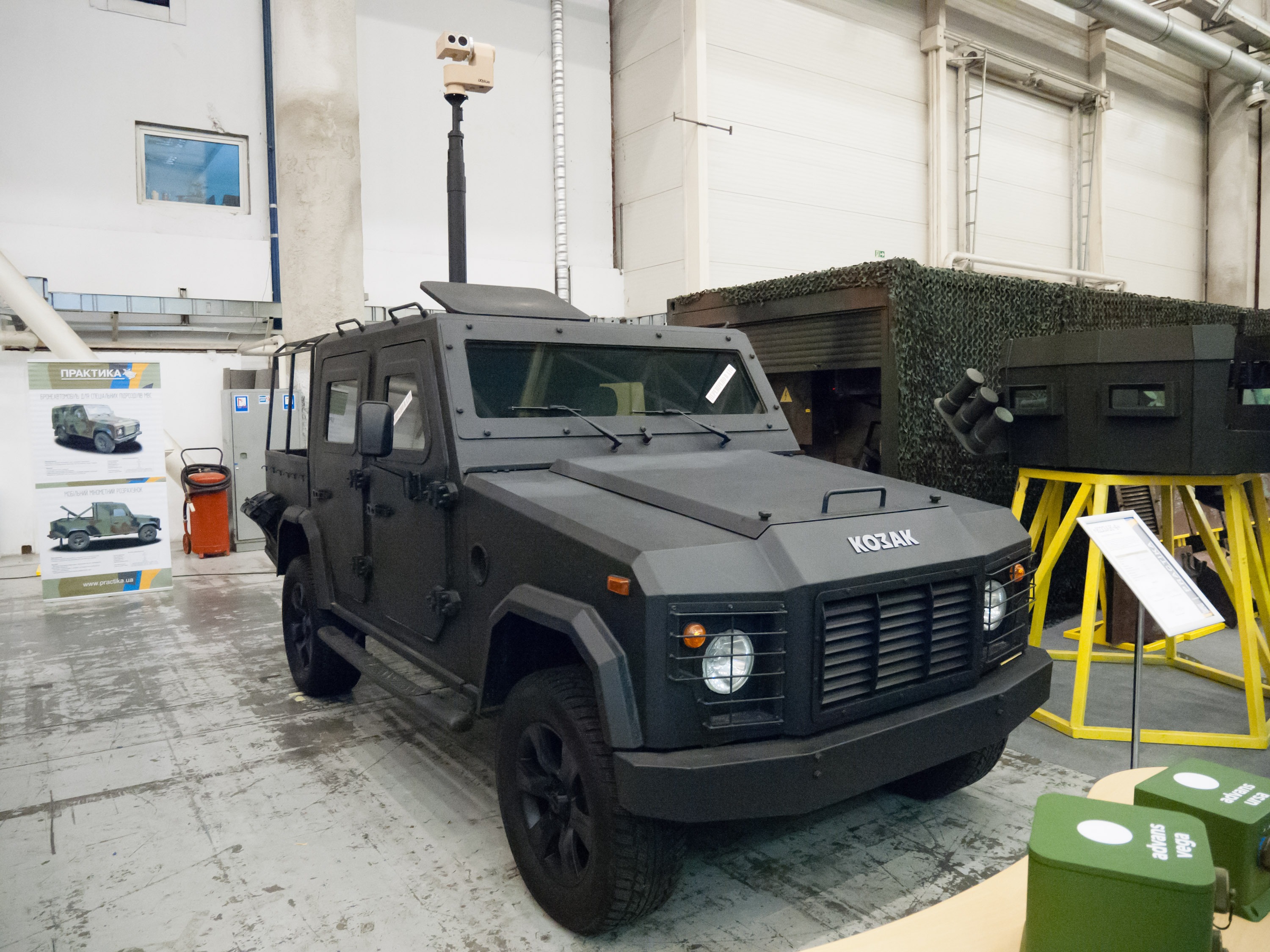
Ukraine 哥薩克-4
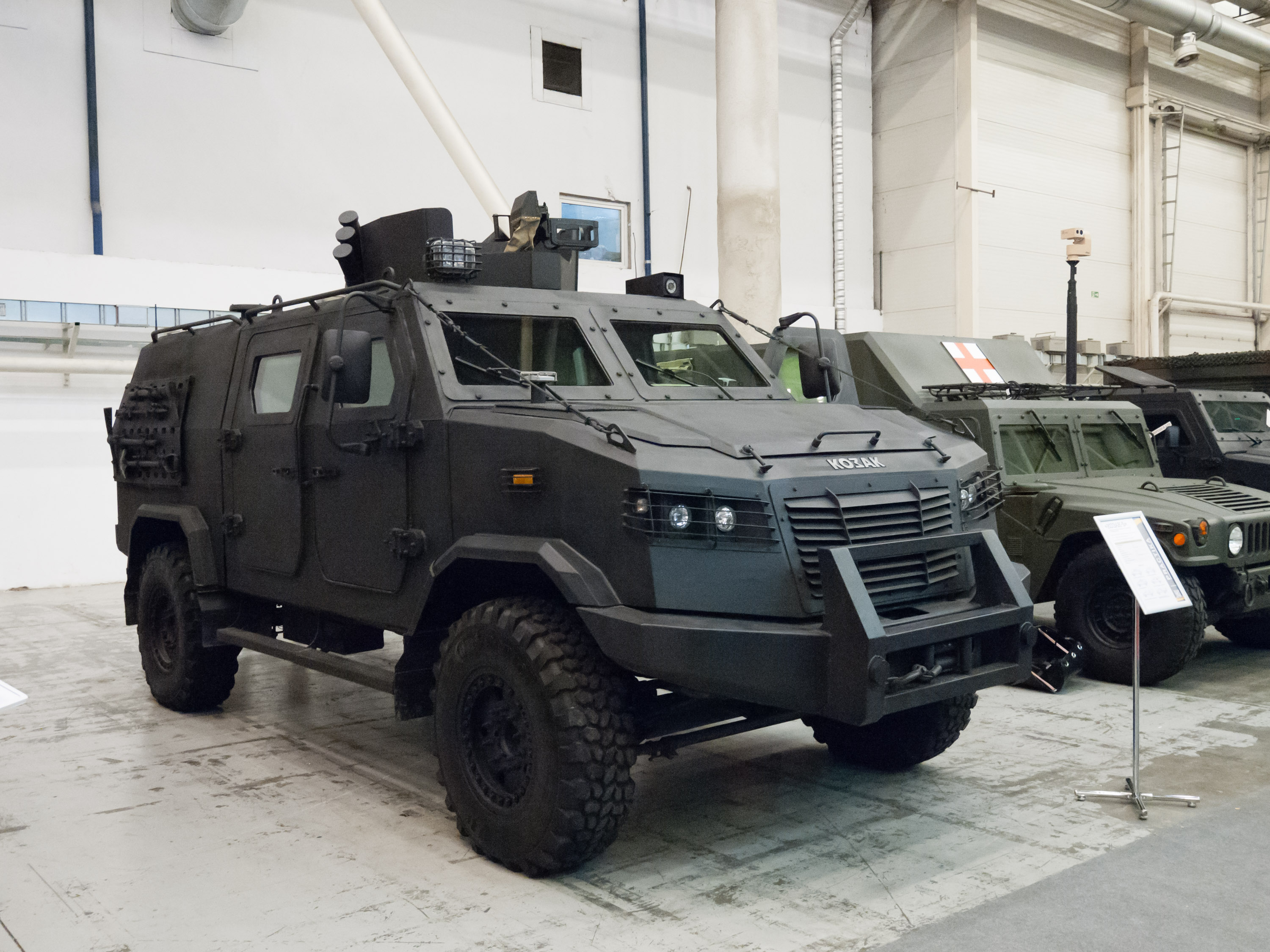
Ukraine 哥薩克-5
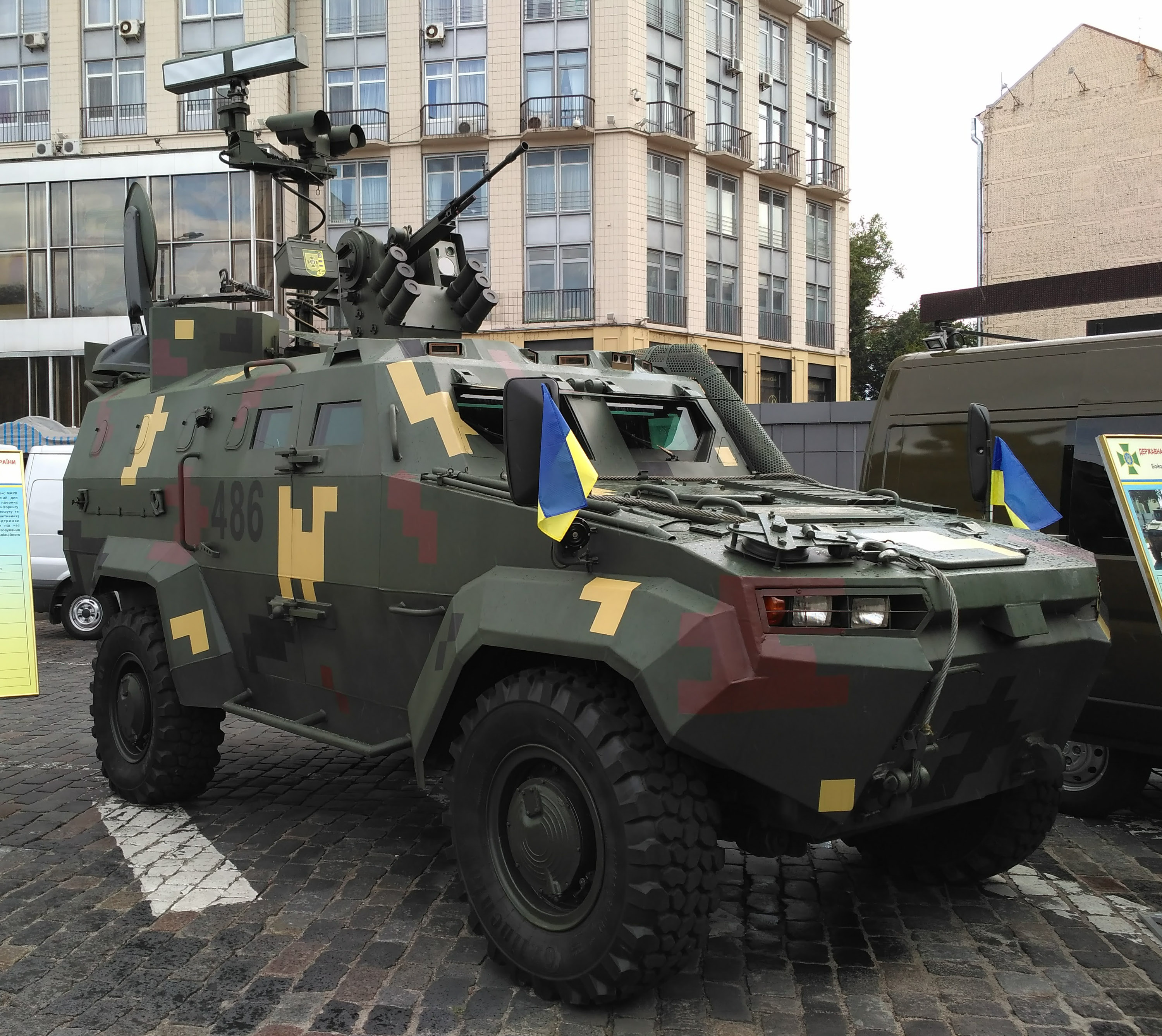
Ukraine 海神式
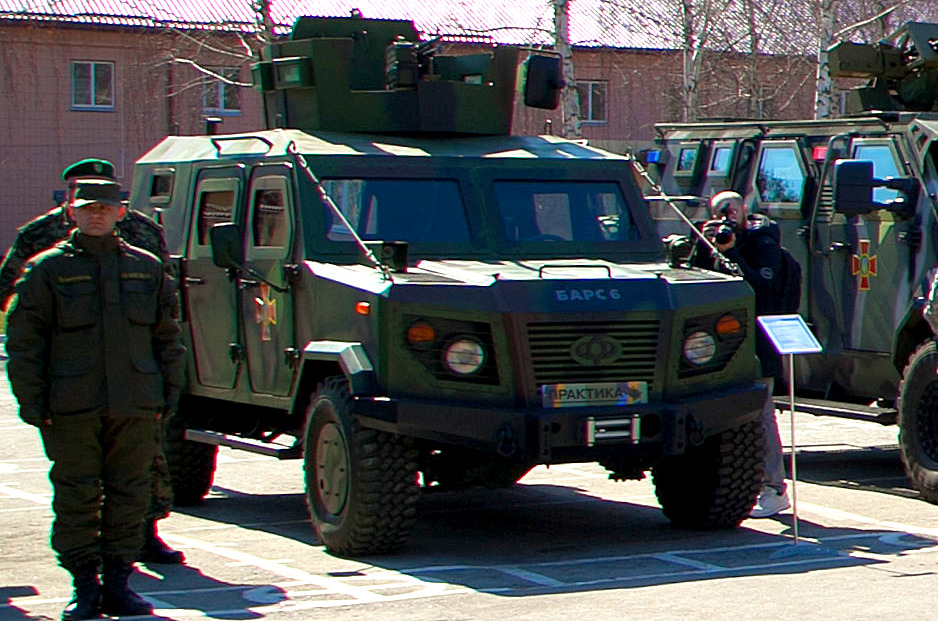
Ukraine 酒吧-6
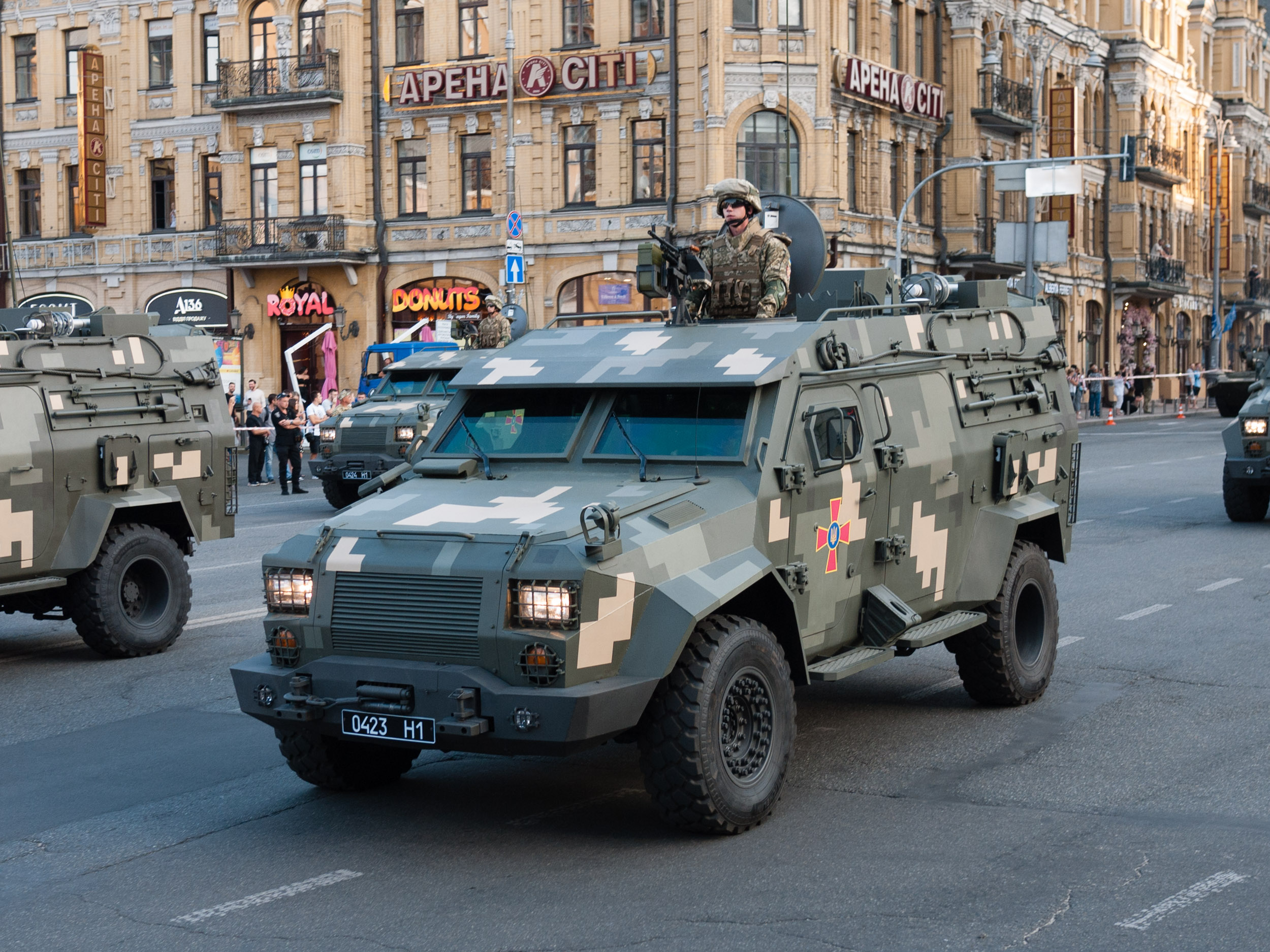
Ukraine 酒吧-8
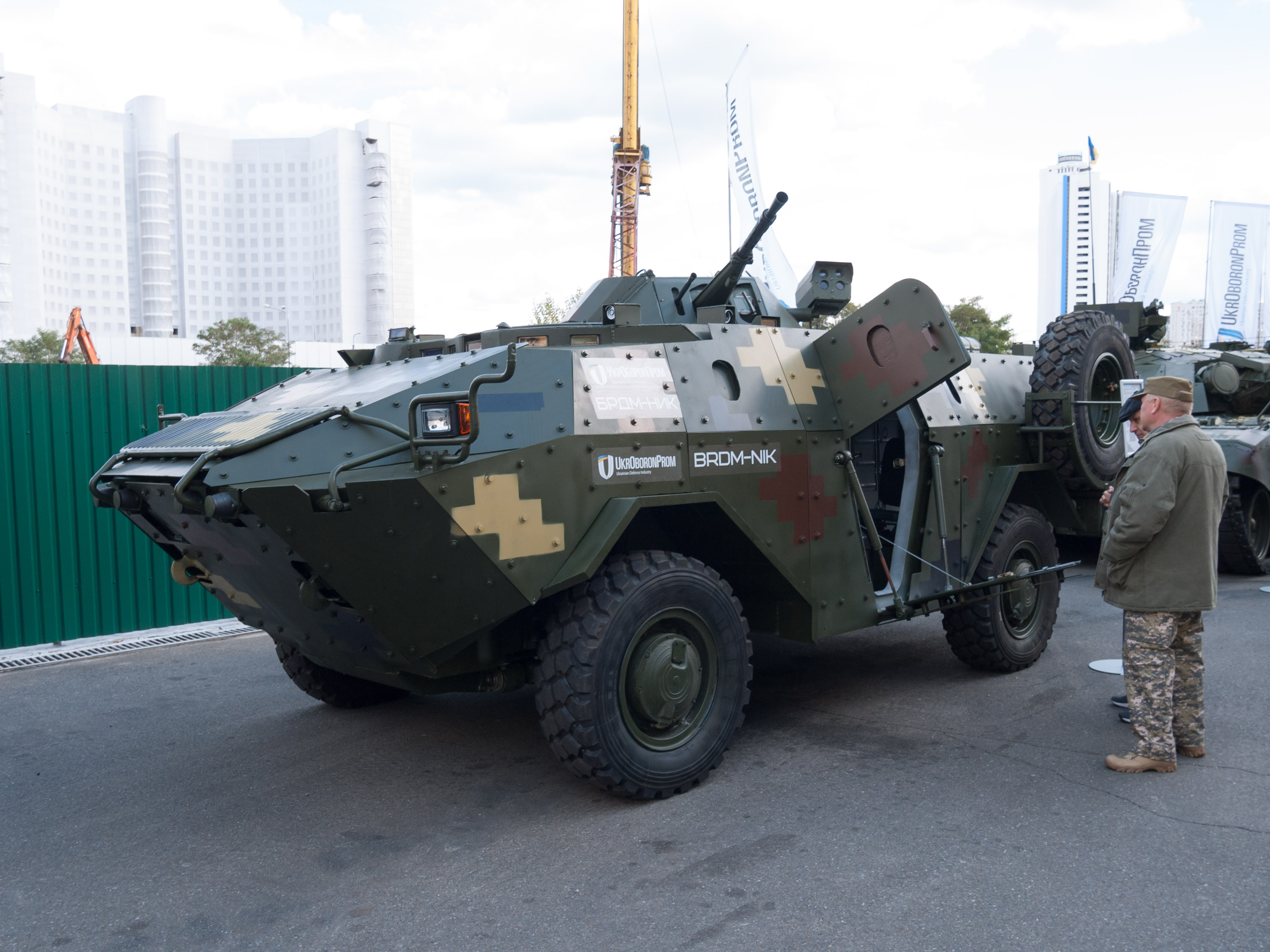
Ukraine 貓鼬式
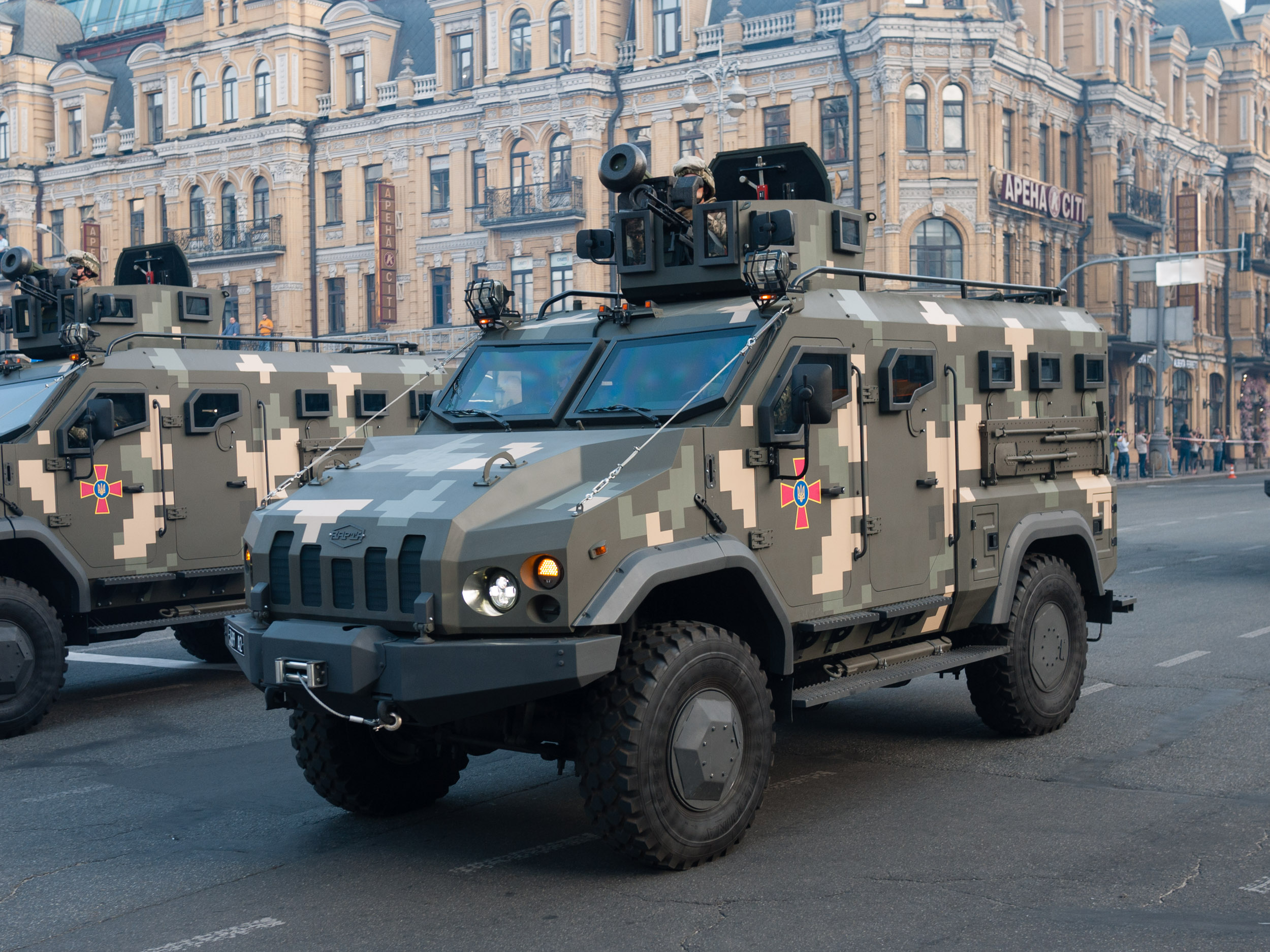
Ukraine 月神式
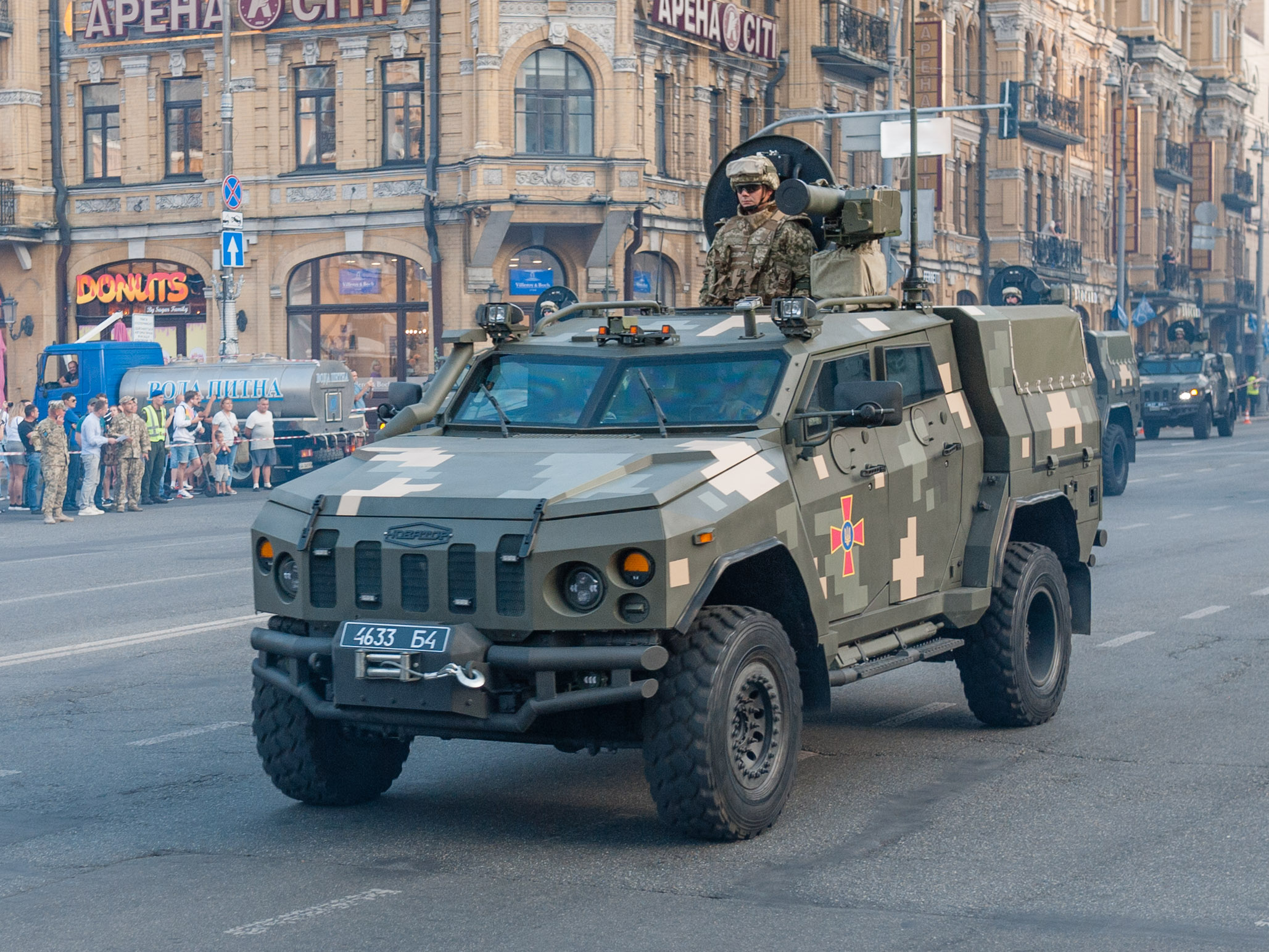
Ukraine 創新者

- 日本
輕裝機動
- 马来西亚
狼蛛
- 斯里蘭卡
Unibuffel（英语：Unibuffel）
- 德国
狐式
- 德国
野犬
- 德国
GFF4（英语：GFF4）
- 義大利
LMV（英语：Iveco LMV）
- 法國
VBL
- 法國
Nexter 阿拉維斯（英语：Nexter Aravis）
- 法國
潘哈德ERC
- 法國
VAB
- 法國
EBRC美洲豹
- 瑞士
Mowag 鷹式（英语：Mowag Eagle）
- 西班牙
瓦曼塔
- 羅馬尼亞
RN-94（英语：RN-94）
- 波蘭
野豬
- 苏联
BRDM-2（英语：BRDM-2）
- 俄羅斯
WPK-3924（俄语：ВПК-3924）
- 俄羅斯
漢蘭達-K（俄语：Горец-К）
- 俄羅斯
Ural-VV（俄语：Урал-432009）
- 俄羅斯
BPM-97（俄语：КамАЗ-43269）
- 俄羅斯
風暴式（俄语：Буран (бронеавтомобиль)）
- 俄羅斯
猛虎
- 俄羅斯
VPK-3927沃爾克（俄语：Волк (колёсная платформа)）
- 俄羅斯
蠍式-LTA（俄语：Скорпион ЛТА (бронеавтомобиль)）
- 俄羅斯
颱風4х4（俄语：Тайфун (семейство бронеавтомобилей)#Тайфун К-53949 «Тайфун 4х4»）
- 俄羅斯
颱風-VDV/AD（俄语：Тайфун (семейство бронеавтомобилей)#Тайфун К-4386 «Тайфун-ВДВ»）
- 俄羅斯
颱風-K（俄语：КамАЗ-63968）
- 俄羅斯
颱風-U（俄语：Урал-63095）
- 以色列
沙貓
- 土耳其
眼鏡蛇
- 土耳其
刺蝟式（英语：BMC Kirpi）
- 南非
蜜獾式
- 南非
卡斯皮爾（英语：Casspir）
- 南非
赫斯基VMMD（英语：Husky VMMD）
- 南非
鬥牛士式（英语：Matador (mine protected vehicle)）
- 南非
掠奪者式
- 南非
曼巴蛇式（英语：Mamba APC）
- 南非
RG-31（英语：RG-31）
- 南非
RG-32（英语：RG-32）
- 南非
RG-33（英语：RG-33）
- 南非
RG-34（英语：RG-34）
- 南非
RG-35（英语：RG-35）
- 南非
RG 先驅者（英语：RG Outrider）
- 大毒蛇
- 英国
豺狼式（英语：Jackal (vehicle)）
- 英国
獵狼犬式（烏克蘭語：Wolfhound TSV）
- 英国
豹貓式（英语：Ocelot (vehicle)）
- 英国
薩克遜
- 美国
V-100
- 美国
M1117守護者
- 美国
M1200裝甲騎兵
- 美国
美洲獅式（英语：Cougar (MRAP)）
- 美国
MaxxPro
- 美国
水牛M-PCV
- 美国
M-ATV（英语：Oshkosh M-ATV）
- 美国
L-ATV
- 美国
MXT-MV
- 中华人民共和国
92式
- 中华人民共和国
猛士
- 巴西
EE-11
- 巴西
VBTP-MR
- 乌克兰
監督者-B（烏克蘭語：Дозор-Б）
- 乌克兰
KrAZ 斯巴達（烏克蘭語：КрАЗ-Спартан）
- 乌克兰
KrAZ 美洲獅（烏克蘭語：KRAZ Cougar）
- 乌克兰
KrAZ 眼鏡蛇（烏克蘭語：KRAZ Cobra）
- 乌克兰
KrAZ 菲歐娜（烏克蘭語：KRAZ Fiona）
- 乌克兰
KrAZ 綠巨人（烏克蘭語：KrAZ Hulk）
- 乌克兰
KrAZ-MPV 史萊克-1（烏克蘭語：KrAZ Shrek One）
- 乌克兰
哥薩克-1（烏克蘭語：Козак (бронеавтомобіль, прототип 2009 року)）
- 乌克兰
哥薩克-2（烏克蘭語：Козак-2）
- 乌克兰
哥薩克-2M（烏克蘭語：Козак-2М）
- 乌克兰
哥薩克-4（烏克蘭語：Козак (ББМ)）
- 乌克兰
哥薩克-5（烏克蘭語：Козак-5）
- 乌克兰
海神式（烏克蘭語：Тритон (бронеавтомобіль)）
- 乌克兰
酒吧-6（烏克蘭語：Барс-6）
- 乌克兰
酒吧-8（烏克蘭語：Барс-8）
- 乌克兰
貓鼬式（烏克蘭語：БРМ «Мангуст»）
- 乌克兰
月神式（烏克蘭語：СБА «Варта»）
- 乌克兰
創新者（烏克蘭語：Новатор (бронеавтомобіль)）